# Musikjahr 1956
Liste der Musikjahre

◄◄ | ◄ | 1952 | 1953 | 1954 | 1955 | Musikjahr 1956 | 1957 | 1958 | 1959 | 1960 | ► | ►►

Weitere Ereignisse · Country-Musik
Dieser Artikel behandelt das Musikjahr 1956.

Chuck Berry – Roll Over Beethoven (1956)
Carl Perkins – Blue Suede Shoes (1956)
Elvis Presley – Love Me Tender (1956)
Gene Vincent – Be-Bop-A-Lula (1956)
Johnny Cash – I Walk the Line (1956)
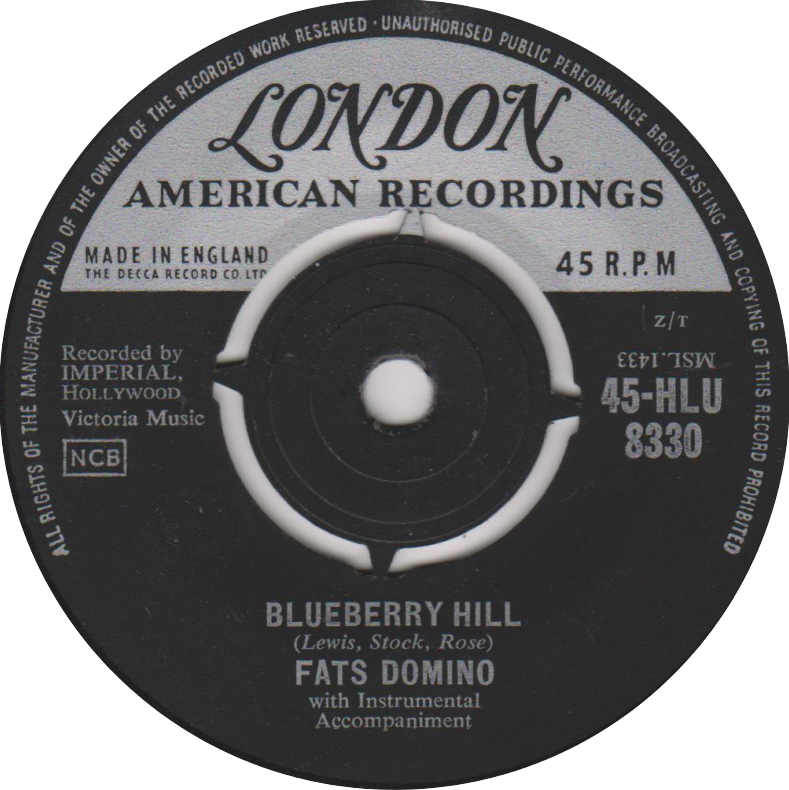
Fats Domino – Blueberry Hill (1956)
Freddy Quinn – So geht das jede Nacht (1956)

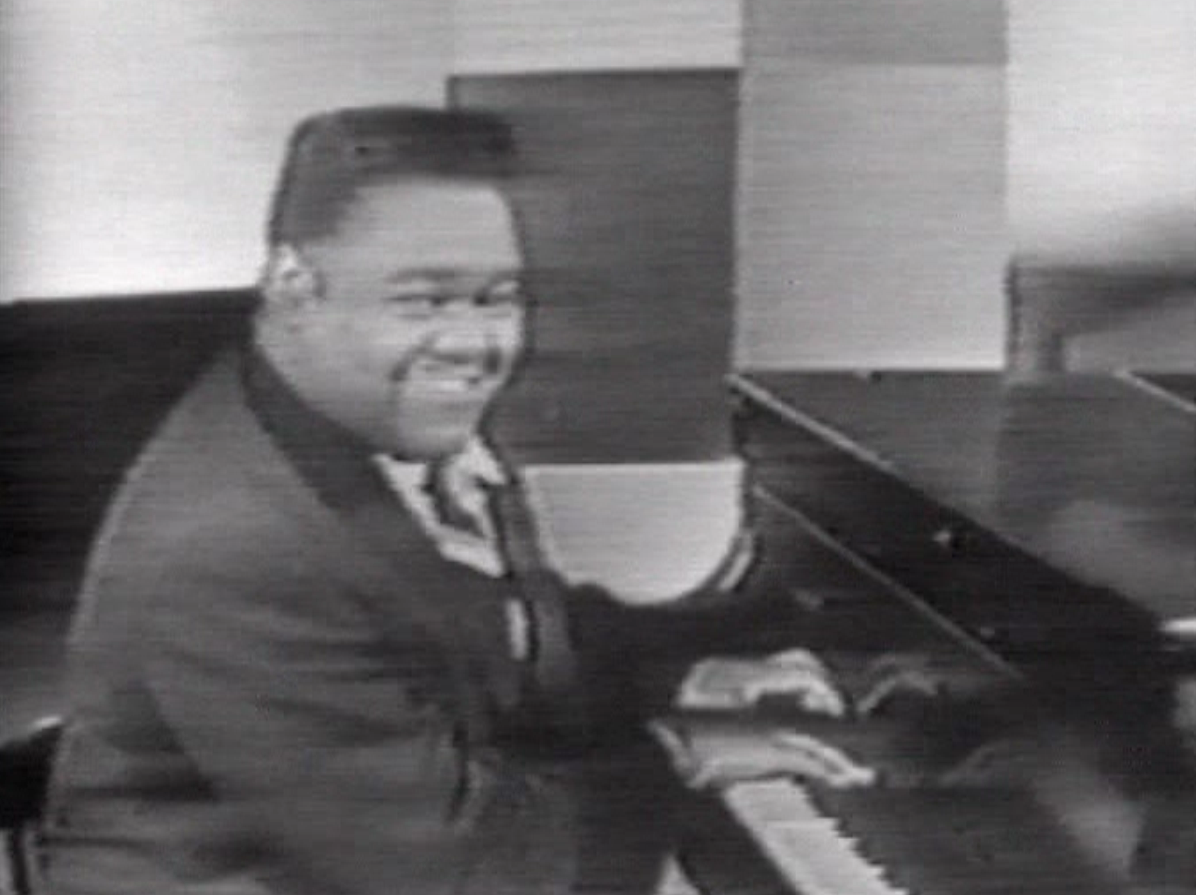
Fats Domino (1956)

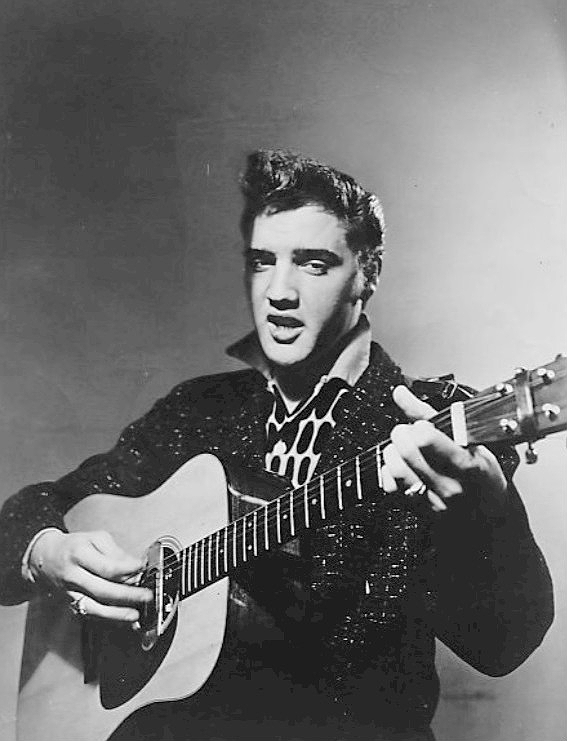
Elvis Presley (1956)

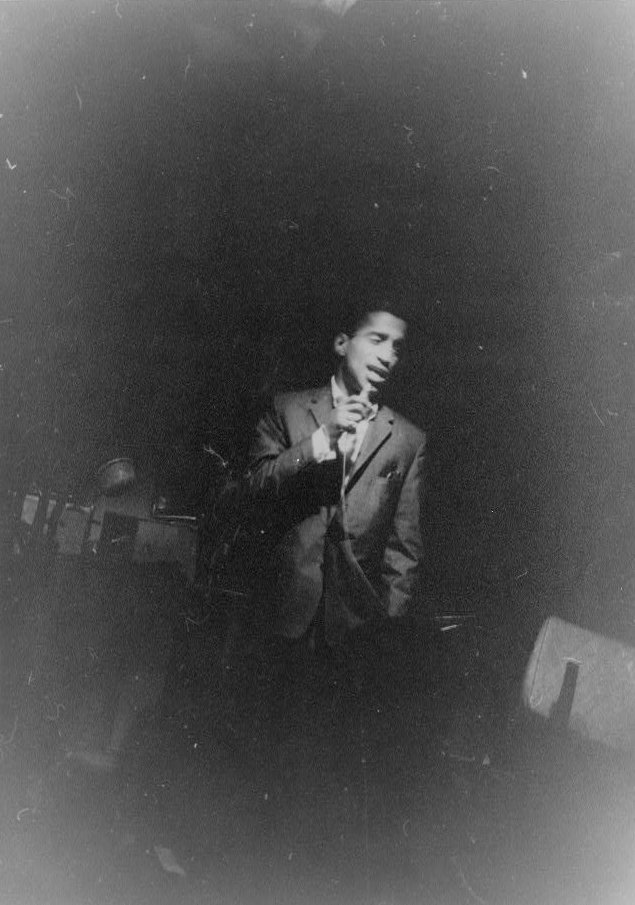
Sammy Davis (1956)

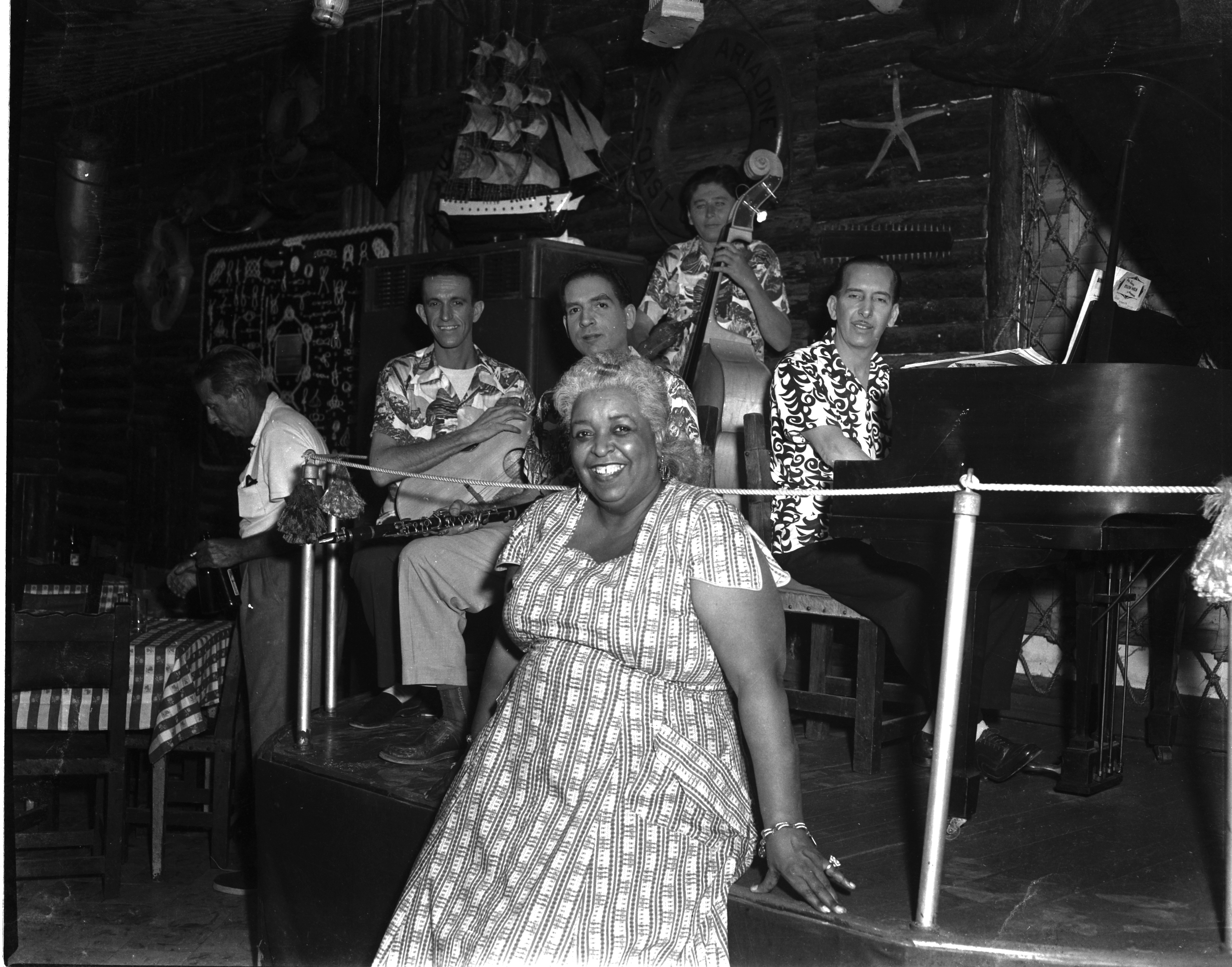
Ethel Waters (1956)

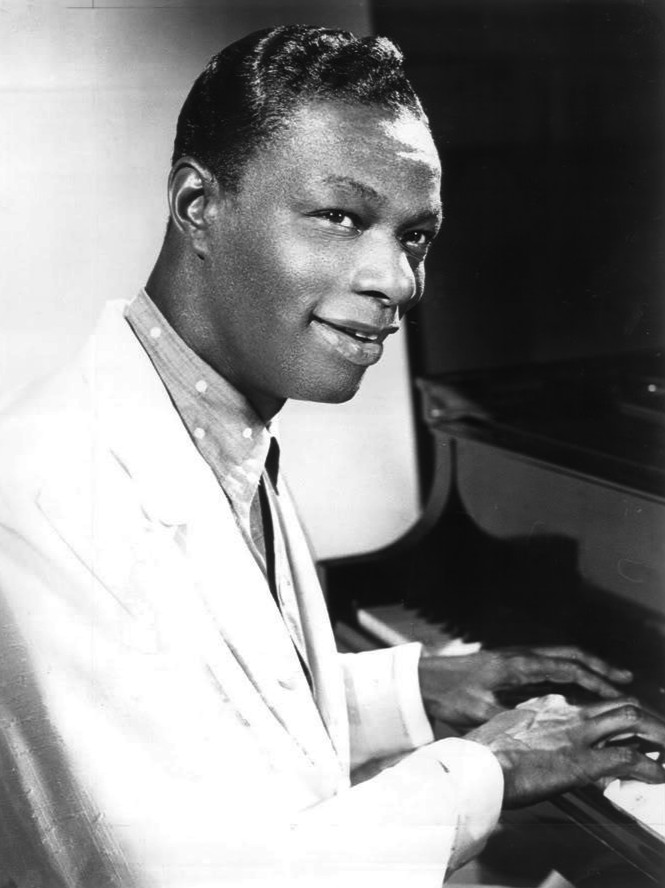
Nat King Cole (1956)

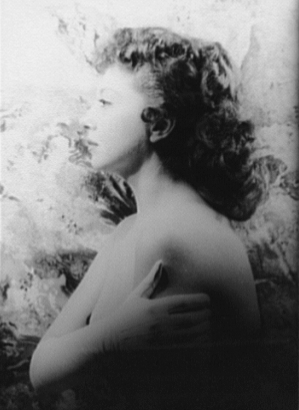
Beverly Sills (1956)

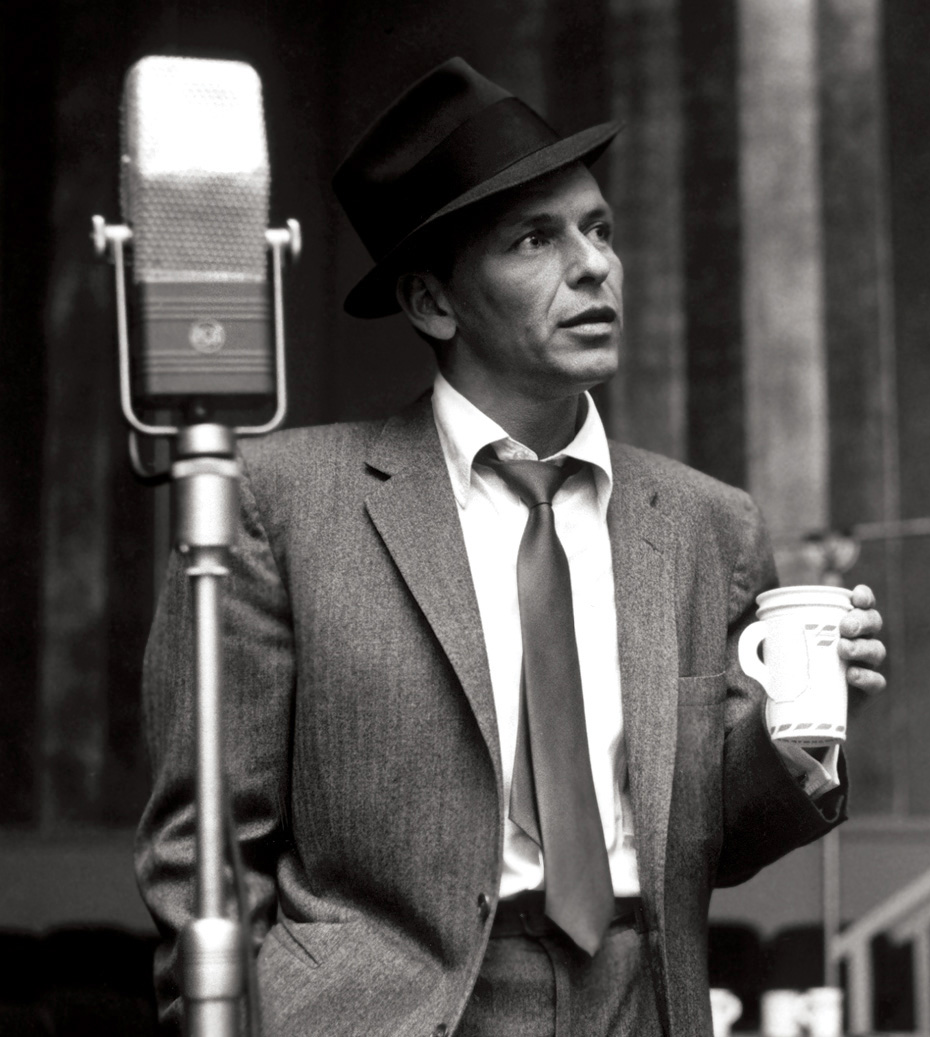
Frank Sinatra (1956)

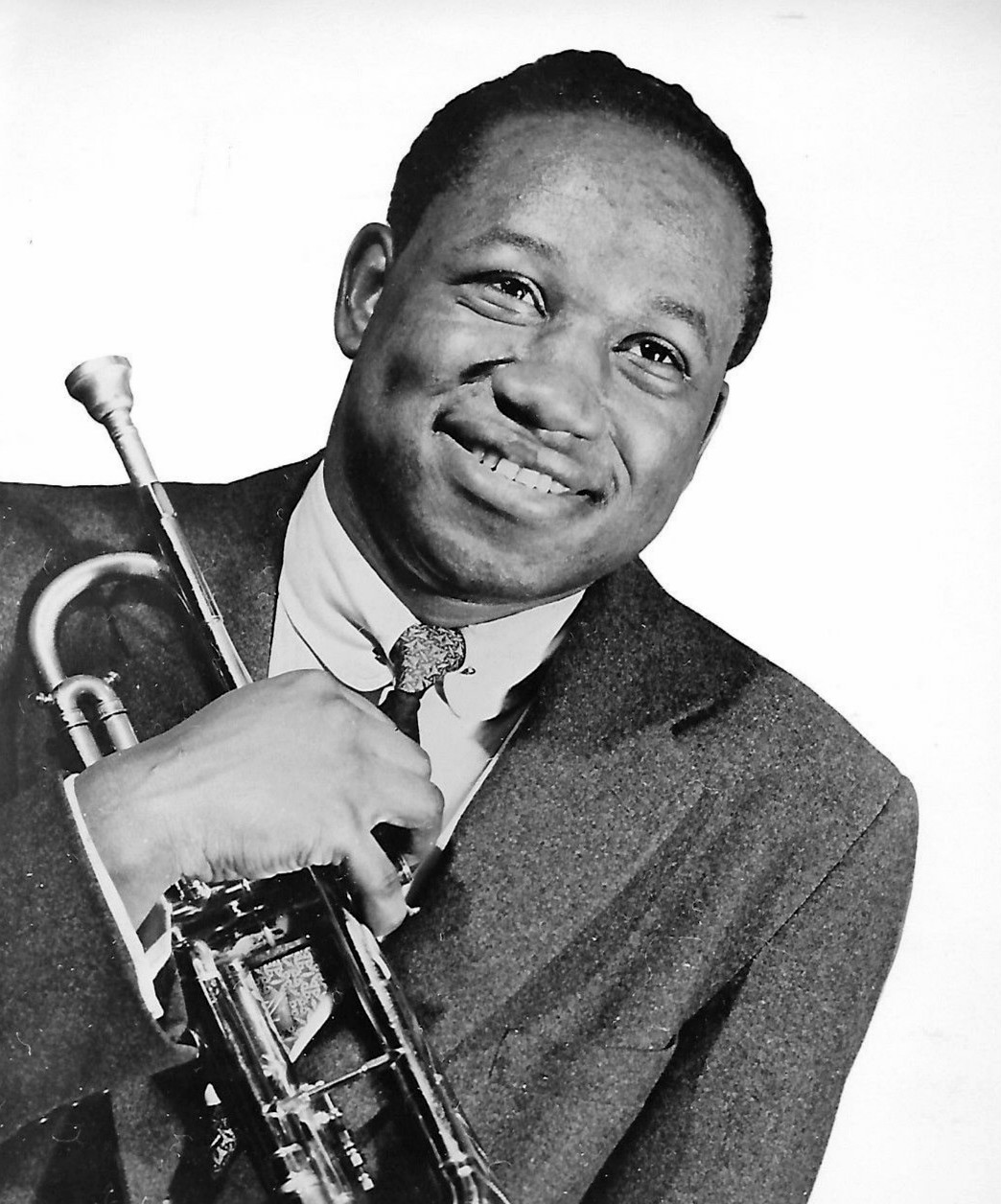
Clifford Brown (1956)

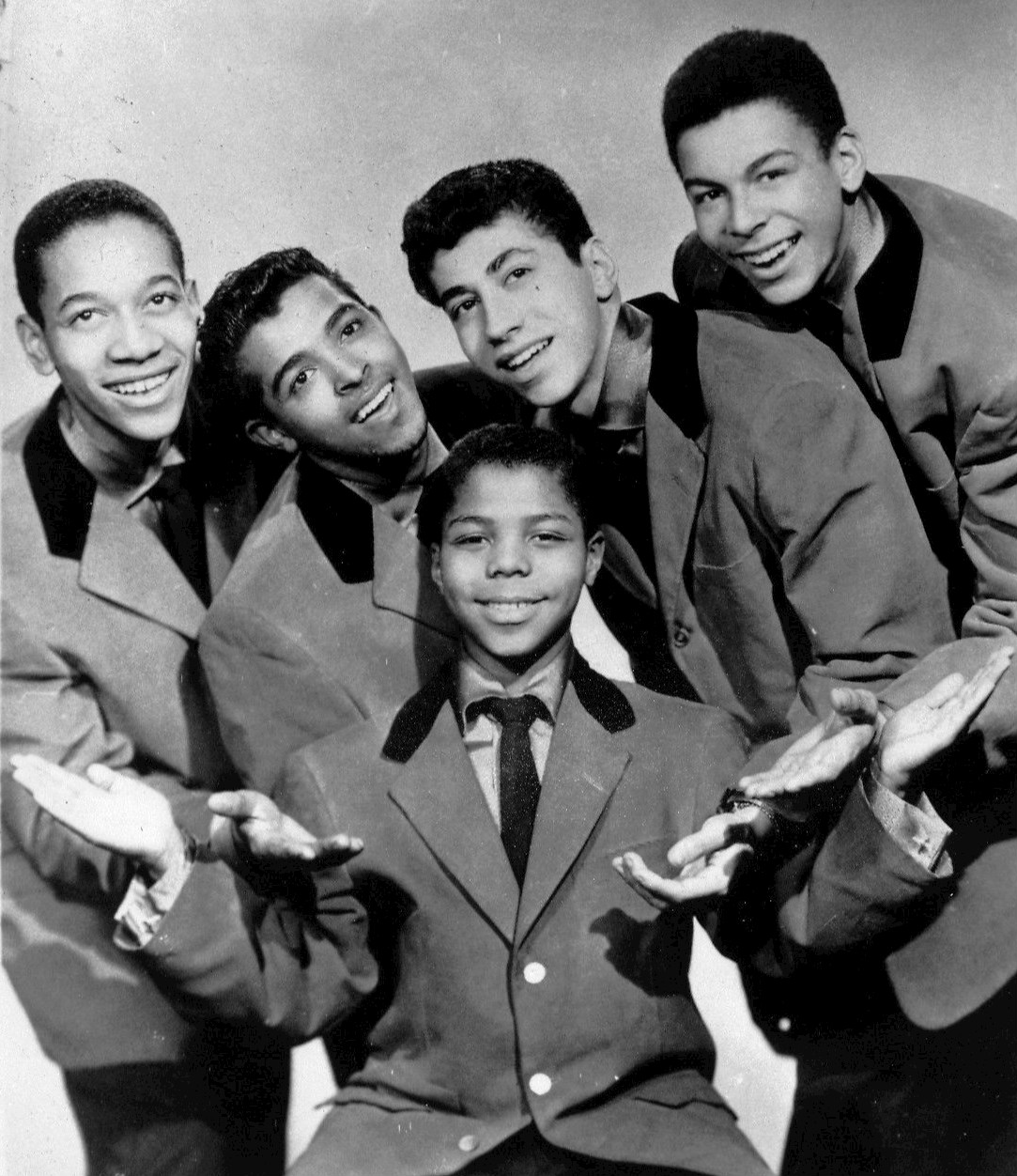
Frankie Lymon and the Teenagers (1956)

## Ereignisse

### Afrika

#### Goldküste
- 00. Mai: In der Hauptstadt Accra der britischen Kronkolonie Goldküste (heute Teil von Ghana) kommen 1956 mehr als 100.000 Menschen in ein Stadion, um Louis Armstrong and his All Stars zu erleben.

### Amerika

#### Vereinigte Staaten von Amerika

##### Populäre Musik
- 26. Januar: Buddy Holly hat seine ersten Aufnahmesessions für Decca Records in Nashville. Es begleiten ihn Sonny Curtis an der E-Gitarre, der Studiomusiker Grady Martin an der Gitarre, Don Guess am Kontrabass und Jerry Allison am Schlagzeug. Aus dieser Session werden das von Holly und Sue Parrish komponierte Love Me sowie Ben Halls Blue Days – Black Nights veröffentlicht.
- 26. Januar: Roy Orbison unterschreibt einen Plattenvertrag bei Sun Records.
- 27. Januar: Elvis Presleys Single Heartbreak Hotel / I Was the One erscheint. Es wird Presleys erster Nummer-1-Hit.
- 28. Januar: Elvis Presley gibt sein landesweites Fernsehdebüt in der The Dorsey Brothers Stage Show.
- 30. Januar: Trotz eines Schneesturms besuchen 17.000 Fans ein Coliseum-Konzert in Denver. Auf dem Programm stehen Webb Pierce, Red Foley, die Foggy River Boys, Ray Price, Floyd Cramer, Roy Hill, die Echo Valley Boys und andere.[1]
- 10. März: Die Single Blue Suede Shoes von Carl Perkins kommt in die R&B-Charts. Es ist das erste Mal, dass es ein Country-Musiker in die R&B-Charts schafft.
- 22. März: Während der Autofahrt zu einem Auftritt in der Perry Como–Show verunglückt Carl Perkins am 22. März und verbringt Monate im Krankenhaus.[2][3]
- 24. März: Die erste regelmäßig landesweit ausgestrahlte Rock'n'Roll-Show, die Rock ’n Roll Dance Party, mit Alan Freed als Moderator hat im CBS Radio Network Premiere.
- 27. März: Roy Orbison nimmt im Sun-Records-Tonstudio ein Remake von Ooby Dooby auf, das gemeinsam mit Go Go Go am 1. Mai 1956 als Single veröffentlicht und anschließend 350.000 Mal verkauft wird.[4]
- 00. März: The Coasters beginnen ihre Plattenkarriere mit Turtle Dovin’.
- 03. April: Elvis Presley hat seinen ersten Auftritt in The Milton Berle Show.
- 06. April: Elvis Presley unterschreibt bei Paramount Pictures einen Vertrag als Darsteller in drei Spielfilmen.
- 01. Mai: Johnny Cash veröffentlicht bei Sun Records sein Lied I Walk the Line. Im Juni 1956 kommt der Song in die Country-Charts, wo er sechs Wochen auf Platz eins bleibt.[5] Für Cash ist es der erste Millionenseller und der erste Nr.-1-Song in den Country-Charts.
- 02. Mai: Zum ersten Mal in der Geschichte des Billboard-Magazins erscheinen fünf Singles sowohl in den Pop- als auch in den R&B-Top-Ten-Charts. Es handelt sich um Elvis Presleys Heartbreak Hotel (#1 Pop, #6 R&B), Carl Perkins Blue Suede Shoes (#4 Pop, #3 R&B), Little Richards Long Tall Sally (#9 Pop, #1 R&B), (You've Got) The Magic Touch von den Platters (#10 Pop, #7 R&B) und Why Do Fools Fall in Love von Frankie Lymon & the Teenagers (#7 Pop, #4 R&B). Die Singles von Presley und Perkins erscheinen auch in den Country- und Western-Top-Ten-Charts auf Platz 1 bzw. 2.
- 04. Mai: Gene Vincent nimmt Be-Bop-A-Lula in Nashville (Tennessee) auf. Das Lied erscheint am 2. Juni als B-Seite von Vincents erster Single Woman Love. Die Radiostationen spielen allerdings Be-Bop-A-Lula häufiger als die A-Seite und so erreicht der Titel Platz 7 der Hitparade im Jahr 1956. Außerdem tritt er mit diesem Song in der Hollywood-Komödie The Girl Can’t Help It auf.
- 00. Mai: Gene Autrys Melody Ranch, ein Sonntagabendprogramm im CBS Radio, das seit 1940 ausgestrahlt wurde (mit einer Pause von 1942 bis 1945) wird eingestellt.
- 03. Juni: Fred Diodati ersetzt Al Alberts als Leadsänger von The Four Aces.
- 05. Juni: Elvis Presley stellt sein neues Lied Hound Dog in der Milton Berle Show vor und schockiert das Publikum mit seinen anzüglichen Hüftbewegungen.
- 09. Juli: Dick Clark ist zum ersten Mal Gastgeber der Musik-Tanz-Show American Bandstand.
- 17. Juli: Der Film High Society (deutscher Titel Die oberen Zehntausend) wird in den USA uraufgeführt. Grace Kelly und Bing Crosby besingen darin True Love. Das von Cole Porter komponierte Liebesduett erhält eine Oscar-Nominierung und wird zum Evergreen.
- 11. August: Das Lied Don’t Be Cruel von Elvis Presley erreicht Platz 1 der US-Charts. Im Jahr 2002 wird das Lied in die Grammy Hall of Fame aufgenommen.
- 09. September: Elvis Presley hat seinen ersten Fernsehauftritt in The Ed Sullivan Show, der von 86 % aller US-Fernsehzuschauer gesehen wird.[6]
- 00. September: Fats Domino veröffentlicht seine Single Blueberry Hill / Honey Chile. Innerhalb von zwei Wochen werden zwei Millionen Exemplare davon verkauft, wodurch Domino bereits den vierten Millionenseller seiner Karriere vorweisen kann. Seine Uptempo-Version mit dem perfektionierten kreolischen Akzent, die er am 18. November 1956 bei seinem ersten Fernseh-Live-Auftritt in der Ed Sullivan Show präsentiert, verkauft bis 1957 weltweit fünf Millionen Exemplare und wird sein größter Hit.
- 10. November: Laut der jährlichen landesweiten Discjockey-Umfrage des Billboard-Magazins wird George Jones zum vielversprechendsten Country- und Western-Künstler gekürt. Elvis Presley ist der meistgespielte Country- und Western-Künstler.[7]
- 15. November: In den USA hat der erste Spielfilm Elvis Presleys unter dem Titel Love me Tender Premiere.
- 04. Dezember: Elvis Presley, Jerry Lee Lewis, Carl Perkins und Johnny Cash nehmen gemeinsam in den Sun Studios in Memphis auf. Die Sessions werden 1981 unter dem Namen The Million Dollar Quartet veröffentlicht.
- 19. Dezember: Elvis Presley bricht mit 9 Liedern den Rekord für die höchste Anzahl gleichzeitiger Songs eines einzelnen Künstlers in den Billboard Hot 100. Presley hält den Rekord bis 1964, als die Beatles 14 Lieder gleichzeitig in den Billboard Hot 100 haben.
- Der Erfolg und die Auswirkungen des Liedes Rock Around the Clock von Bill Haley & His Comets auf die Jugend waren 1955 in den USA so überwältigend, dass die Filmgesellschaft Columbia sich entschließt, einen Spielfilm mit dem gleichen Titel Rock Around the Clock (Außer Rand und Band) zu produzieren. Er läuft in den USA am 21. März 1956 in den Kinos an, macht den Rock ’n’ Roll weltweit populär und sorgt mit dem dreifachen Einsatz des Clock-Songs für konstante Verkaufszahlen dieses Welthits.
- Johnny Cash lernt 1956 hinter der Bühne der Country-Radio-Show Grand Ole Opry in Nashville, seine spätere Ehefrau June Carter von der berühmten Carter Family kennen, die er schon seit seiner Kindheit bewundert. Zu dieser Zeit beginnt Cash auch, jedes seiner Konzerte mit den Worten „Hello, I’m Johnny Cash“ zu eröffnen, was zu seinem Markenzeichen wird.
- Doris Day singt 1956 in dem Film Der Mann, der zuviel wußte von Alfred Hitchcock das Lied Whatever Will Be, Will Be (Que Sera, Sera). In Großbritannien erreicht das Lied Platz 1 der Hitparade, in den USA ist es ein Nummer-zwei-Hit und Millionenseller. Das Lied wird 1957 als bester Song mit dem Oscar ausgezeichnet.
- Elvis Presley ist vor Webb Pierce der meistgespielte Interpret im Radio.[8]
- Frankie Lymon & the Teenagers gründen sich und haben einen Hit mit Why Do Fools Fall in Love.
- Der Fernsehsender WEWS-TV aus Cleveland startet Polka Varieties, eine regelmäßige, einstündige Sendung am Sonntagnachmittag, die sich der Polka-Musik widmet. Frank Yankovic leitet die Band, die in der Show auftritt.

##### Jazz
- 10. April: Eine Gruppe von Anhängern der Rassentrennung (Anhänger von Asa Earl Carter) stürmt bei einem Konzert von Nat King Cole in Birmingham auf die Bühne, kann jedoch schnell abgeführt werden.
- 00. Juni: Friedrich Gulda spielt mit seinem Sextett zwei Konzerte im legendären Jazzclub Birdland in New York City.
- 5.–7. Juli: Das 3. Newport Jazz Festival findet in Newport, Rhode Island statt:[9]
  - Am ersten Tag treten Count Basie, Joe Benjamin, Frank Foster, Roy Haynes, Percy Heath, Jutta Hip, Milt Jackson, Jimmy Jones, Connie Kay, John Lewis, Charlie Mingus, Modern Jazz Quartet, Joe Newman, Toshiko, Sarah Vaughan, Frank Wess und Joe Williams auf.
  - Am zweiten Tag sind Louis Armstrong, Art Blakey, Dave Brubeck, Donald Byrd, Buck Clayton, Eddie Condon, Bill Davidson, Miles Davis, Paul Desmond, Ella Fitzgerald, Bud Freeman, Emond Hall, Peanuts Hucko, Jazz Messengers, Kai Winding und J.J. Johnson, Billie Kyle, Cliff Leeman, Lou McGarity, Velma Middleton und Trummy Young zu hören.
  - Am dritten Tag spielen Duke Ellington, Cat Anderson, Harry Carney, Buddy Collette, Paul Gonsalves, Friedrich Gulda, Chico Hamilton, Jimmy Hamilton, Johnny Hodges, Jo Jones, Anita O’Day, Russell Procope, Art Tatum, Clark Terry und Teddy Wilson Trio.
- 05. November: Nat King Cole ist der erste schwarze Künstler, der mit The Nat King Cole Show eine Varieté-Show im US-Fernsehen moderiert.
- 05. November: Art Tatum, einer der bedeutendsten US-amerikanischen Klaviervirtuosen und Erneuerer des Jazz, stirbt in Los Angeles, auf dem Höhepunkt seines Schaffens, an den Folgen einer Niereninsuffizienz (Urämie).
- Louis Armstrong bereist ab 1956 zusammen mit Künstlern wie Benny Goodman den Ostblock sowie die sowohl von den Vereinigten Staaten als auch der UdSSR umworbenen Staaten in Afrika und Asien. So kommen 1956 im heutigen Ghana 100.000 Menschen in ein Stadion, um ihn zu erleben. Zusammen mit weiteren Stars des Jazz wie Dizzy Gillespie und Duke Ellington nutzt Armstrong seine Popularität auf seinen Tourneen auch, um für die Afroamerikaner Menschen- und Bürgerrechte einzufordern.
- Miles Davis und sein Quintett nehmen 1956 vier LPs (Cookin’, Relaxin’, Workin’ und Steamin’) für Prestige Records auf und verbringen dafür nur zwei Tage im Studio. Er etabliert sich damit „als führender Exponent des Hard Bop.“[10] Davis nimmt außerdem für Columbia Records weitere Tracks für die LP Round about Midnight auf, die 1957 veröffentlicht wird.
- Bill Evans kann sein erstes Trio-Album New Jazz Conceptions bei Riverside Records veröffentlichen, nachdem der Gitarrist Mundell Lowe Orin Keepnews und Bill Grauer von Riverside Records auf den Pianisten aufmerksam gemacht hat. Das Debütalbum enthält neben Standards wie Cole Porters I Love You, Leo Robins Easy Living und Bebop-Stücken von George Shearing und Tadd Dameron („Our Delight“) auch Eigenkompositionen, wie eine frühe Version seines Waltz for Debby. Die LP hat jedoch nur einen geringen Einfluss auf die Jazzgemeinde; Keepnews meint später, im ersten Jahr nur 800 Exemplare der LP abgesetzt zu haben.[11]
- Dizzy Gillespie geht mit seiner Bigband auf Welttournee. Sie bereisen „den Iran, Syrien, Griechenland, Pakistan und die Türkei, anschließend Südamerika.“[10] Die Tournee „wird vom amerikanischen Außenministerium finanziert und macht Gillespie zum Botschafter des Jazz, wie Armstrong vor ihm.“[10]
- Dizzy Gillespie lernt 1956 den argentinischen Pianisten Lalo Schifrin kennen. Schifrin komponiert für ihn und sein Orchester die Suite Gillespiana. Nach der Auflösung von Gillespies Big Band wird Schifrin dessen neuem Quintett beitreten und zum musikalischen Leiter und Arrangeur avancieren.
- Charles Mingus gelingt 1956 mit dem Album Pithecanthropus Erectus, das er gemeinsam mit Jackie McLean und J. R. Monterose aufnimmt, der künstlerische Durchbruch.
- Horace Silver, der musikalische Leiter der Jazz Messengers, verlässt 1956 die Band. Er überlässt den Bandnamen nach seinem Ausscheiden Art Blakey, so dass die Band fortan unter dem Namen Art Blakey & The Jazz Messengers firmiert.
- Art Tatum gewinnt zum dritten Mal – nach 1954 und 1955 – den Down Beat Kritiker-Poll.

##### Klassische Musik und Musiktheater
- 03. Januar: Glenn Gould veröffentlicht Bach: The Goldberg Variations bei Columbia Records. Es ist seine erste Solo-Klavieraufnahme, die bis 1960 40.000 Exemplare verkauft wird.
- 26. Januar: Die nordamerikanische Erstaufführung von Carlos Chávez‘ Symphonie Nr. 3 erfolgt durch das New York Philharmonic Orchestra unter der Leitung des Komponisten.
- 03. Februar: Die Symphony of the Air unter der Leitung von Leonard Bernstein bringt Robert Moevs‘ Fourteen Variations für Orchester (komponiert 1952) in New York City zur Uraufführung.
- 11. Februar: Henry Barrauds Concertino für Klavier und Bläser wird von Eugene List und Mitgliedern des New York Chamber Ensembles in New York City uraufgeführt.
- 15. März: Uraufführung des Musicals My Fair Lady von Frederick Loewe (Musik) und Alan Jay Lerner (Buch und Liedtexte) am Mark Hellinger Theatre in New York City.[6]
- 21. März: Weltpremiere von Heitor Villa-Lobos 11. Symphonie durch das Boston Symphony Orchestra unter der Leitung von Charles Münch in der Carnegie Hall in New York City.
- 08. Mai: Benjamin Brittens Oper Gloriana wird in Cincinnati in konzertanter Form unter der Leitung von Josef Krips erstmals in den USA aufgeführt.
- 08. Mai: Ernst Tochs Symphony No. 3 wird mit dem Pulitzer-Preis für Musik ausgezeichnet.
- 13. Juni: Das Musical Shangri-La von Harry Warren (Musik) sowie Jerome Lawrence und Robert E. Lee (Buch und Liedtexte) hat seine Uraufführung am Winter Garden Theatre in New York City. Das Musical wird nach rund zwei Wochen abgesetzt und zählt zu den größten Flops in der Musical-Geschichte.
- 19. Juli: Die American Guild of Musical Artists und die Metropolitan Opera geben die Beilegung ihres Tarifkonfliktes bekannt, wodurch die Opernsaison 1956–57 wie ursprünglich geplant am 29. Oktober beginnen kann.
- 00. Juli: Beim Berkshire Festival nimmt Benny Goodman sowohl das Klarinettenkonzert (mit dem Boston Symphony Orchestra unter der Leitung von Charles Münch) als auch das Quintett für Klarinette und Streicher (mit dem Boston Symphony String Quartet) von Wolfgang Amadeus Mozart für RCA Victor auf. Die Aufnahmen erfolgen in Stereo, werden aber 1957 nur in einer Mono-Abmischung veröffentlicht. Die erste Stereo-Ausgabe erscheint 1968.
- 14. Oktober: Leopold Stokowski dirigiert die Symphony of the Air in drei Uraufführungen in der Carnegie Hall: Charles Ives‘ Browning Overture, Alan Hovhaness‘ Symphonie Nr. 3 und Kurt Leimers Klavierkonzert Nr. 4.
- 16. Oktober: Die New Yorker Philharmoniker geben bekannt, dass sie auf Wunsch ihres Musikdirektors Dimitri Mitropoulos Leonard Bernstein engagiert haben, um gemeinsam mit Mitropoulos die Leitung des Orchesters für die Saison 1957–58 zu übernehmen.
- 22. Oktober: Sigurd Rascher und das Chattanooga Symphony Orchestra eröffnen ihre Saison 1956–57 mit einem Konzert, zu dem auch die Weltpremiere von Carl Anton Wirths Concerto for Saxophone and Orchestra gehört.
- 29. Oktober: In New York City beginnt die 72. Spielzeit der Metropolitan Opera mit einer Wiederaufnahme von Vincenzo Bellinis Norma, in der Maria Callas in der Titelrolle ihr Metropolitan-Debüt gibt.
- 01. Dezember: Uraufführung der Operette Candide von Leonard Bernstein am Martin Beck Theatre in New York City.
- Bei John Brownings professionellem Orchesterdebüt 1956 mit der New York Philharmonic unter Dimitri Mitropoulos wird der Komponist Samuel Barber auf ihn aufmerksam und komponiert sein Klavierkonzert op. 38 – mit dem Barber 1963 den Pulitzer-Preis gewinnt – speziell im Hinblick auf Brownings technische Fähigkeiten.

##### Musikindustrie
- Das Musiklabel Cameo-Parkway wird in Philadelphia von Kal Mann und Bernie Lowe gegründet.
- Die Chrysler Corporation bietet in ihrer Luxusmarke Imperial einen Schallplattenspieler für das Auto mit 16 2⁄3 U/min und 7-Zoll-Schallplatten an. Das Gerät wurde von Peter Carl Goldmark entwickelt, dem Erfinder des Langspielplattenformates (LP) mit 33 1⁄3 U/min.

### Asien

#### Südkorea
- Gründung des koreanischen Herstellers von Flügeln und Klavieren HDC Young Chang.

#### Volksrepublik China
- Der chinesische Komponist Li Huanzhi stellt seine Frühlingsfest-Ouvertüre fertig.

### Europa

#### Belgien
- 00. Juni: In Brüssel findet der klassische Musikwettbewerb Concours Reine Elisabeth statt, der in diesem Jahr Pianisten auszeichnet. Den ersten Preis gewinnt Wladimir Dawidowitsch Aschkenasi, den zweiten Preis erhält John Browning und der dritte Preis geht an André Tchaikowsky.
- Paul Hindemith wird assoziiertes Mitglied der Académie royale des Sciences, des Lettres et des Beaux-Arts de Belgique

#### Bundesrepublik Deutschland

##### Populäre Musik
- 19. Januar: In Köln erfolgt die Uraufführung der Filmkomödie Charleys Tante nach dem gleichnamigen Schwank von Brandon Thomas mit Heinz Rühmann in der Hauptrolle. Die Filmmusik stammt von Friedrich Schröder.
- 01. Mai: Die deutsche Vorentscheidung zum Eurovision Song Contest 1956 wird – möglicherweise nur pro forma – in Köln ausgetragen. Als Vertreter Deutschlands beim internationalen Wettbewerb qualifizieren sich Walter Andreas Schwarz mit Im Wartesaal zum großen Glück und Freddy Quinn mit So geht das jede Nacht.
- 26. August: Die Jugendzeitschrift Bravo mit dem Untertitel „Die Zeitschrift für Film und Fernsehen“ erscheint erstmals im Münchener Verlag Kindler & Schiermeyer. Die Startauflage beträgt 30.000 Exemplare und der Verkaufspreis 50 Pfennig. Die monatlich erscheinende Zeitschrift behandelt Themen, die vornehmlich Jugendliche interessieren, darunter aktuelle Informationen über Stars aus Musik und Fernsehen.
- Freddy Quinn nimmt 1956 bei Polydor eine Platte mit zwei auf Deutsch interpretierten Songs auf: Sie hieß Mary Ann (im Original der Country-Song Sixteen Tons, deutscher Text von Peter Moesser) und Heimweh (Coverversion des Popsongs Memories Are Made of This). Heimweh wird der meistverkaufte Titel des Jahres in der Bundesrepublik Deutschland, obwohl sich die erste Auflage schlechte, da sie von den Rundfunkanstalten zunächst weitgehend ignoriert wurde.
- Die Bravo-Jahrescharts werden erstmals veröffentlicht. Auf den ersten drei Plätzen finden sich Smoky von Die Sieben Raben (1. Platz), So ist Paris! von Angèle Durand (2. Platz) und Und es weht der Wind von Bruce Low (3. Platz).
- Die erste Ausgabe des monatlich erscheinendes Magazins für klassische Musik, Jazz und HiFi Fono Forum erscheint.

##### Klassische Musik und Musiktheater
- 00. Januar: Gründung des Tölzer Knabenchores durch Gerhard Schmidt-Gaden in Bad Tölz.
- 04. Februar: Als erster bundesdeutscher Theaterneubau nach dem Zweiten Weltkrieg wird das Theater Münster mit einer Aufführung von Wolfgang Amadeus Mozarts Zauberflöte eröffnet.[12]
- 22. April: Nach zweijährigen, von Paul Bonatz geleiteten Wiederaufbauarbeiten wird das Düsseldorfer Opernhaus mit einer Aufführung des Fidelio von Ludwig van Beethoven wieder eröffnet.
- 11.–22. Juli: Die Darmstädter Ferienkurse finden in Darmstadt statt mit einer Vortragsreihe von Theodor W. Adorno, zwei öffentlichen Diskussionen über das neue Medium elektronische Musik und Uraufführungen von Werken (unter anderem) von Richard Rodney Bennett, Pierre Boulez, Jacques Calonne, Aldo Clementi, Luc Ferrari, Alexander Goehr, Bengt Hambraeus, Hans Werner Henze, Bruno Maderna, Henri Pousseur und Karlheinz Stockhausen.
- 24. Juli – 24. August: In Bayreuth finden die Bayreuther Festspiele statt.[13] Zur Eröffnung wird Richard Wagners Oper Die Meistersinger von Nürnberg in der Inszenierung und Ausstattung von Wolfgang Wagner und den Kostümen von Kurt Palm gegeben. Es dirigiert André Cluytens[12]
- 05. September: Die posthume Uraufführung von Sergej Prokofjews 1931 komponiertem 4. Klavierkonzert (für die linke Hand) findet in Berlin statt, aufgeführt von Siegfried Rapp und dem Radio-Symphonie-Orchester (RSO) Berlin unter der Leitung von Martin Rich.
- 23. September: Uraufführung der Oper König Hirsch von Hans Werner Henze an der Städtischen Oper in Berlin.[12]
- 29. September: Nach der Gründung der Theatergemeinschaft Düsseldorf-Duisburg startet die erste Spielzeit der Deutschen Oper am Rhein in Düsseldorf mit der Oper Elektra von Richard Strauss. Dabei singt Astrid Varnay die Titelpartie unter der Leitung von Karl Böhm.[12] Die Duisburger Oper startet am 30. September mit Falstaff von Giuseppe Verdi.
- 14. Oktober: Das Opernhaus Wuppertal wird mit einem Festakt und einer Festaufführung von Paul Hindemiths Oper Mathis der Maler neu eröffnet. Damit endet das nach der Zerstörung des einstigen Stadttheaters Wuppertal eingerichtete Opernhausprovisorium in der Stadthalle in Elberfeld. Zum ersten Mal in seiner Geschichte dient das Theaterhaus nun ausschließlich als Spielstätte für die Oper und das Ballett.
- 20.–21. Oktober: Die Donaueschinger Musiktage finden statt mit einem Gedenkkonzert mit der Musik von Arthur Honegger sowie Konzerten mit Kompositionen von u. a. Luciano Berio, Pierre Boulez, Claude Debussy, Gottfried von Einem, Hans Werner Henze, Roman Haubenstock-Ramati, Maurice Jarre, Olivier Messiaen und Igor Strawinsky.
- 10. November: Das im Krieg zerstörte Stadttheater Augsburg wird nach dem Wiederaufbau mit Mozarts Oper Hochzeit des Figaro eröffnet.[12]

#### Deutsche Demokratische Republik
- 22. Juli: In Zwickau wird das Robert-Schumann-Haus als Gedenkstätte für den 1810 in der sächsischen Stadt geborenen Komponisten Robert Schumann eröffnet.
- Der Dresdner Kreuzkantor Rudolf Mauersberger stellt sein geistliches Chorwerk Gesänge für die Kreuzkapelle zu Mauersberg fertig.
- Ernst Busch erhält den Nationalpreis der DDR.
- Max Butting ist von 1956 bis 1959 Vizepräsident der Deutschen Akademie der Künste.
- Paul Robeson wird korrespondierendes Mitglied der Akademie der Künste, Sektion Darstellende Kunst.
- Der Internationale Robert-Schumann-Wettbewerb für Klavier und Gesang wird erstmals in Zwickau ausgetragen.

#### Frankreich
- 10. März: Die Uraufführung der Komposition Oiseaux exotiques von Olivier Messiaen erfolgt in Paris.
- 10. November: Im Théâtre Gramont in Paris wird das Musical Irma la Douce von Marguerite Monnot uraufgeführt.
- Mai und Juni: Heitor Villa-Lobos nimmt in Paris mit dem Orchestre National de France seine Werke Bachianas Brasileiras No. 2, Bachiana Brasileira No. 5, Bachianas Brasileiras No. 6, Bachiana Brasileira Nr. 9, Descobrimento do Brasil, Chôros Nr. 10 und Invocação em defesa da patria auf.
- Jaques Ibert ist ab 1956 als Nachfolger von Joseph Guy Ropartz Mitglied der Académie des Beaux-Arts.

#### Italien
- 25. Februar: Die Oper La Guerra von Renzo Rossellini wird in Neapel uraufgeführt.[12]
- 8.–10. März: Im städtischen Kasino in Sanremo findet das 6. Sanremo-Festival statt. Franca Raimondi gewinnt den Wettbewerb mit ihrem Lied Aprite le finestre.
- 10. März: Die Oper L’ipocrita felice (Der glückliche Heuchler) von Giorgio Federico Ghedini wird an der Piccola Scala in Mailand uraufgeführt.[12]
- 00. August–September: Maria Callas macht Studioaufnahmen von Giuseppe Verdis Il Trovatore unter der Leitung von Herbert von Karajan, Giacomo Puccinis La Bohème und Giuseppe Verdis Un Ballo in Maschera unter der Leitung von Antonino Votto, die bei EMI veröffentlicht werden.
- Dalida startet ihre musikalische Karriere in Europa bei Barclay Records. Sie ist die erste Künstlerin, deren Foto in Frankreich auf einer Single zu sehen ist. 175.000 Exemplare ihres großen Hits Bambino werden in wenigen Wochen verkauft.
- Pierre Gabaye gewinnt den Prix de Rome in der Kategorie Musik mit der Kantate Le Mariage forcé nach Molière.

#### Niederlande
- Das Nationaal Songfestival findet als niederländischer Vorentscheid zum Eurovision Song Contest (ESC) erstmals statt.

#### Norwegen
- 00. Mai: In Bergen findet das 4. Bergen International Festival statt.[14]
- Der Jazzpreis Buddyprisen wird erstmals vergeben.

#### Österreich
- 01. Januar: Im Goldenen Saal des Wiener Musikvereins findet das 16. Neujahrskonzert der Wiener Philharmoniker statt. Dirigiert wird es zum zweiten Mal von Willi Boskovsky, der diese Institution 1941 schon als Konzertmeister der Wiener Philharmoniker mit ins Leben gerufen hatte.[15]
- 09. Februar: Der Wiener Opernball wird nach dem Zweiten Weltkrieg erstmals wieder veranstaltet.[6]
- 17. Februar: Günther Rennert „inszeniert an der Wiener Staatsoper Manon Lescaut von Giacomo Puccini“.[12]
- 01. März: Uraufführung der Operette Pfälzer Musikanten von Hans Striehl am Landestheater Linz.
- 02. März: Karl Böhm legt nach Vorwürfen, er sei zu wenig in Wien präsent,[16] sowie Protestkundgebungen während von ihm dirigierter Vorstellungen, sein Amt des Direktors der Wiener Staatsoper nieder.[12]
- 12. Juni: Das Ensemble der Mailänder Scala samt Chor und Orchester gibt ein Gastspiel an der Wiener Staatsoper. Dirigiert von Herbert von Karajan wird Lucia di Lammermoor von Gaitano Donizetti aufgeführt. In den Hauptpartien sind Maria Callas, Giuseppe Di Stefano, Rolando Panerai und Giuseppe Zampieri zu hören.[12]
- 13. Juni: Herbert von Karajan wird ab September zum neuen Intendanten der Wiener Staatsoper ernannt und tritt damit die Nachfolge von Karl Böhm an.[12][17]
- 13. Juni: Das Ensemble der Mailänder Scala „gastiert im Wiener Akademietheater mit der Oper Il matrimonio segreto von Domenico Cimarosa.“[12]
- 17. Juni: Uraufführung der Oper Der Sturm von Frank Martin an der Staatsoper in Wien.[12]
- 22. Juli – 30. August: In Salzburg finden die 37. Salzburger Festspiele statt.[18] Am 24. Juli debütiert hier Dimitri Mitropoulos als Dirigent der Oper Don Giovanni von Wolfgang Amadeus Mozart.[12]
- Marcel Prawy, der seit 1955 Dramaturg an der Wiener Volksoper ist, bringt ab 1956, beginnend mit Kiss Me, Kate, erstmals Musicals aus den USA auf den europäischen Kontinent. Anfangs stoßen diese Produktionen in Wien auf großen Widerstand, da man mit der Einführung des US-amerikanischen Musicals das Ende der heimischen Operette befürchtet. Prawy hat dennoch Erfolg und gilt deshalb als derjenige, der das Musical in deutscher Sprache hoffähig gemacht hat.
- Der österreichische Schriftsteller Karl Leopold Schubert stellt sein Singspiel Bleiberger Knappenspiel fertig. Das bis 1997 mehrfach überarbeitete Stück wird alljährlich in der Perscha-Zeche, dem Felsentheater im heutigen Schaubergwerk Terra Mystica, in Bad Bleiberg in Kärnten aufgeführt.
- Alfred Uhl vollendet sein Oratorium Gilgamesch.

#### Polen
- 10.–20. Oktober: In Warschau findet der 1. Warschauer Herbst statt, der sich zum größten Festival für zeitgenössische Musik in Polen entwickelt.

#### Schweiz
- 24. Mai: In Lugano findet die erste Ausgabe des Eurovision Song Contest unter dem Titel Gran Premio Eurovisione della Canzone Europea statt. Am Wettbewerb nehmen sieben Länder mit je zwei Liedern teil. Gewinner ist die Schweiz mit dem Lied Refrain von Lys Assia.

#### Sowjetunion
- 00. Juni: Arthur Bliss leitet die erste Delegation britischer Musiker in der Sowjetunion seit dem Ende des Zweiten Weltkriegs. Mit dabei sind der Geiger Alfredo Campoli, der Oboist Léon Goossens, die Sopranistin Jennifer Vyvyan und der Pianist Gerald Moore.[19]
- 27. Dezember: Das abendfüllende Ballett Spartakus (Szenen aus dem römischen Leben) von Aram Chatschaturjan wird vom Ballett des Kirow-Theaters in Leningrad, am heutigen Mariinski-Theater, in der Choreographie von Leonid Jakobson uraufgeführt.
- Dmitri Dmitrijewitsch Schostakowitsch erhält zum zweiten Mal nach 1947 den Leninorden und wird Ehrenmitglied der Accademia Nazionale di Santa Cecilia in Rom.

#### Tschechoslowakei
- 28. Januar: Uraufführung des Theaterstücks Oper von der Kirmes von Emil František Burian in Prag.

#### Vereinigtes Königreich

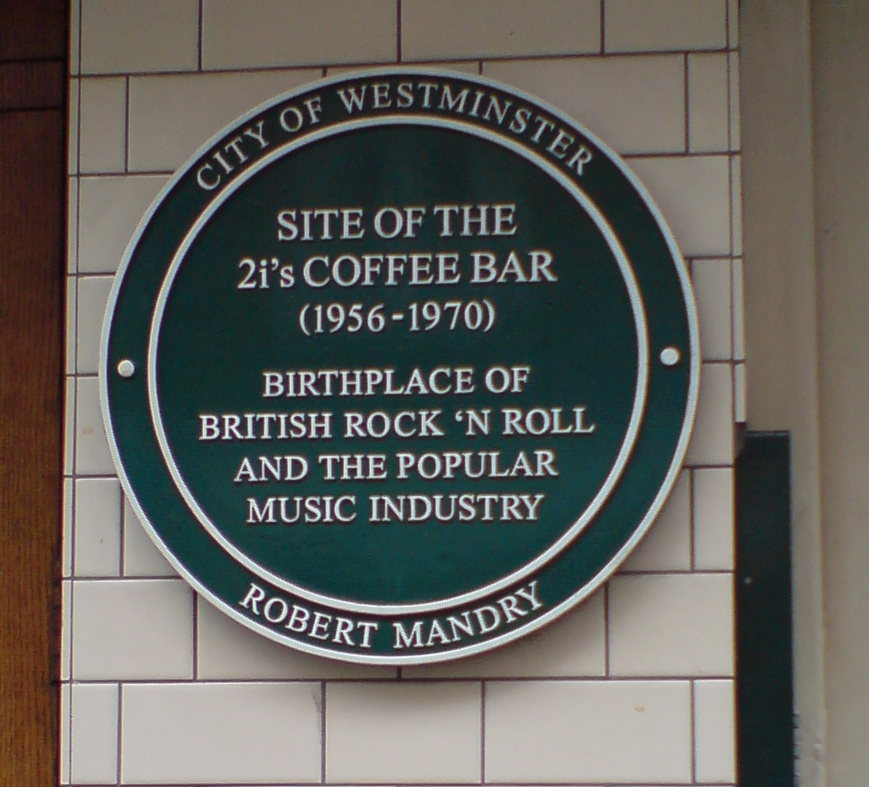
Erinnerungsplakette an die 2i’s Coffee Bar in London, 59 Old Compton Street, Soho

##### Populäre Musik
- 00. Februar: Shirley Bassey veröffentlicht ihre erste Single Burn My Candle (At Both Ends).
- 22. April: Die 2i’s Coffee Bar wird in der Old Compton Street in London eröffnet. Es existiert von 1956 bis 1970 und gilt als die „Geburtsstätte des britischen Rock ’n’ Roll“.
- 22. Juli: Die ersten britischen Album-Charts werden im Record Mirror veröffentlicht[20]; Frank Sinatras Album Songs for Swingin’ Lovers! steht in den ersten zwei Wochen auf dem ersten Platz.
- 00. Sommer: John Lennon gründet mit Eric Griffiths und Pete Shotton, Freunden der Quarry Bank High School in Liverpool, eine Skiffle-Gruppe mit dem Namen The Quarrymen.
- 31. Dezember: Flanders and Swann starten ihre Zwei-Mann-Revue At the Drop of a Hat.
- Der Ivor Novello Award wird erstmals vergeben.

##### Klassische Musik und Musiktheater
- 02. Mai: Die 8. Sinfonie von Ralph Vaughan Williams wird Sir John Barbirolli mit dem Hallé-Orchester in Manchester uraufgeführt. Die Uraufführung gerät zu einem Publikumserfolg (das originelle Scherzo verleitet das Auditorium gar zu Gelächter) und das Werk des 83-jährigen Komponisten wird auch von der Kritik überwiegend positiv beurteilt, lediglich das effektreich instrumentierte Finale findet keine ungeteilte Zustimmung.
- 17. August: Bacchanale von Jacques Ibert, ein Auftragswerk der BBC zum zehnjährigen Jubiläum ihres dritten Programms, wird bei den Proms mit dem Komponisten im Publikum aufgeführt.
- 05. November: Auftritt von Liberace in Anwesenheit von Königin Elisabeth II. in London.
- 13. November: Gerard Hoffnung veranstaltet das erste einer Reihe von Hoffnung Music Festival-Konzerten in der Royal Festival Hall in London.

Club Indonesia – Steig in das Traumboot der Liebe (1955)

Elvis Presley – Heartbreak Hotel (1956)

Elvis Presley – Don't Be Cruel (1956)

Freddy Quinn – Heimweh (1956)

## Musikcharts

### Deutschland
Die längsten Nummer-eins-Singles
Lieder, die die meiste Zeit während eines anderen Jahres auf Platz 1 der Charts verbrachten, werden hier nicht aufgeführt.
1. Freddy – Heimweh (5 Monate)
2. Bill Haley & His Comets – Rock Around the Clock; Club Indonesia – Steig in das Traumboot der Liebe; Die Sieben Raben – Smoky (jeweils 2 Monate)

Alle weiteren Lieder waren einen Monat auf Platz 1 gelistet.
Alle Nummer-eins-Hits und die Hits des Jahres
Automatenmarkt-Chartsongs

### Vereinigtes Königreich
| Position | Singles                                                            |
| -------- | ------------------------------------------------------------------ |
|          |                                                                    |
| 1        | I’ll Be Home Pat Boone                                             |
| 2        | It’s Almost Tomorrow The Dream Weavers                             |
| 3        | Whatever Will Be, Will Be (Que Sera, Sera) Doris Day               |
| 4        | The Poor People of Paris Winifred Atwell                           |
| 5        | Why Do Fools Fall in Love The Teenagers feat. Frankie Lymon        |
| 6        | Rock and Roll Waltz Kay Starr with the Hugo Winterhalter Orchestra |
| 7        | Just Walkin’ in the Rain Johnnie Ray                               |
| 8        | Zambesi Lou Busch                                                  |
| 9        | Hound Dog Elvis Presley                                            |
| 10       | A Woman in Love Frankie Laine                                      |

Die längsten Nummer-eins-Singles
Lieder, die die meiste Zeit während eines anderen Jahres auf Platz 1 der Charts verbrachten, werden hier nicht aufgeführt.
1. Johnnie Ray – Just Walkin’ in the Rain (7 Wochen)
2. Ronnie Hilton – No Other Love; Doris Day – Whatever Will Be, Will Be (Que Sera, Sera) (jeweils 6 Wochen)
3. Pat Boone – I’ll Be Home; Anne Shelton – Lay Down Your Arms (jeweils 5 Wochen)

Die längsten Nummer-eins-Alben
Alben, die die meiste Zeit während eines anderen Jahres auf Platz 1 der Charts verbrachten, werden hier nicht aufgeführt.
1. (Soundtrack) – The King and I (10 Wochen)
2. (Soundtrack) – Carousel (6 Wochen)
3. Frank Sinatra – Songs for Swingin’ Lovers; (Soundtrack) – Oklahoma! (jeweils 3 Wochen)

Die Albumcharts wurden erstmals am 22. Juli erhoben.
Alle Nummer-eins-Hits und die Hits des Jahres

### Vereinigte Staaten
Die längsten Nummer-eins-Singles
Lieder, die die meiste Zeit während eines anderen Jahres auf Platz 1 der Charts verbrachten, werden hier nicht aufgeführt.
1. Elvis Presley – Heartbreak Hotel; Elvis Presley – Don’t Be Cruel (jeweils 7 Wochen)
2. Les Baxter & His Orchestra & Chorus – The Poor People of Paris (La goualante du pauvre Jean); Gogi Grant with Buddy Bregman & His Orchestra – The Wayward Wind (jeweils 6 Wochen)
3. Dean Martin with Dick Stabile & His Orchestra – Memories Are Made of This (5 Wochen)

Die längsten Nummer-eins-Alben
Alben, die die meiste Zeit während eines anderen Jahres auf Platz 1 der Charts verbrachten, werden hier nicht aufgeführt.
1. Harry Belafonte – Calypso (11 Wochen)
2. Elvis Presley – Elvis Presley (10 Wochen)
3. Original Motion Picture Soundtrack – Oklahoma!; Rex Harrison & Julie Andrews – My Fair Lady (jeweils 8 Wochen)

Alle Nummer-eins-Hits und die Hits des Jahres

### Charts in weiteren Ländern
Siehe auch: Nummer-eins-Hits 1956 in  Australien, Belgien, Deutschland, Frankreich, den Vereinigten Staaten und im Vereinigten Königreich.

### Top-Hits auf Schallplatte
- The ABC’s of Love – Frankie Lymon and The Teenagers
- Ain’t Got No Home – Clarence “Frog Man” Henry
- Allegheny Moon – Patti Page
- And This Is My Beloved – Mario Lanza
- Any Way You Want Me – Elvis Presley
- Are You Satisfied? – Rusty Draper
- Bambino – Dalida
- Be-Bop-A-Lula – Gene Vincent and His Blue Caps
- Blue Suede Shoes – Carl Perkins
- Blueberry Hill – Fats Domino
- Canadian Sunset – Andy Williams
- Chain Gang – Bobby Scott
- Che bambola – Fred Buscaglione
- Church Bells May Ring, aufgenommen von
  - The Willows
  - The Diamonds
- Confidential – Sonny Knight
- Don’t Be Cruel – Elvis Presley
- Don’t Forbid Me – Pat Boone
- The Fool – Sanford Clark
- Friendly Persuasion (Thee I Love) – Pat Boone
- Fujiyama Mama – Wanda Jackson
- Glad Rag Doll – Kay Starr
- Gonna Get Along Without You Now – Patience and Prudence
- The Great Pretender – The Platters
- The Green Door – Jim Lowe
- Happiness Is a Thing Called Joe – Georgia Gibbs
- Happiness Street, aufgenommen von
  - Georgia Gibbs
  - Tony Bennett
- The Happy Whistler – Don Robertson
- Heartbreak Hotel – Elvis Presley
- Hell Hath No Fury – Frankie Laine
- Hot Dog! That Made Him Mad – Wanda Jackson
- Hound Dog – Elvis Presley
- (How Little It Matters) How Little We Know – Frank Sinatra
- I Almost Lost My Mind – Pat Boone
- I Got It Bad (and That Ain’t Good) – Georgia Gibbs
- I Gotta Get Myself a Woman – The Drifters
- I Promise to Remember – Frankie Lymon and The Teenagers
- I Remember You – Doris Day
- I Walk the Line – Johnny Cash
- I Want to Be Loved – Johnnie Ray
- I Want You – Elvis Presley
- I Want You to Be My Girl – The Teenagers featuring Frankie Lymon
- I Was the One – Elvis Presley
- I’ll Be Home – Pat Boone
- Innamorata – Dean Martin
- It’s Almost Tomorrow – The Dream Weavers
- I’ve Got You Under My Skin – Frank Sinatra
- Ivory Tower – Cathy Carr
- Just Walkin’ in the Rain – Johnnie Ray
- Lonesome Road – Georgia Gibbs
- Long Tall Sally – Little Richard
- Love Me Tender – Elvis Presley
- Mama from the Train – Patti Page
- The Man that Got Away – Georgia Gibbs
- Memories Are Made of This – Dean Martin
- Miracle of Love – Eileen Rodgers
- My Blue Heaven – Fats Domino
- My Prayer – The Platters
- No, Not Much – The Four Lads
- On the Road to Mandalay – Frankie Laine
- On the Street Where You Live – Vic Damone
- Picnic – The McGuire Sisters
- Roll Over Beethoven – Chuck Berry
- See You Later, Alligator – Bill Haley and His Comets
- Shake a Hand – Johnnie Ray
- Singing the Blues – Guy Mitchell
- Soft Summer Breeze – Eddie Heywood
- Song for a Summer Night – Mitch Miller and His Orchestra and Chorus
- Standing on the Corner – The Four Lads
- Suddenly There’s a Valley – Gogi Grant
- A Tear Fell – Teresa Brewer
- That’s All There Is to That – Nat King Cole
- (Themes from) The Man with the Golden Arm – Richard Maltby & His Orchestra
- Tonight You Belong to Me – Patience and Prudence
- True Love – Grace Kelly und Bing Crosby
- Tutti Frutti – Little Richard
- Twenty Flight Rock – Eddie Cochran
- Walk Hand in Hand – Tony Martin
- The Wayward Wind – Gogi Grant
- Whatever Will Be, Will Be (Que Sera, Sera) – Doris Day
- Who Can Explain? – Frankie Lymon and The Teenagers
- Why Do Fools Fall in Love – The Teenagers featuring Frankie Lymon
- Without Him – Frankie Laine
- You Don’t Know Me – Jerry Vale

## Musikpreise und Ehrungen

### Amerika

#### Vereinigte Staaten
Golden Globe Awards
- Bester Film – Musical/Komödie: Schwere Jungs – leichte Mädchen (Guys and Dolls) – Regie: Joseph L. Mankiewicz
- Bester Hauptdarsteller – Musical/Komödie: Tom Ewell – Das verflixte 7. Jahr (The Seven Year Itch)
- Beste Hauptdarstellerin – Musical/Komödie: Jean Simmons – Schwere Jungs – leichte Mädchen (Guys and Dolls)

Oscarverleihung
- Beste Filmmusik (Drama/Komödie): Alfred Newman – Alle Herrlichkeit auf Erden (Love Is a Many-Splendored Thing)
- Beste Filmmusik (Musikfilm): Robert Russell Bennett, Jay Blackton, Adolph Deutsch – Oklahoma!
- Bester Song: Love Is a Many Splendored Thing aus Alle Herrlichkeit auf Erden (Love Is a Many-Splendored Thing) – Sammy Fain, Paul Francis Webster
- Bester Ton: Fred Hynes – Oklahoma!

Primetime-Emmy-Verleihung
- Beste Musiksendung: Your Hit Parade, NBC
- Bester Musikbeitrag: Sammy Cahn, Jimmy Van Heusen – Producers' Showcase, NBC (Folge 2.1 Our Town / Song Love and Marriage)
- Bester Choreograph: Tony Charmoli – Your Hit Parade, NBC
- Bester Sänger: Perry Como, CBS
- Beste Sängerin: Dinah Shore, NBC
- Bester Sonderakt – Einzel oder Gruppe: Marcel Marceau, NBC

Pulitzerpreis
- Pulitzerpreis/Musik: Symphony No. 3 von Ernst Toch

Tony Awards
- Bestes Musical: George Abbot und Douglass Wallop. Musik von Richard Adler und Jerry Ross – Damn Yankees
- Bester Produzent (Musical): Frederick Brisson, Robert Griffith und Harold S. Prince in Zusammenarbeit mit Albert B. Taylor – Damn Yankees
- Bester Hauptdarsteller Musical: Ray Walston – Damn Yankees
- Beste Hauptdarstellerin Musical: Gwen Verdon – Damn Yankees
- Bester Nebendarsteller Musical: Russ Brown – Damn Yankees
- Beste Nebendarstellerin Musical: Lotte Lenya – The Threepenny Opera
- Beste Choreographie: Bob Fosse – Damn Yankees
- Bester Dirigent und Musikdirektor: Hal Hastings – Damn Yankees
- Special Tony Award: The Threepenny Opera

### Asien

#### Indien
Filmfare Award
- Beste Musik: Hemant Kumar – Nagin
- Bester Ton: R. Kaushik – Amar

#### Japan
- Otaka-Preis: Bekku Sadao

### Europa

#### Bundesrepublik Deutschland
- Deutscher Kritikerpreis – Fachgruppe Musik: Preis nicht vergeben
- Förderpreis Musik der Landeshauptstadt München: Joseph Haas
- Großer Kunstpreis des Landes Nordrhein-Westfalen – Musik: Hans Werner Henze
- Kunstpreis Berlin – Musik: Philipp Jarnach
- Kunstpreis Rheinland-Pfalz: Hermann Schroeder
- Louis Spohr Musikpreis Braunschweig: Conrad Beck
- Nordgaupreis des Oberpfälzer Kulturbundes – Musik: Max Sturm
- Paul-Lincke-Ring: Preis nicht vergeben

#### Finnland
- Wihuri-Sibelius-Preis: Preis nicht vergeben

#### Frankreich
- Prix Django Reinhardt: Martial Solal

#### Italien
- Prix de Rome: Pierre Gabaye

#### Norwegen
- Buddyprisen: Rowland Greenberg

#### Österreich
- Preis der Stadt Wien für Musik: Preis nicht vergeben
- Kunstpreis der Stadt Innsbruck – Musik: Preis nicht vergeben
- Mozart-Medaille der Mozartgemeinde Wien: Amis de Mozart Paris, Boston Symphony Orchestra, Comune di Milano, Deutsche Grammophon Gesellschaft

#### Schweden
- Gyllene Skivan: Arne Domnérus: Hacke Björksten – On the Alamo

#### Schweiz
- Kunst- und Kulturpreis der Stadt Luzern – Musik: Johann Baptist Hilber

#### Vereinigtes Königreich
Ivor Novello Awards
- Beliebtestes Lied des Jahres: Tolchard Evans – Ev’rywhere
- Herausragender Comedy-Song des Jahres: Paddy Roberts – Got’n Idea
- Herausragender Popsong des Jahres: Paddy Roberts – In Love for the Very First Time

## Musikfestivals und -wettbewerbe

### Musikfestivals und -veranstaltungen
| Land                            | Von         | Bis         | Musikwettbewerb / -veranstaltung                                   | Ort            |
| ------------------------------- | ----------- | ----------- | ------------------------------------------------------------------ | -------------- |
| BR Deutschland                  | 11. Juli    | 22. Juli    | 11. Internationale Ferienkurse für Neue Musik                      | Darmstadt      |
| BR Deutschland                  | 24. Juli    | 24. August  | Bayreuther Festspiele                                              | Bayreuth       |
| BR Deutschland                  | 20. Oktober | 21. Oktober | Donaueschinger Musiktage                                           | Donaueschingen |
| Deutsche Demokratische Republik |             |             | Parkfestspiele Sanssouci                                           | Potsdam        |
| Deutsche Demokratische Republik |             |             | Hallische Musiktage                                                | Halle          |
| Niederlande                     |             |             | Holland Festival                                                   | Amsterdam      |
| Norwegen                        | 00. Mai     | 00. Mai     | 4. Bergen International Festival                                   | Bergen         |
| Österreich                      | 01. Januar  | 01. Januar  | Neujahrskonzert der Wiener Philharmoniker                          | Wien           |
| Österreich                      | 22. Juli    | 30. August  | 37. Salzburger Festspiele                                          | Salzburg       |
| Österreich                      |             |             | Mozartwoche                                                        | Salzburg       |
| Österreich                      |             |             | Salzburger Schlosskonzerte                                         | Salzburg       |
| Polen                           | 10. Oktober | 20. Oktober | Warschauer Herbst                                                  | Warschau       |
| Schweden                        | 03. Juni    | 10. Juni    | 30. Weltmusiktage der International Society for Contemporary Music | Stockholm      |
| Vereinigte Staaten              | 05. Juli    | 07. Juli    | 3. Newport Jazz Festival                                           | Newport        |

### Musikwettbewerbe
| Land                            | Musikwettbewerb                                                   | Ort              | Preisträger |
| ------------------------------- | ----------------------------------------------------------------- | ---------------- | --- |
| Europa                          | Eurovision Song Contest                                           | Lugano           | 1. Lys Assia: Refrain - die weiteren Platzierungen wurden nicht veröffentlicht, da über den Vergabemodus der Punkte nichts bekannt ist                                                                                          |
| Belgien                         | Concours Reine Elisabeth                                          | Brüssel          | - 1. Preis: Wladimir Dawidowitsch Aschkenasi - 2. Preis: John Browning - 3. Preis: André Tchaikowsky |
| BR Deutschland                  | Deutsche Vorentscheidung zum Eurovision Song Contest 1956         | Köln             | - Freddy Quinn – So geht das jede Nacht und Walter Andreas Schwarz – Im Wartesaal zum großen Glück |
| Deutsche Demokratische Republik | Internationaler Robert-Schumann-Wettbewerb für Klavier und Gesang | Zwickau          | - Annerose Schmidt (DDR) |
| Frankreich                      | Concours international de jeunes chefs d’orchestre de Besançon    | Besançon         | - Zdeněk Košler, first mention Sergiu Comissiona |
| Niederlande                     | Internationaler Orgelimprovisationswettbewerb Haarlem             | Haarlem          | - Klaas Bolt (Niederlande) |
| Niederlande                     | Internationaler Gesangswettbewerb von ’s-Hertogenbosch            | ’s-Hertogenbosch | - Elly Ameling, Adna Graham, Halina Lukomska, Ladeslav Mraz |
| Italien                         | Premio Paganini                                                   | Genua            | - 1. Preis: György Pauk (Ungarn) und Gerard Poulet (Frankreich) - 2. Preis: nicht vergeben - 3. Preis: nicht vergeben - 4. Preis: Carmencita Lozada (Philippinen), Luciano Vicari (Italien) und Jean-Pierre Wallez (Frankreich) |
| Italien                         | Sanremo-Festival                                                  | Sanremo          | - Franca Raimondi – Aprite le finestre |
| Spanien                         | Maria Canals International Music Competition                      | Barcelona        | - Großer Preis: nicht vergeben - 1. Preis (Herren): Klaus Börner, Deutschland und Giorgio Radicula, Italien (ex aequo) - 1. Preis (Damen): Aline Demierre, Schweiz und Núria Escofet, Spanien (ex aequo)                        |
| Vereinigte Staaten              | Metropolitan Opera National Council Auditions                     | New York City    | - William Black, Tenor (1956) - Dorothy Cole Posch, Mezzosopran (1956) - Robert Nagy, Tenor (1956) |

## Erst- und Letzterscheinungen

### Ersterscheinungen

#### Bundesrepublik Deutschland
- Bravo – monatlich erscheinendes Jugendmagazin der Bauer Media Group
- Fono Forum – monatlich erscheinendes Magazin für klassische Musik, Jazz und HiFi

## Erst- und Letztverleihungen

### Erstverleihung

#### Europa

##### Bundesrepublik Deutschland
- Kunstpreis Rheinland-Pfalz – höchste Auszeichnung des Bundeslandes Rheinland-Pfalz im künstlerischen Bereich
- Medaille für Kunst und Wissenschaft – Auszeichnung für besondere, herausragende Leistungen von bleibendem Wert für Hamburg auf den Gebieten der Forschung, Wissenschaft oder Kunst
- Zelter-Plakette – von Bundespräsident Theodor Heuss als staatliche Auszeichnung gestiftet, um Chorvereinigungen auszuzeichnen, die sich um die Chormusik und das Volkslied verdient gemacht haben

##### Deutsche Demokratische Republik
- Ćišinski-Preis – höchste Auszeichnung der Sorben, mit der Persönlichkeiten geehrt werden, die sich um deren Kultur verdient gemacht haben
- Internationaler Robert-Schumann-Wettbewerb für Klavier und Gesang – deutscher Musikwettbewerb im Bereich der klassischen Musik, der alle vier Jahre in Zwickau ausgetragen wird

##### Norwegen
- Buddyprisen – vom Norsk Jazzforum (Norwegisches Jazzforum) in Oslo jährlich vergebener Jazzpreis

##### Vereinigtes Königreich
- Ivor Novello Award – britischer Preis für Songwriter und Komponisten

## Erst- und Letztveranstaltungen

### Erstveranstaltungen

#### Europa
- Eurovision Song Contest – europäischer Musikwettbewerb für Komponisten, Textdichter und Songwriter

##### Bundesrepublik Deutschland
- Deutsche Vorentscheidung zum Eurovision Song Contest 1956

##### Niederlande
- Nationaal Songfestival – niederländischer Vorentscheid zum Eurovision Song Contest (ESC)

##### Österreich
- Mozartwoche – Konzertreihe in Salzburg, die seit 1956 alljährlich in der Zeit um Mozarts Geburtstag am 27. Januar von der Internationalen Stiftung Mozarteum veranstaltet wird

##### Polen
- Warschauer Herbst – größtes Festival für zeitgenössische Musik in Polen

## Gründungen und Auflösungen

### Gründungen

#### Amerika

##### Vereinigte Staaten
- Cameo-Parkway – US-amerikanisches Plattenlabel aus Philadelphia
- Cobra Records – unabhängiges Plattenlabel aus Chicago
- Moon Records – US-amerikanisches Plattenlabel, das von der Rockabilly-Musikerin Cordell Jackson gegründet und geführt wurde
- Schilke Music Products – US-amerikanischer Hersteller von Trompeten und Mundstücken
- Walt Disney Records – zu Disney gehörendes Plattenlabel

#### Asien

##### Japan
- Philharmonieorchester Japan – professionelles japanisches Sinfonieorchester in Tokio
- Sinfonieorchester Kyōto – professionelles japanisches Sinfonieorchester mit Hauptsitz in Kyōto

##### Südkorea
- HDC Young Chang – südkoreanischer Hersteller von Flügeln und Klavieren

##### Volksrepublik China
- Pearl River Piano Group – chinesischer Hersteller von Klavieren

#### Europa
- Arbeitsgemeinschaft Europäischer Chorverbände – Dachverband europäischer Chorverbände mit Sitz in Antwerpen
- Nordischer Sängerverband – Dachverband der Männerchöre aus den baltischen und nordischen Ländern Europas

##### Belgien
- Orgelbau Schumacher – Unternehmen für Orgelbau und Orgelrestaurierungen mit Sitz in Eupen in Ostbelgien

##### Bundesrepublik Deutschland
- Die Egerländer Musikanten – deutsches Blasorchester
- Jazzclub Lörrach – von Werner Büche, Klaus-Dieter Krawitz sowie einer Reihe jazzbegeisterter Mitstreiter gegründeter Jazzclub in Lörrach
- Militärmusikdienst – Fachdienst der Bundeswehr
- Motettenchor der Münsterkantorei Ulm – Hauschor des Ulmer Münsters
- Philharmonia Hungarica – Orchester aus Marl, das 1956 von vor der Niederschlagung des Ungarischen Volksaufstands geflohenen Musikern gegründet wurde
- Tölzer Knabenchor – Knabenchor, der nach der oberbayerischen Kreisstadt Bad Tölz benannt und in Unterföhring bei München ansässig ist

##### Dänemark
- Statens Kunstfond – staatliche Einrichtung zur Förderung dänischer Kunst

##### Italien
- Salvi Harps – in Piasco im italienischen Piemont ansässige Harfenmanufaktur

##### Österreich
- Amadeo – österreichisches Plattenlabel mit Sitz in Wien
- Mozart Knabenchor Wien – österreichischer Knabenchor

##### Schweiz
- Schweizerische Richard-Wagner-Gesellschaft – musikalische und kulturelle Gesellschaft aus Luzern

## Neuveröffentlichungen (Auswahl)

### Lieder und Kompositionen
| Lied                                       | Text                                                                 | Musik                                                                | Erstinterpret                                           | Label                 | Veröffentlichung   | Genre                 | Album                                 | Weitere Informationen                                                                                               |
| ------------------------------------------ | -------------------------------------------------------------------- | -------------------------------------------------------------------- | ------------------------------------------------------- | --------------------- | ------------------ | --------------------- | ------------------------------------- | --- |
| A House with Love in It                    | Sylvia Dee                                                           | Sid Lippman                                                          | The Four Lads                                           | Columbia Records      | 17. Juli 1956      | Pop                   |                                       | |
| A Rose and a Baby Ruth                     | John D. Loudermilk                                                   | John D. Loudermilk                                                   | George Hamilton IV.                                     | ABC-Paramount         | Oktober 1956       | Pop                   |                                       | |
| A Sweet Old Fashioned Girl                 | Bob Merrill                                                          | Bob Merrill                                                          | Teresa Brewer                                           | Coral Records         | April 1956         | Pop                   |                                       | |
| A Tear Fell                                | Eugene Randolph & Dorian Burton                                      | Eugene Randolph & Dorian Burton                                      | Teresa Brewer                                           | Coral Records         | Januar 1956        | Country               |                                       | |
| After the Lights Go Down Low               | Phil Belmonte, Allen White, Leroy C. Lovett                          | Phil Belmonte, Allen White, Leroy C. Lovett                          | Al Hibbler                                              |                       | 1956               | Pop                   |                                       | |
| Ain’t Got No Home                          | Clarence Henry                                                       | Clarence Henry                                                       | Clarence „Frogman“ Henry                                | Argo Records          | 15. Dezember 1956  | Rhythm and Blues      |                                       | |
| Ain’t That Lovin’ You, Baby                | Jimmy Reed                                                           |                                                                      | Jimmy Reed                                              | Vee-Jay               | Februar 1956       | Blues                 |                                       | |
| Allegheny Moon                             | Al Hoffman & Dick Manning                                            | Al Hoffman & Dick Manning                                            | Patti Page                                              | Mercury Records       | 14. Mai 1956       | Pop                   |                                       | |
| Anastasia                                  | Paul Francis Webster                                                 | Alfred Newman                                                        | Pat Boone                                               | Dot Records           | 1956               | Pop                   |                                       | |
| Any Way You Want Me (That’s How I Will Be) | Aaron Schroeder & Cliff Owens                                        | Aaron Schroeder & Cliff Owens                                        | Elvis Presley                                           |                       | 1956               | Pop                   |                                       | |
| Around the World                           | Harold Adamson                                                       | Victor Young                                                         |                                                         |                       | 1956               | Filmmusik             |                                       | Lied aus dem Film In 80 Tagen um die Welt                                                                           |
| Auctioneer                                 | Leroy Van Dyke, Buddy Black                                          | Leroy Van Dyke, Buddy Black                                          | Leroy Van Dyke                                          | Dot Records           | Oktober 1956       | Country               |                                       | |
| Banana Boat Song                           | Traditional arr. Alan Arkin, Bob Carey & Erik Darling                | Traditional arr. Alan Arkin, Bob Carey & Erik Darling                | Harry Belafonte                                         | RCA Victor            | 1956               | Calypso               | Calypso                               | jamaikanisches Volkslied                                                                                            |
| Be-Bop-A-Lula                              | Tex Davis & Gene Vincent                                             | Tex Davis & Gene Vincent                                             | Gene Vincent and His Blue Caps                          | Capitol Records       | 4. Mai 1956        | Rockabilly            |                                       | |
| Bells Are Ringing                          | Betty Comden & Adolph Green                                          | Jule Styne                                                           | Judy Holliday                                           |                       | 1956               | Pop                   |                                       | Titelsong des Broadway-Musicals Bells Are Ringing                                                                   |
| Big D                                      | Frank Loesser                                                        | Frank Loesser                                                        | Susan Johnson und Shorty Long                           |                       | 1956               | Pop                   |                                       | Lied aus dem Musical The Most Happy Fella                                                                           |
| Blue Monday                                | Dave Bartholomew                                                     | Dave Bartholomew                                                     | Fats Domino                                             | Imperial Records      | 1956               | Rhythm and Blues      |                                       | Coversong, Original 1954 von Smiley Lewis                                                                           |
| Blue Suede Shoes                           | Carl Perkins                                                         | Carl Perkins                                                         | Carl Perkins                                            | Sun Records           | 1. Januar 1956     | Rockabilly            |                                       | |
| Bo Weevil                                  | Dave Bartholomew & Antoine „Fats“ Domino                             | Dave Bartholomew & Antoine „Fats“ Domino                             | Fats Domino                                             | Imperial Records      | Januar 1956        | Rhythm and Blues      |                                       | |
| Boppin’ the Blues                          | Carl Perkins & Howard Griffin                                        | Carl Perkins & Howard Griffin                                        | Carl Perkins                                            | Sun Records           | Mai 1956           |                       |                                       | |
| Born to Be with You                        | Don Robertson                                                        | Don Robertson                                                        | The Chordettes                                          | Cadence Records       | Juni 1956          | Pop                   |                                       | |
| Brown Eyed Handsome Man                    | Chuck Berry                                                          | Chuck Berry                                                          | Chuck Berry                                             | Chess Records         | September 1956     | Rock                  |                                       | |
| Burn My Candle (At Both Ends)              | Ross Parker                                                          | Ross Parker                                                          | Shirley Bassey                                          | Philips Records       | Februar 1956       | Pop                   |                                       | |
| Canadian Sunset                            | Norman Gimbel                                                        | Eddie Heywood                                                        | Eddie Heywood und Hugo Winterhalter                     | RCA Victor            | Juli 1956          |                       |                                       | Jazzstandard |
| Cindy, Oh Cindy                            | Bob Barron & Burt Long                                               | Bob Barron & Burt Long                                               | Eddie Fisher                                            | RCA Records           | 1956               | Pop                   |                                       | |
| Con Alma                                   |                                                                      | Dizzy Gillespie                                                      | Dizzy Gillespie                                         |                       | 1956               | Jazz                  | Afro                                  | Jazzstandard |
| Das Herz von St. Pauli                     | Josef Ollig                                                          | Michael Jary                                                         | Liselotte Malkowsky                                     |                       | 1956               | Schlager, Filmmusik   |                                       | |
| Das Lied von der Moldau                    | Bertolt Brecht                                                       | Hanns Eisler                                                         |                                                         |                       | 1956               |                       |                                       | |
| Die Straße der Vergessenen                 | F. Busch und P.Scholl                                                | F. Busch und P.Scholl                                                | Peter Kraus                                             | Polydor               | 1956               | Rock                  |                                       | |
| Don’t Be Cruel                             | Otis Blackwell & Elvis Presley                                       | Otis Blackwell & Elvis Presley                                       | Elvis Presley                                           | RCA Victor            | 2. Juli 1956       | Rock                  | Elvis’ Golden Records                 | |
| Don’t Forbid Me                            | Charles Singleton                                                    | Charles Singleton                                                    | Pat Boone                                               | Sun Records           | November 1956      | Pop                   |                                       | |
| Eddie My Love                              | Aaron Collins, Maxwell Davis, Sam Ling                               | Aaron Collins, Maxwell Davis, Sam Ling                               | The Teen Queens                                         |                       | Januar 1956        | Doo Wop, Soul         |                                       | |
| Endlose Nächte                             | Ralf Arnie, Werner Cyprys                                            | Ralf Arnie, Werner Cyprys                                            | Freddy & Die Dominos                                    | Polydor               | 1956               | Schlager              |                                       | |
| Fever                                      | Eddie Cooley & John Davenport                                        | Eddie Cooley & John Davenport                                        | Little Willie John                                      | King Records          | Mai 1956           | Rhythm and Blues      | Fever                                 | |
| Friendly Persuasion                        | Paul Francis Webster                                                 | Dimitri Tiomkin                                                      | Pat Boone                                               |                       | 1956               | Pop                   |                                       | Lied für den Film Lockende Versuchung (Friendly Persuasion, 1956, Regie: William Wyler)                             |
| Get Me to the Church on Time               | Alan Jay Lerner                                                      | Frederick Loewe                                                      | Stanley Holloway                                        |                       | 1956               | Pop                   |                                       | gesungen von Stanley Holloway in dem Musical My Fair Lady und dem gleichnamigen Film aus dem Jahr 1964              |
| Get Rhythm                                 | Johnny Cash                                                          | Johnny Cash                                                          | Johnny Cash                                             | Sun Records           | 1956               | Country               |                                       | |
| Glendora                                   | Ray Stanley                                                          | Ray Stanley                                                          | Perry Como                                              | RCA Victor            | 1956               | Pop                   |                                       | |
| Glitter and Be Gay                         | Richard Wilbut                                                       | Leonard Bernstein                                                    |                                                         |                       | 1956               | Musical               |                                       | Lied aus dem Musical Candide                                                                                        |
| Goodnight My Love (Pleasant Dreams)        | Jesse Belvin, George Motola, John Marascalco                         | Jesse Belvin, George Motola, John Marascalco                         | Jesse Belvin                                            | Modern Records        | Oktober 1956       | R&B, Pop              |                                       | |
| Got My Mojo Working                        | Preston Foster                                                       | Preston Foster                                                       | Ann Cole                                                |                       | 1956               | Blues                 |                                       | |
| Hallelujah I Love Her So                   | Ray Charles                                                          | Ray Charles                                                          | Ray Charles                                             | Atlantic Records      | 1956               | Soul, R&B             |                                       | |
| Happy to Make Your Acquaintance            | Frank Loesser                                                        | Frank Loesser                                                        |                                                         |                       | 1956               | Musical               |                                       | Lied aus dem Musical The Most Happy Fella                                                                           |
| Heartbreak Hotel                           | Mae Boren Axton, Tommy Durden & Elvis Presley                        | Mae Boren Axton, Tommy Durden & Elvis Presley                        | Elvis Presley                                           | RCA Records           | 1956               | Rock                  | Elvis’ Golden Records                 | |
| Heeby-Jeebies                              | John Marascalco, Maybelle Jackson                                    | John Marascalco, Maybelle Jackson                                    | Little Richard                                          | Specialty Records     | 1. Oktober 1956    | Rock                  | Little Richard                        | |
| Heimweh                                    | Dieter Rasch und Ernst Bader                                         | Dean Martin                                                          | Freddy Quinn                                            |                       | 1956               | Schlager              |                                       | Coversong von Memories Are Made of This von Dean Martin (erschienen im November 1955)                               |
| Hey! Jealous Lover                         | Sammy Cahn, Kay Twomey & Bee Walker                                  | Sammy Cahn, Kay Twomey & Bee Walker                                  | Frank Sinatra                                           | Capitol Records       | 2. Oktober 1956    | Pop                   |                                       | |
| High Society Calypso                       | Cole Porter                                                          | Cole Porter                                                          | Louis Armstrong                                         |                       | 1956               | Filmmusik             |                                       | Lied aus dem Film High Society                                                                                      |
| Honey Don’t                                | Carl Perkins                                                         | Carl Perkins                                                         | Carl Perkins                                            |                       | 1. Januar 1956     | Rock                  | Dance Album of…Carl Perkins           | |
| Honky Tonk                                 | Henry Glover                                                         | Bill Doggett, Billy Butler, Shep Shephard & Clifford Scott           | Bill Doggett                                            | King Records          | Juli 1956          | Rock                  |                                       | |
| Hound Dog                                  | Jerry Leiber und Mike Stoller                                        | Jerry Leiber und Mike Stoller                                        | Elvis Presley                                           |                       | 13. Juli 1956      | Rock                  | Elvis’ Golden Records                 | Coverversion; Original von Big Mama Thornton                                                                        |
| I Can’t Quit You Baby                      | Willie Dixon                                                         | Willie Dixon                                                         | Otis Rush                                               | Cobra Records         | Juli 1956          | Blues                 |                                       | |
| I Could Have Danced All Night              | Alan Jay Lerner                                                      | Frederick Loewe                                                      | Julie Andrews                                           |                       | 1956               | Musical               |                                       | gesungen von Julie Andrews in dem Musical My Fair Lady                                                              |
| I Dreamed                                  | Marvin Moore                                                         | Charles Grean                                                        | Betty Johnson                                           | Bally Records         | 1956               | Pop                   |                                       | |
| I Love You, Samantha                       | Cole Porter                                                          | Cole Porter                                                          | Bing Crosby                                             |                       | 1956               | Pop                   |                                       | gesungen von Bing Crosby in dem Film High Society                                                                   |
| I Put a Spell on You                       | Jay Hawkins & Herb Slotkin                                           | Jay Hawkins & Herb Slotkin                                           | Screamin’ Jay Hawkins                                   | Okey Records          | Oktober 1956       | R&B, Rock             |                                       | |
| I Walk the Line                            | Johnny Cash                                                          | Johnny Cash                                                          | Johnny Cash                                             | Sun Records           | 1. Mai 1956        | Country               | With His Hot and Blue Guitar          | |
| I Want You, I Need You, I Love You         | Maurice Mysels                                                       | Ira Kosloff                                                          | Elvis Presley                                           | RCA Victor            | 4. Mai 1956        | Rock                  |                                       | |
| I Was the One                              | Claude Demetrius, Bill Peppers, Hal Blair, Aaron Schroeder           | Claude Demetrius, Bill Peppers, Hal Blair, Aaron Schroeder           | Elvis Presley                                           | RCA Victor            | 11. Januar 1956    | Rockabilly            |                                       | |
| I’m an Ordinary Man                        | Alan Jay Lerner                                                      | Frederick Loewe                                                      | Rex Harrison                                            |                       | 1956               | Musical               |                                       | gesungen von Rex Harrison in dem Musical My Fair Lady                                                               |
| I’m in Love Again                          | Dave Bartholomew, Fats Domino                                        | Dave Bartholomew, Fats Domino                                        | Fats Domino                                             | Imperial Records      | März 1956          | R&B                   |                                       | |
| Im Himmel gibt’s kein Bier                 | Ernst Neubach                                                        | Ernst Neubach                                                        | Ralph Maria Siegel                                      |                       | 1956               | Trinklied             |                                       | |
| Im Wartesaal zum großen Glück              | Walter Andreas Schwarz                                               | Walter Andreas Schwarz                                               | Walter Andreas Schwarz                                  | Ariola                | 1956               | Chanson               |                                       | |
| In the Still of the Nite                   | Fred Parris                                                          | Fred Parris                                                          | The Five Satins                                         | Ember Records         | 1956               | Doo-Wop, Pop          |                                       | |
| It Only Hurts for a Little While           | Mack David                                                           | Fred Spielman                                                        | The Ames Brothers                                       | RCA Victor            | März 1956          | Pop                   |                                       | |
| It’s Too Late                              | Chuck Willis                                                         | Chuck Willis                                                         | Chuck Willis                                            | Atlantic Records      | Mai 1956           | R&B                   |                                       | |
| I’ve Grown Accustomed to Her Face          | Alan Jay Lerner                                                      | Frederick Loewe                                                      | Rex Harrison                                            |                       | 1956               | Musical               |                                       | gesungen von Rex Harrison in dem Musical My Fair Lady                                                               |
| Ivory Tower                                | Jack Fulton & Lois Steele                                            | Jack Fulton & Lois Steele                                            | Gale Storm                                              | Dot Records           | März 1956          | Pop                   |                                       | |
| Jamaica Farewell                           | Lord Burgess                                                         |                                                                      | Harry Belafonte                                         |                       | 1956               | Mento                 |                                       | Volkslied im jamaikanischen Calypso-Stil                                                                            |
| Jubilation T. Cornpone                     | Johnny Mercer                                                        | Gene de Paul                                                         | Stubby Kaye                                             |                       | 1956               | Musical               |                                       | gesungen von Stubby Kaye in dem Musical Li’l Abner                                                                  |
| Juke Box Baby                              | Noel Sherman                                                         | Joe Sherman                                                          | Perry Como                                              | RCA Victor            | Februar 1956       | Pop                   |                                       | |
| Julie                                      | Tom Adair                                                            | Leith Stevens                                                        | Doris Day                                               |                       | 1956               | Filmmusik             |                                       | Oscarnominierung 1957 in der Kategorie „Bester Song“                                                                |
| Just In Time                               | Betty Comden & Adolph Green                                          | Jule Styne                                                           | Tony Bennett                                            | Columbia Records      | 8. Oktober 1956    | Musical               |                                       | gesungen von Judy Holliday and Sydney Chaplin in dem Musical Bells Are Ringing                                      |
| Knee Deep in the Blues                     | Melvin Endsley                                                       | Melvin Endsley                                                       | Marty Robbins                                           | Columbia Records      | 17. Dezember 1956  | Country               |                                       | |
| Lay Down Your Arms                         | (englisch) Paddy Roberts, (Schwedisch) Ake Gerhard                   | Ake Gerhard & Leon Land                                              | The Chordettes                                          | Cadence Records       | September 1956     | Pop                   |                                       | |
| Little One                                 | Cole Porter                                                          | Cole Porter                                                          | Bing Crosby                                             |                       | 1956               | Pop                   |                                       | gesungen von Bing Crosby in dem Film High Society                                                                   |
| Lonely Avenue                              | Doc Pomus                                                            | Doc Pomus                                                            | Ray Charles                                             | Atlantic Records      | 1956               | R&B                   |                                       | |
| Long Before I Knew You                     | Betty Comden & Adolph Green                                          | Jule Styne                                                           |                                                         |                       | 1956               | Musical               |                                       | gesungen von Judy Holliday and Sydney Chaplin in dem Musical Bells Are Ringing                                      |
| Long Tall Sally                            | Enotris Johnson, Richard Penniman & Robert A. Blackwell              | Enotris Johnson, Richard Penniman & Robert A. Blackwell              | Little Richard                                          | Specialty Records     | Februar/März 1956  | Rock                  | Here’s Little Richard                 | |
| Love Me Tender                             | Elvis Presley & Vera Matson                                          | George R. Poulton                                                    | Elvis Presley                                           | RCA Victor            | 14. September 1956 | Folk, Rockabilly, Pop | Love Me Tender                        | Coversong; Originaltitel Aura Lee (alternativ auch Aura Lea) aus dem Jahr 1861                                      |
| Love Me                                    | Jerry Leiber & Mike Stoller                                          | Jerry Leiber & Mike Stoller                                          | Elvis Presley                                           | RCA Victor            | 19. Oktober 1956   | Pop                   |                                       | |
| Mama from the Train                        | Irving Gordon                                                        | Irving Gordon                                                        | Patti Page                                              | Mercury Records       | 1956               | Pop                   |                                       | |
| Mama, Teach Me to Dance                    | Al Hoffman & Dick Manning                                            | Al Hoffman & Dick Manning                                            | Eydie Gormé                                             | ABC-Paramount Records | 1956               | Pop                   |                                       | |
| Mangos                                     | Sid Wayne & Dee Libbey                                               | Sid Wayne & Dee Libbey                                               | Rosemary Clooney                                        |                       | 1956               | Pop                   |                                       | |
| Mary’s Boy Child                           | Jester Hairston                                                      | Jester Hairston                                                      | Harry Belafonte                                         |                       | Dezember 1956      | Pop                   | An Evening with Belafonte             | Weihnachtslied |
| Mind If I Make Love to You?                | Cole Porter                                                          | Cole Porter                                                          | Frank Sinatra                                           |                       | 1956               | Pop                   |                                       | gesungen von Frank Sinatra in dem Film High Society                                                                 |
| Moonlight Gambler                          | Bob Hilliard                                                         | Philip Springer                                                      | Frankie Laine                                           | Columbia Records      | 29. Oktober 1956   | Pop                   |                                       | |
| Moskauer Nächte                            | Michail Matusowski                                                   | Wassili Solowjow-Sedoi                                               |                                                         |                       | 1956               | Schlager              |                                       | russischer Estrada-Schlager                                                                                         |
| Mutual Admiration Society                  | Matt Dubey                                                           | Harold Karr                                                          | Teresa Brewer                                           | Coral Records         | Oktober 1956       | Pop                   |                                       | gesungen von Ethel Merman und Virginia Gibson in dem Musical Happy Hunting                                          |
| My Boy Lollipop                            | Robert Spencer, Johnny B. Roberts, Morris Levy                       | Robert Spencer, Johnny B. Roberts, Morris Levy                       | Barbie Gaye                                             | Darl Records          | 1956               | R&B, Ska              |                                       | |
| Neobyknowennyje glasa                      | Andrei Awanessowitsch Babajew                                        | Andrei Awanessowitsch Babajew                                        | Rashid Behbudov                                         | Nəğmə Dolu Bir Ürəyəm | 1956               | Filmmusik             |                                       | sowjetisch-aserbaidschanisches Lied aus dem Film Любимые глаза von Kara Seitliew und Anissim Maksimowitsch Krongaus |
| Nica’s Dream                               |                                                                      | Horace Silver                                                        | The Jazz Messengers                                     | Columbia Records      | 1956               | Jazz                  |                                       | Jazzstandard |
| Now You Has Jazz                           | Cole Porter                                                          | Cole Porter                                                          | Bing Crosby und Louis Armstrong                         |                       | 1956               | Filmmusik             |                                       | gesungen von Bing Crosby und Louis Armstrong in dem Film High Society.                                              |
| Oi, moros, moros                           |                                                                      |                                                                      | Marija Morosowa-Uwarowa                                 |                       | 1956               | Volkslied             |                                       | ukrainisch-russisches Volkslied                                                                                     |
| On the Street Where You Live               | Alan Jay Lerner                                                      | Frederick Loewe                                                      | Vic Damone                                              | Columbia Records      | April 1956         | Pop                   |                                       | gesungen von John Michael King in dem Musical My Fair Lady.                                                         |
| Ooby Dooby                                 | Dick Penner & Wade Moore                                             | Dick Penner & Wade Moore                                             | Roy Orbison & The Teen Kings                            | Sun Records           | 1956               | Pop                   |                                       | |
| Pardners                                   | Sammy Cahn                                                           | Jimmy Van Heusen                                                     | Dean Martin und Jerry Lewis                             |                       | 1956               | Filmmusik             |                                       | gesungen von Dean Martin und Jerry Lewis in dem Film Pardners                                                       |
| Please, Please, Please                     | James Brown, Johnny Terry                                            | James Brown, Johnny Terry                                            | James Brown & The Famous Flames                         | Federal Records       | März 1956          | R&B                   |                                       | |
| Precious Lord (Part One)                   | T. A. Dorsey                                                         | T. A. Dorsey                                                         | Aretha Franklin                                         |                       | 1956               | Gospel                |                                       | |
| Ready Teddy                                | John Marascalco, Bumps Blackwell                                     | John Marascalco, Bumps Blackwell                                     | Little Richard                                          | Specialty Records     | 1. Juni 1956       | Rock                  | Here’s Little Richard                 | |
| Rip It Up                                  | John Marascalco, Bumps Blackwell                                     | John Marascalco, Bumps Blackwell                                     | Little Richard                                          | Specialty Records     | Juni 1956          | Rock                  |                                       | |
| Rock Island Line                           | Leadbelly, A. Lomax, J.A. Lomax Sr.                                  | Leadbelly, A. Lomax, J.A. Lomax Sr.                                  | The Lonnie Donegan Skiffle Group                        | Decca Records         | 1956               | Folk, Country         |                                       | Coversong, Original von Leadbelly aus dem Jahr 1937                                                                 |
| Rock’n’Roll Ruby                           | Johnny Cash                                                          | Johnny Cash                                                          | Warren Smith                                            | Sun Records           | 25. März 1956      | Rockabilly            |                                       | |
| Rock ’n’ Roll Dance                        | John Marascalco                                                      | Lloyd Price, Bumps Blackwell                                         | Lloyd Price                                             | Specialty Records     | 1956               | Rock                  |                                       | |
| Rock with the Caveman                      | Steele, Pratt, Lionel Bart, Frank Chacksfield                        | Steele, Pratt, Lionel Bart, Frank Chacksfield                        | Tommy Steele and the Steelmen                           | Decca Records         | 12. Oktober 1956   | Rock                  | Berry Is on Top                       | |
| Roll Over Beethoven                        | Chuck Berry                                                          | Chuck Berry                                                          | Chuck Berry                                             | Chess Records         | Mai 1956           | Rock                  |                                       | |
| Rosalie                                    | Lotar Olias, Peter Moesser, Günter Lex, Hans Henderlein, Horst Wende | Lotar Olias, Peter Moesser, Günter Lex, Hans Henderlein, Horst Wende | Freddy Quinn                                            | Polydor               | 1956               | Schlager              | Freddy                                | |
| Ruby Baby                                  | Jerry Leiber und Mike Stoller                                        | Jerry Leiber und Mike Stoller                                        | The Drifters                                            | Atlantic Records      | 1956               | Rock                  |                                       | |
| She’s Got It                               | John Marascalco                                                      | Richard Penniman                                                     | Little Richard                                          | Specialty Records     | 1. Oktober 1956    | Rock                  | Here’s Little Richard                 | |
| Show Me                                    | Alan Jay Lerner                                                      | Frederick Loewe                                                      |                                                         |                       | 1956               | Musical               |                                       | gesungen von Julie Andrews in dem Musical My Fair Lady                                                              |
| Sie hieß Mary-Ann                          | Merle Travis, Peter Moesser                                          | Merle Travis, Peter Moesser                                          | Freddy Quinn                                            | Polydor               | 1956               | Schlager              |                                       | deutschsprachige Coverversion des Lieds Sixteen Tons                                                                |
| Since I Met You Baby                       | Ivory Joe Hunter                                                     | Ivory Joe Hunter                                                     | Ivory Joe Hunter                                        | Atlantic Records      | 26. Oktober 1956   | R&B                   |                                       | |
| Singing the Blues                          | Melvin Endsley                                                       | Melvin Endsley                                                       | Guy Mitchell                                            | Columbia Records      | Oktober 1956       | Rock                  |                                       | |
| Smokestack Lightning                       | Chester Burnett alias Howlin’ Wolf                                   | Chester Burnett alias Howlin’ Wolf                                   | Howlin’ Wolf                                            | Chess Records         | Januar 1956        | Blues                 |                                       | |
| So geht das jede Nacht                     | Peter Moesser, Lotar Olias                                           | Peter Moesser, Lotar Olias                                           | Freddy Quinn                                            | Polydor               | 1956               | Schlager              | Heimweh auf großer Fahrt              | |
| Soft Summer Breeze                         | Judy Spencer                                                         | Eddie Heywood                                                        | Eddie Heywood                                           | Mercury Records       | 19. April 1956     | Jazz                  |                                       | |
| Somebody Up There Likes Me                 | Sammy Cahn                                                           | Bronislau Kaper                                                      | Perry Como                                              |                       | 1956               |                       |                                       | Lied aus dem Film Die Hölle ist in mir                                                                              |
| Somebody Somewhere                         | Frank Loesser                                                        | Frank Loesser                                                        | Jo Sullivan Loesser                                     |                       | 1956               | Musical               |                                       | Lied aus dem Musical The Most Happy Fella                                                                           |
| Song for a Summer Night                    | Robert Allen                                                         | Robert Allen                                                         | Mitch Miller and His Orchestra and Chorus               | Columbia Records      | 9. Juli 1956       | Pop                   |                                       | |
| Stablemates                                |                                                                      | Benny Golson                                                         | Miles Davis                                             | Prestige Records      | 1956               | Jazz                  |                                       | Jazzstandard; erstmals veröffentlicht in Miles: The New Miles Davis Quintet                                         |
| Standing on the Corner                     | Frank Loesser                                                        | Frank Loesser                                                        | Shorty Long, Alan Gilbert, John Henson, und Roy Lazarus |                       | 1956               | Musical               |                                       | Lied aus dem Musical The Most Happy Fella                                                                           |
| Stranded in the Jungle                     | James Johnson, Ernestine Smith                                       | James Johnson, Ernestine Smith                                       | The Jay Hawks                                           | Flash Records         | 1956               | R&B, Doo-Wop          |                                       | |
| St. Therese of the Roses                   | Remus Harris und Arthur Strauss                                      | Remus Harris und Arthur Strauss                                      | Billy Ward and His Dominoes                             | Decca Records         | 1956               | Pop                   |                                       | |
| St. Thomas                                 |                                                                      | Sonny Rollins                                                        | Sonny Rollins                                           | Prestige Records      | 1956               | Jazz                  |                                       | Jazzstandard; erstmals auf dem Album Saxophone Colossus                                                             |
| The Banana Boat Song                       | Alan Arkin, Bob Carey, Erik Darling                                  | Traditional                                                          | Freddy Quinn, Horst Wende and his Rhythm Boys           | Polydor               | 1956               | Schlager              |                                       | |
| The Bus Stop Song                          | Ken Darby                                                            | Ken Darby                                                            | The Four Lads                                           | Columbia Records      | 17. Juli 1956      | Pop                   |                                       | aka A Paper of Pins                                                                                                 |
| The Flying Saucer                          | Bill Buchanan & Dickie Goodman                                       | Bill Buchanan & Dickie Goodman                                       | Bill Buchanan und Dickie Goodman                        | Luniverse             | Juli 1956          | Novelty               |                                       | |
| The Fool                                   | Lee Hazlewood                                                        | Lee Hazlewood                                                        | Lee Hazlewood                                           |                       | Juni 1956          | Rockabilly            |                                       | |
| The Garden of Eden                         | Dennise Haas Norwood                                                 | Dennise Haas Norwood                                                 | Joe Valino                                              | Vik Records           | 1956               | Pop                   |                                       | |
| The Green Door                             | Marvin Moore                                                         | Bob Davie                                                            | Jim Lowe with the High Fives                            | Dot Records           | August 1956        | Rock, Pop             |                                       | |
| The Happy Whistler                         |                                                                      | Don Robertson                                                        | Don Robertson                                           | Capitol Records       | März 1956          | Pop                   |                                       | |
| (You’ve Got) The Magic Touch               | Buck Ram                                                             | Buck Ram                                                             | The Platters                                            | Mercury Records       | 20. Februar 1956   | R&B                   |                                       | |
| The Most Happy Fella                       | Frank Loesser                                                        | Frank Loesser                                                        |                                                         |                       | 1956               | Musical               |                                       | Lied aus dem Musical The Most Happy Fella                                                                           |
| The Party’s Over                           | Betty Comden & Adolph Green                                          | Jule Styne                                                           | Judy Holliday                                           |                       | 1956               | Musical               |                                       | gesungen von Judy Holliday in dem Musical Bells Are Ringing.                                                        |
| The Rain in Spain                          | Alan Jay Lerner                                                      | Frederick Loewe                                                      | Julie Andrews, Rex Harrison und Robert Coote            |                       | 1956               | Musical               |                                       | gesungen von Julie Andrews, Rex Harrison und Robert Coote in dem Musical My Fair Lady                               |
| The Train Kept A-Rollin’                   | Tiny Bradshaw, Lois Mann                                             | Tiny Bradshaw, Lois Mann                                             | Johnny Burnette and the Rock and Roll Trio              |                       | September 1956     | Rockabilly            |                                       | Coversong; Original von Tiny Bradshaw aus dem Jahr 1951                                                             |
| The Wayward Wind                           | Stanley Lebowsky & Herb Newman                                       | Stanley Lebowsky & Herb Newman                                       | Gogi Grant                                              | Era Records           | März 1956          | Country               |                                       | |
| Theme from Picnic                          | Steve Allen                                                          | George Duning                                                        |                                                         |                       | 1956               | Filmmusik             |                                       | Titelmelodie des Films Picknick                                                                                     |
| Too Close for Comfort                      | Larry Holofcener & George David Weiss                                | Jerry Bock                                                           | Sammy Davis, Jr.                                        | Decca Records         | 1956               | Pop                   |                                       | Lied aus dem Musical Mr. Wonderful                                                                                  |
| Too Much Monkey Business                   | Chuck Berry                                                          | Chuck Berry                                                          | Chuck Berry                                             | Chess Records         | September 1956     | Rock                  | After School Session                  | |
| True Love                                  | Cole Porter                                                          | Cole Porter                                                          | Bing Crosby and Grace Kelly                             | Capitol Records       | August 1956        | Filmmusik             | High Society (Soundtrack)             | gesungen von Bing Crosby and Grace Kelly in dem Film High Society                                                   |
| Tu vuò fà l’americano                      | Renato Carosone und Nicola „Nisa“ Salerno                            | Renato Carosone und Nicola „Nisa“ Salerno                            | Renato Carosone                                         |                       | 1956               |                       |                                       | |
| Tulpen aus Amsterdam                       | Klaus Günter Neumann und Ernst Bader                                 | Ralf Arnie                                                           | Jean Walter                                             | Polydor               | 1956               | Walzer                |                                       | |
| Two Different Worlds                       | Sid Wayne                                                            | Al Frisch                                                            | Don Rondo                                               | Jubilee Records       | September 1956     | Pop                   |                                       | |
| Walk Hand in Hand                          | Johnny Cowell                                                        | Johnny Cowell                                                        | Tony Martin                                             | RCA Victor            | April 1956         | Pop                   |                                       | |
| Waltz for Debby                            | Gene Lees                                                            | Bill Evans                                                           | Bill Evans                                              | Riverside Records     | 1956               | Jazz                  |                                       | Jazzstandard |
| Whatever Will Be, Will Be (Que Sera, Sera) | Jay Livingston & Ray Evans                                           | Jay Livingston & Ray Evans                                           | Doris Day                                               |                       | 21. Mai 1956       | Pop                   |                                       | Lied aus dem Film Der Mann, der zuviel wusste von Alfred Hitchcock                                                  |
| When Sunny Gets Blue                       | Jack Segal                                                           | Marvin Fisher                                                        | Johnny Mathis und Ray Conniff                           | Columbia Records      | 5. November 1956   | Jazz                  |                                       | Jazzstandard |
| Whisper Not                                | Leonard Feather                                                      | Benny Golson                                                         | Dizzy Gillespie oder Lee Morgan                         |                       | Dezember 1956      | Jazz                  | Lee Morgan, Volume 2                  | Jazzstandard |
| Who Needs You                              | Al Stillman                                                          | Robert Allen                                                         | The Four Lads                                           | Columbia Records      | 1956               | Pop                   |                                       | |
| Who Wants to Be a Millionaire?             | Cole Porter                                                          | Cole Porter                                                          | Celeste Holm und Frank Sinatra                          |                       | 1956               | Filmmusik             |                                       | gesungen von Celeste Holm und Frank Sinatra in dem Film High Society                                                |
| Why Do Fools Fall in Love                  | Frankie Lymon, Herman Santiago, Jimmy Merchant                       | Frankie Lymon, Herman Santiago, Jimmy Merchant                       | Frankie Lymon & the Teenagers                           | Gee Records           | 10. Januar 1956    | Rock, Doo-Wop         | The Teenagers Featuring Frankie Lymon | |
| Who Do You Love?                           | Ellas McDaniel a.k.a. Bo Diddley                                     | Ellas McDaniel a.k.a. Bo Diddley                                     | Bo Diddley                                              | Checker Records       | 1956               | R&B, Rock             |                                       | |
| With a Little Bit of Luck                  | Alan Jay Lerner                                                      | Frederick Loewe                                                      | Stanley Holloway                                        |                       | 1956               | Musical               |                                       | gesungen von Stanley Holloway in dem Musical My Fair Lady                                                           |
| Without You                                | Alan Jay Lerner                                                      | Frederick Loewe                                                      | Julie Andrews                                           |                       | 1956               | Musical               |                                       | gesungen von Julie Andrews in dem Musical My Fair Lady                                                              |
| Wouldn’t It Be Loverly                     | Alan Jay Lerner                                                      | Frederick Loewe                                                      | Julie Andrews                                           |                       | 1956               | Musical               |                                       | gesungen von Julie Andrews in dem Musical My Fair Lady                                                              |
| Wringle, Wrangle                           | Stan Jones                                                           | Stan Jones                                                           | Fess Parker                                             |                       | 1956               | Filmmusik             |                                       | gesungen von Fess Parker in dem Film Westward Ho, the Wagons!                                                       |
| Written on the Wind                        | Sammy Cahn & Victor Young                                            | Sammy Cahn & Victor Young                                            | The Four Aces                                           |                       | 1956               | Filmmusik             |                                       | Lied aus dem Film In den Wind geschrieben (Originaltitel: Written on the Wind)                                      |
| Young Love                                 | Carole Joyner & Ric Cartey                                           | Carole Joyner & Ric Cartey                                           | Ric Cartey with the Jiva-Tones                          | RCA Victor            | 1956               | Country               |                                       | |

### Alben
| Album                                                          | Interpret                                                  | Label                                    | Veröffentlichung | Genre                              | Weitere Informationen |
| -------------------------------------------------------------- | ---------------------------------------------------------- | ---------------------------------------- | ---------------- | ---------------------------------- | --------------------- |
| 25 Favorite Cowboy Songs                                       | Sons of the Pioneers                                       | RCA Victor                               | 1956             | Folk, World, Country               |                       |
| A New Sound... A New Star...                                   | Jimmy Smith                                                | Blue Note Records                        | März 1956        | Jazz                               |                       |
| Ames Brothers Concert                                          | The Ames Brothers                                          | Coral Records                            | 1956             | Pop                                |                       |
| At Basin Street                                                | Clifford Brown und Max Roach                               | EmArcy Records                           | 1956             | Jazz                               |                       |
| At the Cafe Bohemia, Vol. 1 & 2                                | The Jazz Messengers                                        | Blue Note Records                        | April 1956       | Jazz                               |                       |
| Bing Sings Whilst Bregman Swings                               | Bing Crosby                                                | Verve Records                            | 1956             | Jazz                               |                       |
| Bluejean Bop!                                                  | Gene Vincent                                               | Capitol Records                          | 1956             | Rock                               |                       |
| Blue Rose                                                      | Rosemary Clooney und Duke Ellington And His Orchestra      | Columbia Records                         | 1956             | Jazz                               |                       |
| Boss of the Blues                                              | Big Joe Turner                                             | Atlantic Records                         | 1956             | Blues, Rhythm and Blues            |                       |
| Calendar Girl                                                  | Julie London                                               | Liberty Records                          | 1956             | Jazz, Pop                          |                       |
| Calypso                                                        | Harry Belafonte                                            | RCA Victor                               | 1956             | Latin, Folk, World, Country        |                       |
| Chante Charles Aznavour, Vol. 3                                | Charles Aznavour                                           | Ducretet Thomson                         | 1956             | Pop                                |                       |
| Chris Connor                                                   | Chris Connor                                               | Atlantic Records                         | 1956             | Jazz                               |                       |
| Collectors’ Items                                              | Miles Davis                                                | Prestige Records                         | 1956             | Jazz                               |                       |
| Concert by the Sea                                             | Eroll Garner                                               | Columbia Records                         | 1956             | Jazz                               |                       |
| Cuban Fire!                                                    | Stan Kenton                                                | Capitol Records                          | November 1956    | Jazz                               |                       |
| Day by Day                                                     | Doris Day                                                  | Columbia Records                         | 1956             | Pop                                |                       |
| Dinner in Colombia                                             | Aldemaro Romero                                            | RCA Victor                               | 1956             | Jazz, Latin                        |                       |
| Django                                                         | Modern Jazz Quartet                                        | Prestige Records                         | 1956             | Jazz                               |                       |
| Do You Remember When?                                          | The McGuire Sisters                                        | Coral Records                            | 1956             | Pop                                |                       |
| Drummer Man                                                    | Gene Krupa                                                 | Verve Records                            | 1956             | Jazz                               |                       |
| Ella and Louis                                                 | Ella Fitzgerald und Louis Armstrong                        | Verve Records                            | 1956             | Jazz                               |                       |
| Ella Fitzgerald Sings the Cole Porter Songbook                 | Ella Fitzgerald                                            | Verve Records                            | 1956             | Jazz                               |                       |
| Ellington at Newport                                           | Duke Ellington                                             | Columbia Records                         | 1956             | Jazz                               |                       |
| Elvis                                                          | Elvis Presley                                              | RCA Victor                               | 19. Oktober 1956 | Rock, Rockabilly, Country          |                       |
| Elvis Presley                                                  | Elvis Presley                                              | RCA Victor                               | 23. März 1956    | Rock, Rockabilly                   | Debütalbum            |
| Exactly Like You                                               | The Ames Brothers                                          | RCA Victor                               | 1956             | Pop                                |                       |
| Finger Style Guitar                                            | Chet Atkins                                                | RCA Victor                               | 1956             | Folk, World, Country               |                       |
| Flight to Romance                                              | Aldemaro Romero                                            | RCA Victor                               | 1956             | Jazz, Latin                        |                       |
| Fontessa                                                       | Modern Jazz Quartet                                        | Atlantic Records                         | 1956             | Jazz                               |                       |
| Frankie Laine & The Four Lads                                  | Frankie Laine                                              | Columbia Records                         | 1956             | Blues, Folk, World, Country        |                       |
| George Wein Presents Toshiko                                   | Toshiko Akiyoshi                                           | Storyville Records                       | 1956             | Jazz, Blues                        |                       |
| Grand Encounter: 2° East - 3° West                             | John Lewis                                                 | Pacific Jazz                             | November 1956    | Jazz                               |                       |
| Grand Ole Opry’s New Star                                      | George Jones                                               | Starday Records                          | 1956             | Folk, World, Country               | Debütalbum            |
| Heimweh auf großer Fahrt                                       | Freddy Quinn                                               | Polydor                                  | 1956             | Schlager                           |                       |
| Here Is Phineas (The Piano Artistry Of Phineas Newborn Jr.)    | Phineas Newborn                                            | Atlantic Records                         | August 1956      | Jazz                               |                       |
| High Society                                                   | Frank Sinatra, Bing Crosby, Louis Armstrong & Celeste Holm | Capitol Records                          | 1956             | Soundtrack                         |                       |
| Holding Hands at Midnight                                      | Dinah Shore                                                | RCA Victor                               | 1956             | Jazz                               |                       |
| Howdy!                                                         | Pat Boone                                                  | London Records                           | 1956             | Pop                                |                       |
| In the Land of Hi-Fi                                           | Patti Page                                                 | EmArcy                                   | 1956             | Jazz, Pop                          |                       |
| In the Land of Hi-Fi                                           | Sarah Vaughan                                              | EmArcy                                   | 1956             | Jazz, Blues                        |                       |
| Informal Jazz                                                  | Elmo Hope                                                  | Prestige Records                         | 1956             | Jazz                               |                       |
| Jazz Spectacular                                               | Frankie Laine mit Buck Clayton                             | Columbia Records                         | 1956             | Jazz                               |                       |
| Lennie Tristano                                                | Lennie Tristano                                            | Atlantic Records                         | 1956             | Jazz                               |                       |
| Lonely Girl                                                    | Julie London                                               | Liberty Records                          | 1956             | Pop                                |                       |
| Love’s Old Sweet Song                                          | The Ames Brothers                                          | Coral Records                            | 1956             | Pop                                |                       |
| Manhattan Tower                                                | Patti Page                                                 | Mercury Records                          | 1956             | Jazz, Pop                          |                       |
| Memorial Album                                                 | Clifford Brown                                             | Blue Note Records                        | 1956             | Jazz                               |                       |
| Merry Christmas                                                | Lawrence Welk                                              | Coral Records                            | 1956             | Jazz, Pop                          |                       |
| Miles                                                          | Miles Davis                                                | Prestige Records                         | 1956             | Jazz                               |                       |
| Miles Davis and Horns                                          | Miles Davis                                                | Prestige Records, Original Jazz Classics | 1956             | Jazz                               |                       |
| Miles Davis and Milt Jackson Quintet/Sextet                    | Miles Davis                                                | Prestige Records/Original Jazz Classics  | 1956             | Jazz                               |                       |
| Miles Davis Volume 2                                           | Miles Davis                                                | Blue Note Records                        | 1956             | Jazz                               |                       |
| Move!                                                          | Red Norvo                                                  | Discovery Records/Comet/Savoy            | 1956             | Jazz                               |                       |
| Music Ala Carte                                                | The Crew-Cuts                                              | Mercury Records                          | 1956             | Rock                               |                       |
| Music for Two in Love                                          | Patti Page                                                 | Mercury Records                          | 1956             | Jazz, Pop                          |                       |
| New Jazz Conceptions                                           | Bill Evans                                                 | Riverside Records                        | 1956             | Jazz                               |                       |
| Nica’s Tempo                                                   | Gigi Gryce                                                 | Savoy Records                            | 1956             | Jazz                               |                       |
| Norman Simmons Trio                                            | Norman Simmons                                             | Argo Records                             | Oktober 1956     | Jazz                               |                       |
| Odetta Sings Ballads and Blues                                 | Odetta                                                     | Tradition Recordings                     | November 1956    | Blues, Folk, World, Country        |                       |
| On Hand                                                        | The Hi-Lo’s                                                | Starlite                                 | 1956             | Jazz, Pop                          |                       |
| On the Sunny Side                                              | The Four Lads                                              | Columbia Records                         | 1956             | Jazz, Pop                          |                       |
| Oscar Peterson Plays Count Basie                               | Oscar Peterson                                             | Clef Records                             | 1956             | Jazz                               |                       |
| Pat Boone                                                      | Pat Boone                                                  | Quality                                  | 1956             | Pop                                |                       |
| Pick a Polka                                                   | Lawrence Welk                                              | Coral Records                            | 1956             | Folk, World, Country               |                       |
| Pithecanthropus Erectus                                        | Charles Mingus                                             | Atlantic Records                         | 1956             | Jazz                               |                       |
| Quintet/Sextet                                                 | Miles Davis und Milt Jackson                               | Prestige Records                         | 1956             | Jazz                               |                       |
| Rain or Shine                                                  | Dick Haymes                                                | Capitol Records                          | 1956             | Pop                                |                       |
| Rock ’n’ Roll Stage Show                                       | Bill Haley & His Comets                                    | Decca Records                            | 1956             | Rock                               |                       |
| Saxophone Colossus                                             | Sonny Rollins                                              | Prestige Records                         | Dezember 1956    | Jazz                               |                       |
| Say It with Music                                              | Lawrence Welk                                              | Coral Records                            | 1956             | Jazz, Pop                          |                       |
| Shillelaghs and Shamrocks                                      | Bing Crosby                                                | Decca Records                            | 1956             | Pop, Folk, World, Country          |                       |
| Singin’ And Swingin’                                           | The Mills Brothers                                         | Decca Records                            | 1956             | Jazz, Pop                          |                       |
| Six Pieces of Silver                                           | Horace Silver                                              | Blue Note Records                        | November 1956    | Jazz                               |                       |
| Ski Trails                                                     | Jo Stafford                                                | Columbia Records                         | 1956             | Jazz, Pop                          |                       |
| Song Favorites                                                 | Georgia Gibbs                                              | Mercury Records                          | 1956             | Pop                                |                       |
| Songs for Swingin’ Lovers                                      | Frank Sinatra                                              | Capitol Records                          | 5. März 1956     | Jazz                               |                       |
| Songs I Wish I Had Sung the First Time Around                  | Bing Crosby                                                | Decca Records                            | 13. August 1956  | Jazz, Pop                          |                       |
| Songs of a Love Affair                                         | Jean Shepard                                               | Capitol Records                          | 1956             | Folk, World, Country               |                       |
| Songs to Grow on for Mother and Child                          | Woody Guthrie                                              | Folkways Records                         | 1956             | Folk, World, Country               |                       |
| Sonny Rollins Plus 4                                           | Sonny Rollins                                              | Prestige Records                         | 1956             | Jazz                               |                       |
| Squeeze Play                                                   | John Serry, Sr.                                            | Dot Records                              | 1956             | Pop                                |                       |
| Swingin’ with Her Nibs                                         | Georgia Gibbs                                              | Mercury Records                          | 1956             | Jazz, Rock, Funk, Soul, Blues, Pop |                       |
| Swingin’ with Kay Starr                                        | Kay Starr                                                  | Liberty Records                          | 1956             | Jazz, Pop                          |                       |
| Tenor Madness                                                  | Sonny Rollins                                              | Prestige Records                         | 1956             | Jazz                               |                       |
| The Ames Brothers                                              | The Ames Brothers                                          | RCA Victor                               | 1956             | Pop                                |                       |
| The Boss Of The Blues Sings Kansas City Jazz                   | Big Joe Turner                                             | Atlantic Records                         | 1956             | Blues                              |                       |
| The Champ                                                      | Jimmy Smith                                                | Blue Note Records                        | 1956             | Jazz                               |                       |
| The Charlie Parker Story                                       | Charlie Parker                                             | Savoy Records                            | 1956             | Jazz                               |                       |
| The Fabulous Fats Navarro                                      | Fats Navarro                                               | Blue Note Records, Capitol Records       | 1956             | Jazz                               |                       |
| The Genius of Bud Powell                                       | Bud Powell                                                 | Mercury/Cleff/Verve                      | 1956             | Jazz                               |                       |
| The Hi-Fi Nightingale                                          | Caterina Valente                                           | Decca Records                            | 1956             | Jazz, Pop                          |                       |
| The Jazz Messengers                                            | Art Blakey & The Jazz Messengers                           | Columbia Records                         | November 1956    | Jazz                               |                       |
| The Jimmy Giuffre Clarinet                                     | Jimmy Giuffre                                              | Atlantic Records                         | 1956             | Jazz                               |                       |
| The Lark in the Morning                                        | verschiedene Künstler                                      | Tradition Records                        | 1956             | Folk, World, Country               |                       |
| The Misty Miss Christy                                         | June Christy                                               | Capitol Records                          | 1956             | Jazz, Pop                          |                       |
| The Oscar Peterson Trio at the Stratford Shakepearean Festival | Oscar-Peterson-Trio                                        | Verve Records                            | 1956             | Jazz                               |                       |
| The Platters                                                   | The Platters                                               | Mercury Records                          | Juli 1956        | Rock, Funk / Soul                  |                       |
| The Shearing Spell                                             | George Shearing                                            | Capitol Records                          | 1956             | Jazz                               |                       |
| The Teenagers Featuring Frankie Lymon                          | Frankie Lymon & the Teenagers                              | Gee Records                              | Dezember 1956    | Rock, Funk / Soul                  |                       |
| The Unique Thelonious Monk                                     | Thelonious Monk                                            | Riverside Records                        | 1956             | Jazz                               |                       |
| The Wildest!                                                   | Louis Prima                                                | Capitol Records                          | November 1956    | Jazz, Pop                          |                       |
| Thelonious Monk                                                | Thelonious Monk                                            | Prestige Records                         | 1956             | Jazz                               |                       |
| Thelonious Monk Plays the Music of Duke Ellington              | Thelonious Monk                                            | Prestige Records                         | 1956             | Jazz                               |                       |
| Thelonious Monk/Sonny Rollins                                  | Thelonious Monk und Sonny Rollins                          | Prestige Records                         | 1956             | Jazz                               |                       |
| This Is Hampton Hawes                                          | Hampton Hawes                                              | Contemporary                             | Mai 1956         | Jazz                               |                       |
| This Is How I Feel About Jazz                                  | Quincy Jones                                               | ABC-Paramount                            | 1956             | Jazz                               |                       |
| This Is Sinatra!                                               | Frank Sinatra                                              | Capitol Records                          | 1956             | Jazz, Pop                          |                       |
| Three Ragas                                                    | Ravi Shankar                                               | His Master’s Voice                       | 1956             | World                              |                       |
| Tone Poems of Color                                            | Frank Sinatra                                              | Capitol Records                          | 1956             | Jazz, Pop                          |                       |
| Tonite’s Music Today                                           | Zoot Sims                                                  | Storyville Records                       | 1956             | Jazz                               |                       |
| Toshiko – Her Trio, Her Quartet                                | Toshiko Akiyoshi                                           | Storyville Records                       | 1956             | Jazz                               |                       |
| Tragic Songs of Life                                           | The Louvin Brothers                                        | Capitol Records                          | 1956             | Country                            |                       |
| Under Glass                                                    | The Hi-Lo’s                                                | Starlite                                 | 1956             | Pop                                |                       |
| Venezuelan Fiesta                                              | Aldemaro Romero                                            | RCA Victor                               | 1956             | Jazz, Latin                        |                       |
| You Go to My Head                                              | Patti Page                                                 | Mercury Records                          | 1956             | Jazz                               |                       |

## Musiktheater

### Musical (Auswahl)
| Datum Uraufführung / Wiederaufnahme | Musical              | Komponist                                        | Buch und Liedtexte                                                                                          | Theater                               | Ort           | Weitere Informationen                      |
| ----------------------------------- | -------------------- | ------------------------------------------------ | --- | ------------------------------------- | ------------- | ------------------------------------------ |
| 25. Januar                          | Plain and Fancy      | Albert Hague                                     | Joseph Stein & Will Glickman (Buch) sowie Arnold B. Horwitt (Liedtexte)                                     | Drury Lane Theatre                    | London        | Produktion in London mit 217 Vorstellungen |
| 15. März                            | My Fair Lady         | Frederick Loewe                                  | Alan Jay Lerner                                                                                             | Mark Hellinger Theatre                | New York City | Broadway Produktion mit 2717 Vorstellungen |
| 22. März                            | Mr. Wonderful        | Jerry Bock, Larry Holofcener, George David Weiss | Joseph Stein und Will Glickman (Buch) sowie Jerry Bock, Larry Holofcener und George David Weiss (Liedtexte) | Broadway Theatre                      | New York City | Broadway Produktion mit 383 Vorstellungen  |
| 03. Mai                             | The Most Happy Fella | Frank Loesser                                    | Frank Loesser                                                                                               | Imperial Theatre                      | New York City | Broadway Produktion mit 676 Vorstellungen  |
| 13. Juni                            | Shangri-La           | Harry Warren                                     | Jerome Lawrence und Robert E. Lee                                                                           | Winter Garden Theatre                 | New York City | Broadway Produktion                        |
| 10. November                        | Irma La Douce        | Marguerite Monnot                                | Alexandre Brefford                                                                                          | Théâtre Gramont                       | Paris         | Produktion in Paris                        |
| 15. November                        | Fanny                | Harold Rome                                      | Samuel Nathaniel Behrman und Joshua Logan (Buch) sowie Harold Rome (Liedtexte)                              | Drury Lane Theatre                    | London        | Produktion in London mit 347 Vorstellungen |
| 15. November                        | Li’l Abner           | Gene De Paul                                     | Norman Panama und Melvin Frank (Buch) sowie Johnny Mercer (Liedtexte)                                       | St. James Theatre                     | New York City | Broadway Produktion mit 693 Vorstellungen  |
| 27. November                        | Grab Me a Gondola    | James Gilbert                                    | Julian More (Buch) und James Gilbert (Liedtexte)                                                            | Lyric Theatre                         | London        | Produktion in London mit 673 Vorstellungen |
| 29. November                        | Bells Are Ringing    | Jule Styne                                       | Betty Comden und Adolph Green                                                                               | Shubert Theatre                       | New York City | Broadway Produktion mit 924 Vorstellungen  |
| 01. Dezember                        | Candide              | Leonard Bernstein                                | Hugh Wheeler (Buch) sowie Richard Willur, John Latouche, Dorothy Parker und Stephen Sondheim (Liedtexte)    | Martin Beck Theatre                   | New York City | Broadway Produktion mit 73 Vorstellungen   |
| 06. Dezember                        | Happy Hunting        | Harold Karr                                      | Howard Lindsay und Russel Crouse (Buch) sowie Matt Dubey (Liedtexte)                                        | Majestic Theatre                      | New York City | Broadway Produktion mit 412 Vorstellungen  |
| 31. Dezember                        | At the Drop of a Hat | Donald Swann                                     | Michael Flanders, Gérard de Nerval, Sydney Carter und Constantine Palamas (Liedtexte)                       | New Lindsey Theatre / Fortune Theatre | London        | Revue in London mit 808 Vorstellungen      |

### Oper und Operette (Auswahl)
| Datum der Uraufführung | Oper / Operette                                  | Komponist                | Libretto                                                                                 | Opernhaus                 | Ort           | Weitere Informationen                                  |
| ---------------------- | ------------------------------------------------ | ------------------------ | ---------------------------------------------------------------------------------------- | ------------------------- | ------------- | ------------------------------------------------------ |
| 25. Februar            | La Guerra                                        | Renzo Rossellini         |                                                                                          | Teatro San Carlo          | Neapel        |                                                        |
| 01. März               | Pfälzer Musikanten                               | Hans Striehl             | Kurt Neufert                                                                             | Landestheater             | Linz          |                                                        |
| 10. März               | L’ipocrita felice                                | Giorgio Federico Ghedini |                                                                                          | Piccola Scala             | Mailand       |                                                        |
| 23. März               | In Frisco ist der Teufel los                     | Guido Masanetz           | Maurycy Janowski                                                                         | Metropol-Theater          | Berlin        |                                                        |
| 10. Juni               | The Swing                                        | Leonard Kastle           |                                                                                          |                           |               | 13-minütige Fernsehoper, ausgestrahlt im NBC-Fernsehen |
| 17. Juni               | Der Sturm                                        | Frank Martin             | Libretto nach William Shakespeare, in einer deutschen Übersetzung von A.W. von Schlegel  | Wiener Staatsoper         | Wien          |                                                        |
| 23. September          | König Hirsch                                     | Hans Werner Henze        | Heinz von Cramer                                                                         | Städtische Oper Berlin    | Berlin        |                                                        |
| 14. Dezember           | The Open Window                                  | Malcolm Arnold           | S. Gilliat, nach Saki                                                                    |                           |               | im BBC-Fernsehen                                       |
| 01. Dezember           | Candide                                          | Leonard Bernstein        | Lillian Hellman, R. Wilbur, J. La Touche, D. Parker und Leonard Bernstein, nach Voltaire | Martin Beck Theatre       | New York City |                                                        |
|                        | Gertrude, or Would She Be Pleased to Receive It? | Ben Johnston             | Wilford Leach                                                                            |                           |               |                                                        |
|                        | He Who Gets Slapped (Pantaloon)                  | Robert Ward              | Bernard Stambler                                                                         |                           |               |                                                        |
|                        | Men of Blackmoor                                 | Alan Bush                | Nancy Rachel Bush                                                                        | Deutsches Nationaltheater | Weimar        |                                                        |
|                        | Miranda and the Dark Young Man                   | Elie Siegmeister         | Edward Eager                                                                             |                           |               |                                                        |
|                        | The Ballad of Baby Doe                           | Douglas Moore            | John Latouche                                                                            |                           |               |                                                        |
|                        | The Wife of Martin Guerre                        | William Bergsma          | J. Lewis                                                                                 |                           |               |                                                        |

### Ballett (Auswahl)
| Datum der Uraufführung | Oper / Operette | Komponist           | Libretto       | Opernhaus         | Ort       | Weitere Informationen |
| ---------------------- | --------------- | ------------------- | -------------- | ----------------- | --------- | --------------------- |
| 27. Dezember           | Spartakus       | Aram Chatschaturjan | Nikolai Wolkow | Mariinski-Theater | Leningrad |                       |

## Klassische Musik

### Premieren (Auswahl)
| Datum der Uraufführung | Komponist                             | Komposition                                                                                         | Ort                                          |
| ---------------------- | ------------------------------------- | --------------------------------------------------------------------------------------------------- | -------------------------------------------- |
| 14. Januar             | Roger Sessions                        | Idyll of Theocritus                                                                                 | Louisville                                   |
| 03. Februar            | Robert Moevs                          | Fourteen Variations für Orchester                                                                   | New York City                                |
| 06. Februar            | Heitor Villa-Lobos                    | Gitarrenkonzert                                                                                     | Houston                                      |
| 10. Februar            | Roger Sessions                        | Klavierkonzert                                                                                      | New York City                                |
| 11. Februar            | Henry Barraud                         | Concertino für Klavier und Bläser                                                                   | New York City                                |
| 14. Februar            | Hans Werner Henze                     | Sinfonische Etüden                                                                                  | Hamburg                                      |
| 24. Februar            | Walter Piston                         | 5. Sinfonie                                                                                         | New York City                                |
| 10. März               | Jean Barraqué                         | Séquence                                                                                            | Paris                                        |
| 10. März               | Hans Werner Henze                     | Concerto per il Marigny                                                                             | Paris                                        |
| 10. März               | Olivier Messiaen                      | Oiseaux exotiques                                                                                   | Paris                                        |
| 20. März               | Samuel Barber                         | Summer Music op. 31 für Bläserquintett                                                              | Detroit, Chamber Music Society of Detroit    |
| 21. März               | Edmund Rubbra                         | Klavierkonzert                                                                                      | London                                       |
| 21. März               | Heitor Villa-Lobos                    | 11. Sinfonie                                                                                        | New York City                                |
| 15. April              | Priaulx Rainier                       | Requiem                                                                                             | London                                       |
| 25. April              | Gordon Jacob                          | Oboenkonzert Nr. 2                                                                                  | Leningrad                                    |
| 02. Mai                | Ralph Vaughan Williams                | Sinfonie Nr. 8 d-Moll                                                                               | Manchester                                   |
| 30. Mai                | John Cage                             | Radio Music                                                                                         | New York City                                |
| 30. Mai                | Arnold Schönberg                      | O Du mein Gott, alle Völker preisen Dich (Moderner Psalm, op. 50c)                                  | Köln, Westdeutscher Rundfunk, Musik der Zeit |
| 30. Mai                | Karlheinz Stockhausen                 | Gesang der Jünglinge                                                                                | Köln, Westdeutscher Rundfunk, Musik der Zeit |
| 07. Juli               | Henry Cowell                          | Lines from the Dead Sea Scrolls                                                                     | Lenox                                        |
| 08. August             | Bohuslav Martinů                      | Konzert für Oboe und kleines Orchester H 353                                                        | Melbourne                                    |
| 20. August             | Arthur Bliss                          | Edinburgh Overture                                                                                  | Edinburgh, Edinburgh International Festival  |
| 26. August             | Bohuslav Martinů                      | Les Fresques de Piero della Francesca H 352                                                         | Salzburg, Salzburger Festspiele              |
| 05. September          | Sergej Prokofjew                      | 4. Klavierkonzert                                                                                   | Berlin                                       |
| 11. September          | Joaquín Rodrigo                       | Concierto Serenata für Harfe und Orchester                                                          | Madrid                                       |
| 25. September          | William Walton                        | Johannesburg Festival Overture                                                                      | Johannesburg                                 |
| 03. Oktober            | Jesus Guridi                          | Homenaje a Walt Disney                                                                              | Alicante                                     |
| 04. Oktober            | Bohuslav Martinů                      | Klavierkonzert Nr. 4 H 358 Incantation                                                              | New York City                                |
| 05. Oktober            | Henry Cowell                          | Streichquartett Nr. 5                                                                               | Cleveland                                    |
| 07. Oktober            | Dmitri Dmitrijewitsch Schostakowitsch | Streichquartett Nr. 6                                                                               | Leningrad                                    |
| 14. Oktober            | Alan Hovhaness                        | 3. Sinfonie                                                                                         | New York City                                |
| 14. Oktober            | Charles Ives                          | Robert Browning Ouverture                                                                           | New York City                                |
| 14. Oktober            | Kurt Leimer                           | Klavierkonzert Nr. 4                                                                                | New York City                                |
| 21. Oktober            | Tadeusz Baird                         | Cassazione für Orchester                                                                            | Warschau, Warschauer Herbst                  |
| 21. Oktober            | Luciano Berio                         | Variazione sull’aria di Papageno                                                                    | Donaueschingen, Donaueschingen Musiktage     |
| 22. Oktober            | Carl Anton Wirth                      | Concerto for Saxophone and Orchestra                                                                | Chattanooga                                  |
| 24. Oktober            | Luigi Nono                            | Il canto sospeso                                                                                    | Köln, Westdeutscher Rundfunk, Musik der Zeit |
| 26. Oktober            | Wissarion Jakowlewitsch Schebalin     | Violasonate op. 51/2                                                                                | Moskau                                       |
| 30. Oktober            | Michael Tippett                       | Klavierkonzert                                                                                      | Birmingham                                   |
| 13. November           | Malcolm Arnold                        | A Grand Grand Overture, op. 57, für 3 Staubsauger, 1 Bodenpolierer, 4 Gewehre und Sinfonieorchester | London, Hoffnung Music Festival              |
| 19. November           | Allan Pettersson                      | 3. Sinfonie                                                                                         | Göteborg                                     |
| 23. November           | Henry Cowell                          | Variations für Orchester                                                                            | Cincinnati                                   |
| 23. November           | Frank Martin                          | Etudes für Streichorchester                                                                         | Basel                                        |
| 30. November           | Luigi Dallapiccola                    | Cinque canti per baritono e alcuni strumenti                                                        | Washington, D.C.                             |
| 15. Dezember           | Karlheinz Stockhausen                 | Zeitmaße für Holzbläser (überarbeitete Version)                                                     | Paris                                        |
| 27. Dezember           | Aram Chatschaturjan                   | Spartakus                                                                                           | Leningrad                                    |

### Kompositionen (Auswahl)
- Hans Erich Apostel –
  - Streichquartett Nr. 2
  - Variationen über drei Volkslieder, für Orchester
- Malcolm Arnold –
  - Concerto No. 2 für Horn und Streichorchester, op. 58
  - A Grand Grand Overture, op. 57, für 3 Staubsauger, 1 Bodenpolierer, 4 Gewehre und Sinfonieorchester
  - Song of Praise, op. 55 (Text: J. Clare), für Unisonostimmen und Klavier
  - Trio für Violine, Cello und Klavier, op. 54
- Milton Babbitt – Semi-Simple Variations für Klavier
- Jan Bach – Streichertrio
- Samuel Barber – Summer Music für Holzbläserquintett
- William Bergsma –
  - The Fortunate Islands, für Streichorchester (überarbeitete Version)
  - March with Trumpets
- Luciano Berio –
  - Streichquartett
  - Variazioni „Ein Mädchen oder Weibchen“, für zwei Bassetthörner und Streicher
- Arthur Bliss –
  - Edinburgh Overture, für Orchester
  - Seek the Lord (Anthem), für SATB-Chor und Orgel
- Reginald Smith Brindle – El Polifemo de Oro
- Benjamin Britten –
  - Antiphon, op. 56b, für SATB-Chor und Orgel
  - The Prince of the Pagodas, op. 57 (Ballett in drei Akten)
- John Cage –
  - 27′ 10.554″ für einen Perkussionisten
  - Music for Piano 53–68
  - Music for Piano 69–84
  - Radio Music, für 1–8 Radios
- Niccolò Castiglioni – Symphony Nr. 1 für Sopran und Orchester
- Carlos Chávez – Prometheus Bound, Kantate (Text: Aischylos, trans. R. Trevelyan), für Alt, Tenor, Bariton, Bass, SATB-Chor und Orchester
- Aaron Copland – Variations on a Shaker Melody (aus Appalachian Spring)
- Henry Cowell –
  - Ballad, für Bläserquintett
  - Bounce Dance, für Klavier
  - Fifteenth Anniversary
  - Lines from the Dead Sea Scrolls, für sechsstimmigen Männerchor und Orchester
  - Septet, für fünf Madrigalsänger, Klarinette und Klavier
  - Streichquartett Nr. 5
  - Sidney Xmas ’56, für Violine und Klavier
  - Sway Dance, für Klavier
  - Two-Part Invention, für Sopran- und Altblockflöten
  - Variations für Orchester
- Luigi Dallapiccola – Cinque canti (griechische Texte, übersetzt von Salvatore Quasimodo), für Bariton und acht Instrumente
- Mario Davidovsky –
  - Three Pieces für Holzbläserquartett
  - Noneti für neun Instrumente
- Peter Maxwell Davies – Sonata für Klarinette und Klavier
- Stephen Dodgson – Konzert Nr. 1 für Gitarre und Orchester[70]
- Henri Dutilleux – Serenade for La couronne de Marguerite Long
- Herbert Eimert – Fünf Stücke, elektronische Musik
- Hanns Eisler –
  - Horatios Monolog (Text: William Shakespeare), für Gesang und Klavier
  - Legende von der Entstehung des Buches Taote King (Text: Bertolt Brecht), für Gesang und Klavier
  - Vier Szenen auf dem Lande (Text: Erwin Strittmatter), für Kinder- oder Frauenstimmen und kleines Orchester
  - Von Wolkenstreifen leicht befangen (Text: Johann Wolfgang von Goethe), für Gesang und Klavier
  - Zu Brechts Tod „Die Wälder atmen noch“, für Gesang und vier Hörner
- Morton Feldman –
  - Piano Piece A
  - Piano Piece B
  - Pieces (2), für Flöte, Altflöte, Horn, Trompete, Violine und Cello
  - Pieces (3), für Streichquartett
- Kenneth Gaburo –
  - Ad te domine, für SATB Chor
  - Ave Maria, für SATB Chor
  - Elegy for a Small Orchestra
  - Laetentur caeli, für SATB Chor
  - Streichquartett
  - Terra tremuit, für SATB Chor
- Blas Galindo – Sinfonia breve, für Streichorchester
- Roberto Gerhard –
  - Lamparilla Overture für Orchester
  - Sonata für Cello und Klavier
  - Songs (7), für Sopran oder Tenor und Gitarre
- Cecil Armstrong Gibbs – Threnody
- Alberto Ginastera – Suite de danzas criollas, für Klavier (überarbeitete Version)
- Henryk Górecki –
  - Three Songs, op. 3, Liederzyklus, Text: Juliusz Słowacki, Julian Tuwim
  - Variations, op. 4
  - Quartettino, op. 5
  - Klaviersonate Nr. 1, op. 6
  - Songs of Joy and Rhythm, op. 7
  - Sonatina in One Movement, op. 8
  - Lullaby, op. 9
  - From the Bird’s Nest, op. 9a
- Camargo Guarnieri–
  - Chôro, für Klarinette und Orchester
  - Chôro, für Klavier und Orchester
  - Sonata No. 4 für Violine und Klavier
  - Sonata No. 5 für Violine und Klavier
- Carlos Guastavino –
  - La primera pregunta (El adolescente muerto), für Gesang und Klavier (Text: N. Cortese)
  - Ombú, für Gesang und Klavier (Text: N. Mileo, überarbeitet 1989)
  - Mi canto, für Gesang und Klavier (Text: Mileo)
- Ernesto Halffter – Fantasía galaica (Ballett)
- Iain Hamilton – The Bermudas, op. 33 (Text: Hamilton, Jourdain, A. Marvell), für Bariton, Chor und Orchester
- Karl Amadeus Hartmann – 1. Symphonie. Versuch eines Requiems
- Robert Helps – Études (3), für Klavier
- Hans Werner Henze –
  - Concerto per il Marigny, für Klavier, Klarinette, Bassklarinette, Horn, Trompete, Posaune, Bratsche und Cello
  - Fünf neapolitanische Lieder (Texte: anonym, 17. Jahrhundert), für Bariton und Kammerorchester
  - Maratona, Ballettsuite für zwei Jazzbands und Orchester
  - Sinfonische Etüden, für Orchester
- Alfred Hill –
  - Sinfonie Nr. 6 „Gaelic“
  - Sinfonie Nr. 7, in e-Moll
- Paul Hindemith –
  - Othmar Sch Sch Sch Schoeck, Kanon für vier Stimmen
  - 40, 40, 40, 40, es lebe hoch das Konzerthausleben, Kanon für drei Stimmen
- Alan Hovhaness –
  - God Who Is in the Fire, op. 146, für Tenor, Männerchor und Schlagzeug (revidiert 1965)
  - Greek Folk Dances (7), op. 150, für Mundharmonika und Klavier
  - Hercules, op. 56, Nr. 4, für Sopran und Violine
  - Nocturne, op. 20, Nr. 2, für Flöte und Harfe
  - Piano Sonata, op. 145
  - Sinfonie Nr. 3, op. 148
- Andrew Imbrie –
  - Introit, Gradual and Alleluia for All Saints’ Day, für Chor und Orgel
  - Little Concerto, für Klavier zu vier Händen und Orchester
- Gordon Jacob –
  - Konzert Nr. 2 für Oboe und Orchester
  - Sextett für Klavier und Bläserquintett
  - Trio für Violine, Cello und Klavier
  - Variations on „Annie Laurie“, für zwei Piccoloflöten, zwei Kontrabassklarinetten, Heckelphon, zwei Kontrafagotte, Serpent, Kontrabassserpent, Subkontrabasstuba, Harmonium und Drehleier
- Dmitri Kabalevsky –
  - Romeo and Juliet, Suite aus der Bühnenmusik, op. 56
  - Sinfonie Nr. 4, op. 54
- Wojciech Kilar –
  - Beskidy Suite für Tenor, gemischten Chor und kleines Orchester
  - Ode Béla Bartók in memoriam, für Violine, Blechbläser und Schlagzeug
  - Sinfonie Nr. 2 Sinfonia concertante für Klavier und Sinfonieorchester
- Gottfried Michael Koenig – Klangfiguren II, elektronische Musik
- Ernst Krenek –
  - Guten Morgen, Amerika, op. 159, für Chor (Text: Carl Sandburg)
  - Spiritus Intelligentiae, Sanctus, Pfingstoratorium für Sopran und Tenor mit elektronischer Musik
- Lars-Erik Larsson – Concertino für Violine
- Bruno Maderna – Notturno, elektronische Musik
- Gian-Francesco Malipiero – Dialoghi VII für zwei Klaviere und Orchester
- Frank Martin –
  - Études, für Streichorchester
  - Ouverture en hommage à Mozart, für Orchester
- Bohuslav Martinů–
  - Impromptu für zwei Klaviere
  - Legenda z dýmu bramborové (Text: Bureš), für Solostimmen, Chor, Flöte, Klarinette, Horn, Akkordeon und Klavier
  - Klavierkonzert Nr. 4, Incantation
  - Sonatina für Klarinette und Klavier
  - Sonatina für Trompete und Klavier
- Yoritsune Matsudaira – Figure sonores für Orchester
- Toshiro Mayuzumi und Makoto Moroi – Seven Variations, elektronische Musik
- Peter Mennin –
  - Concerto für Cello und Orchester
  - Sonata Concertante für Violine und Klavier
- Gian Carlo Menotti – The Unicorn, the Gorgon, and the Manticore, or The Three Sundays of a Poet
- Olivier Messiaen – Oiseaux exotiques, für Klavier, elf Bläser und sieben Schlagzeuger
- Robert Moevs – The Past Revisited, drei Stücke für unbegleitete Violine
- Frederic Mompou und Xavier Montsalvatge – Perimplinada (Ballett, nach Federico García Lorca)
- Bo Nilsson – Zwei Stücke, für Flöte, Bassklarinette, Klavier und Schlagzeug
- Luigi Nono – Il canto sospeso (Text: Briefe von Widerstandskämpfern), für Sopran, Alt, Tenor, Chor und Orchester
- Harry Partch – The Bewitched (Tanzsatire in einem Akt), Sopran, Chor, Tänzer, großes Instrumentalensemble
- Juan Carlos Paz – Música para fagot, cuerdas y batería
- Vincent Persichetti
  - Little Recorder Book, op. 70
  - Serenade Nr. 9, op. 71, für zwei Blockflöten
  - Sinfonie Nr. 6, op. 69
- Allan Pettersson – Concerto No. 2 für Streicher
- Daniel Pinkham –
  - Concerto für Violine und Orchester
  - Wedding Cantata, für Solostimmen, Chor und Instrumentalensemble
- Walter Piston –
  - Quintett für Bläser
  - Serenata für Orchester
- Quincy Porter –
  - Nocturne, Für Klavier
  - Songs (2), (Text: A. Porter)
- Francis Poulenc – Dernier poème
- Franz Reizenstein –
  - Concerto populare
  - Fantasia concertante, op. 33, für Violine und Klavier
- George Rochberg –
  - Dialogues, für Klarinette und Klavier
  - Sonata-Fantasia, für Klavier
- Ned Rorem – Sinfonie Nr. 2
- Miklós Rózsa – Concerto Für Violine
- Edmund Rubbra –
  - Klavierkonzert in G-Dur, op. 85
  - Improvisation for Violin and Orchestra, op. 89
- Giacinto Scelsi – Quattro Pezzi Su Una Nota Sola, für Kammerorchester mit 26 Musikern
- R. Murray Schafer – Minnelieder, für Mezzosopran und Bläserquintett
- Hermann Schroeder – Concerto Nr. 1 für Violine und Orchester
- William Schuman –
  - Chester Overture, für Blasorchester
  - The Lord Has a Child, für SATB-Chor oder Frauenchor oder Solostimme mit Klavier (Text: Langston Hughes)
  - New England Triptych, für Orchester
  - Rounds on Famous Words (4), für SATB Chor
- John Serry Sr. – Garden In Monaco – für Akkordeonquartett
- Roger Sessions – Klavierkonzert
- Dmitri Dmitrijewitsch Schostakowitsch –
  - Ispanskiye pesni [spanische Lieder], op. 100, für Mezzosopran und Klavier
  - Streichquartett Nr. 6 in G-Dur, op. 101
- Kaikhosru Shapurji Sorabji –
  - Passeggiata veneziana sopra la Barcarola di Offenbach, für Klavier
  - Rosario d’arabeschi, für Klavier
- Karlheinz Stockhausen –
  - Gesang der Jünglinge
  - Klavierstück XI
  - Zeitmaße, für fünf Holzbläser
- Igor Strawinsky – Choral-Variationen über das Weihnachtslied „Vom Himmel hoch da komm’ ich her“, arr. von Johann Sebastian Bach, für Chor und Orchester
- Sándor Szokolay – Violinkonzert, op. 13
- Virgil Thomson – Homage to Marya Freund and to the Harp, musikalisches Porträt für Klavier
- Michael Tippett–
  - Bonny at Morn (Bearbeitung eines nordumbrischen Volksliedes)
  - Songs from the British Isles (4), SATB Chor
- Vladimir Ussachevsky – Piece for tape recorder
- Ralph Vaughan Williams –
  - A Choral Flourish (Text aus den Psalmen), für SATB Chor, zwei Trompeten und Orgel
  - God Bless the Master of This House, für SATB Chor
  - Preludes on Welsh Folksongs (2), für Orgel
  - Sinfonie Nr. 8
  - A Vision of Aeroplanes (Text: N. Ezekiel), Motette für Chor SATB und Orgel
- Heitor Villa-Lobos – Emperor Jones (Ballett, nach Eugene O’Neill)
- William Walton – Cellokonzert
- Mieczysław Weinberg – Klaviersonate Nr. 5 in a-Moll, op. 58
- Egon Wellesz –
  - Suite für Soloklarinette, op. 74
  - Suite für Solo-Oboe, op. 76
  - Sinfonie Nr. 5, op. 75
- Charles Wuorinen – Music for orchester
- Iannis Xenakis – Pithoprakta, für Orchester

## Film

### Filmmusik (Auswahl)
| Originaltitel                 | deutscher Titel        | Besetzung                                                                              | Regie                                 | Komponist       |
| ----------------------------- | ---------------------- | -------------------------------------------------------------------------------------- | ------------------------------------- | --------------- |
| 1984                          |                        | in den Hauptrollen Edmond O’Brien, Donald Pleasence, Jan Sterling und Michael Redgrave | Michael Anderson                      | Malcolm Arnold  |
| Doublecross                   |                        | in den Hauptrollen Donald Houston, Fay Compton und William Hartnell                    | Anthony Squire                        | Edward Williams |
| The Battle of the River Plate | Panzerschiff Graf Spee | in den Hauptrollen John Gregson, Anthony Quayle und Peter Finch                        | Michael Powell und Emeric Pressburger | Brian Easdale   |

### Musikfilme (Auswahl)
| Originaltitel           | deutscher Titel            | Besetzung | Regie                       |
| ----------------------- | -------------------------- | --- | --------------------------- |
| A Touch of the Sun      |                            | in den Hauptrollen Frankie Howerd, Ruby Murray und Dennis Price                                                    | Gordon Parry                |
| Artists and Models      | Maler und Mädchen          | in den Hauptrollen Dean Martin, Jerry Lewis und Shirley MacLaine                                                   | Frank Tashlin               |
| Anything Goes           | Broadway-Zauber            | in den Hauptrollen Bing Crosby und Donald O’Connor                                                                 | Robert Lewis                |
| Carousel                | Karussell                  | in den Hauptrollen Gordon MacRae und Shirley Jones                                                                 | Henry King                  |
| High Society            | Die oberen Zehntausend     | in den Hauptrollen Bing Crosby, Grace Kelly, Frank Sinatra, Louis Armstrong und Celeste Holm                       | Charles Walters             |
| It’s a Wonderful World  |                            | in den Hauptrollen George Cole, Terence Morgan und Kathleen Harrison sowie mit Ted Heath und Dennis Lotis          | Val Guest                   |
| It’s Great to Be Young  | Wie herrlich, jung zu sein | in den Hauptrollen John Mills und Cecil Parker                                                                     | Cyril Frankel               |
| Pardners                | Wo Männer noch Männer sind | in den Hauptrollen Dean Martin, Jerry Lewis und Lori Nelson                                                        | Norman Taurog               |
| Stars in Your Eyes      |                            | in den Hauptrollen Nat Jackley, Bonar Colleano und Patricia Kirkwood                                               | Maurice Elvey               |
| The Benny Goodman Story | Die Benny Goodman Story    | in den Hauptrollen Steve Allen, Donna Reed und Berta Gersten                                                       | Valentine Davies            |
| The Court Jester        | Der Hofnarr                | in den Hauptrollen Danny Kaye, Glynis Johns, Basil Rathbone und Angela Lansbury                                    | Melvin Frank, Norman Panama |
| The Girl Can’t Help It  |                            | in den Hauptrollen Jayne Mansfield und Tom Ewell sowie mit Julie London, Ray Anthony, Fats Domino und The Platters | Frank Tashlin               |
| The King and I          | Der König und ich          | in den Hauptrollen Yul Brynner und Deborah Kerr                                                                    | Walter Lang                 |
| The Vagabond King       | König der Vagabunden       | in den Hauptrollen Kathryn Grayson, Oreste Kirkop und Rita Moreno                                                  | Michael Curtiz              |

## Geboren

### Januar
- 01. Januar: Dan Ciotoi, rumänischer Sänger und Gitarrist
- 01. Januar: Andy Gill, britischer Musiker und Musikproduzent († 2020)
- 01. Januar: Ziad Rahbani, libanesischer Komponist, Pianist, Songwriter und Theaterautor († 2025)
- 01. Januar: Sergei Starostin, russischer Jazz- und Worldklarinettist und -sänger
- 04. Januar: Alex Cline, US-amerikanischer Schlagzeuger
- 04. Januar: Nels Cline, US-amerikanischer Gitarrist (Wilco)
- 04. Januar: Oto Pestner, slowenischer Sänger und Musiker

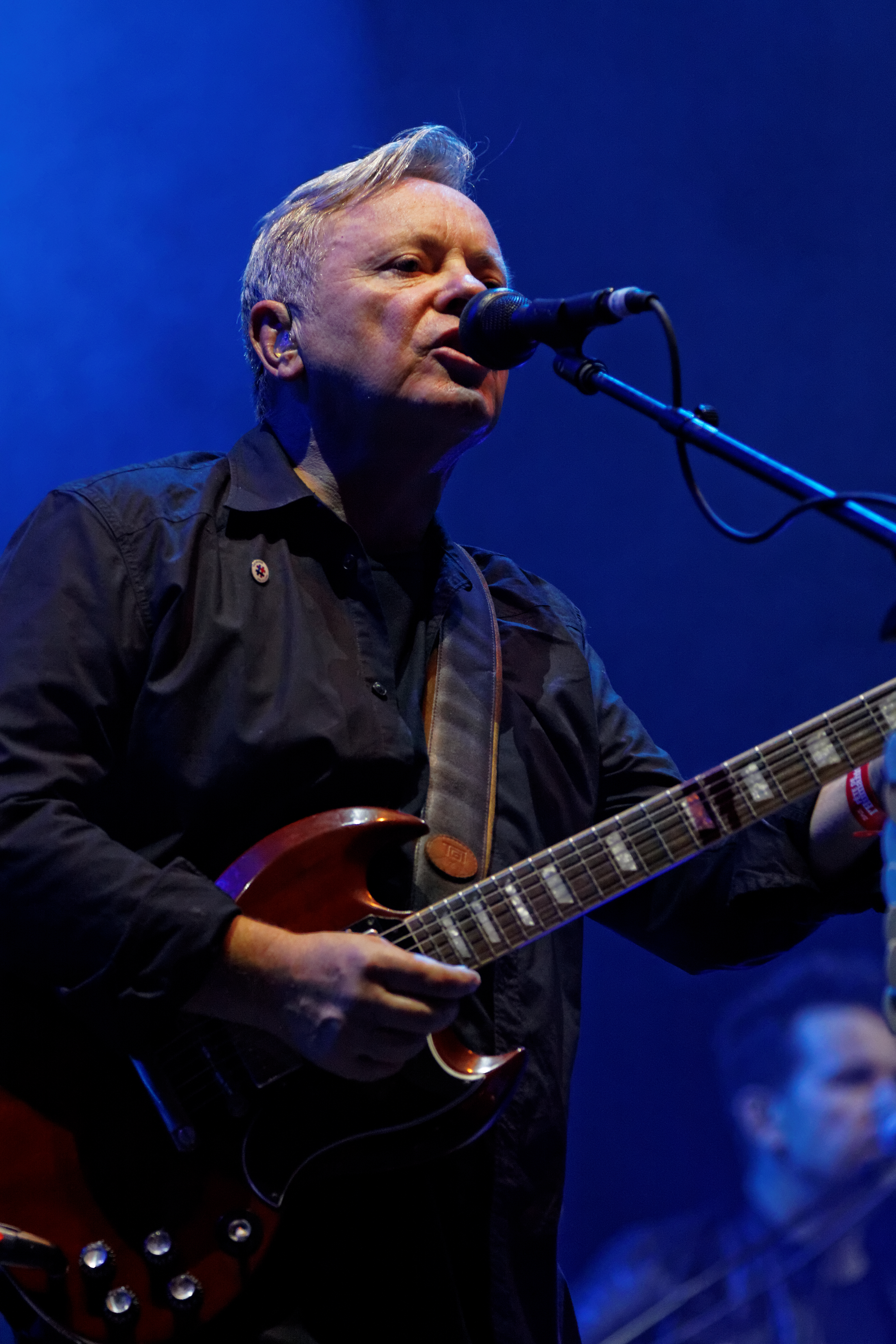
Bernard Sumner; * 4. Januar

- 04. Januar: Bernard Sumner, britischer Gitarrist, Sänger und Keyboard-Spieler
- 05. Januar: Celso Blues Boy, brasilianischer Singer-Songwriter und Gitarrist († 2012)
- 06. Januar: Alexander Baillie, britischer Cellist
- 07. Januar: Arthor von Blomberg, US-amerikanischer Schlagzeuger, Musicaldarsteller und Musikproduzent
- 07. Januar: Uwe Ochsenknecht, deutscher Schauspieler und Sänger
- 07. Januar: Herbert Willi, österreichischer Komponist
- 07. Januar: Steve Williams, US-amerikanischer Jazzmusiker
- 09. Januar: Waltraud Meier, deutsche Mezzo- und dramatische Sopranistin
- 10. Januar: Shawn Colvin, US-amerikanische Folk- und Popsängerin
- 11. Januar: Willi Girmes, deutscher Sänger und Entertainer († 2024)
- 12. Januar: Ute Freudenberg, deutsche Schlagersängerin
- 12. Januar: Nikolai Noskow, russischer Rocksänger, Komponist und Musiker
- 13. Januar: Jud Friedman, US-amerikanischer Songwriter und Hochschullehrer

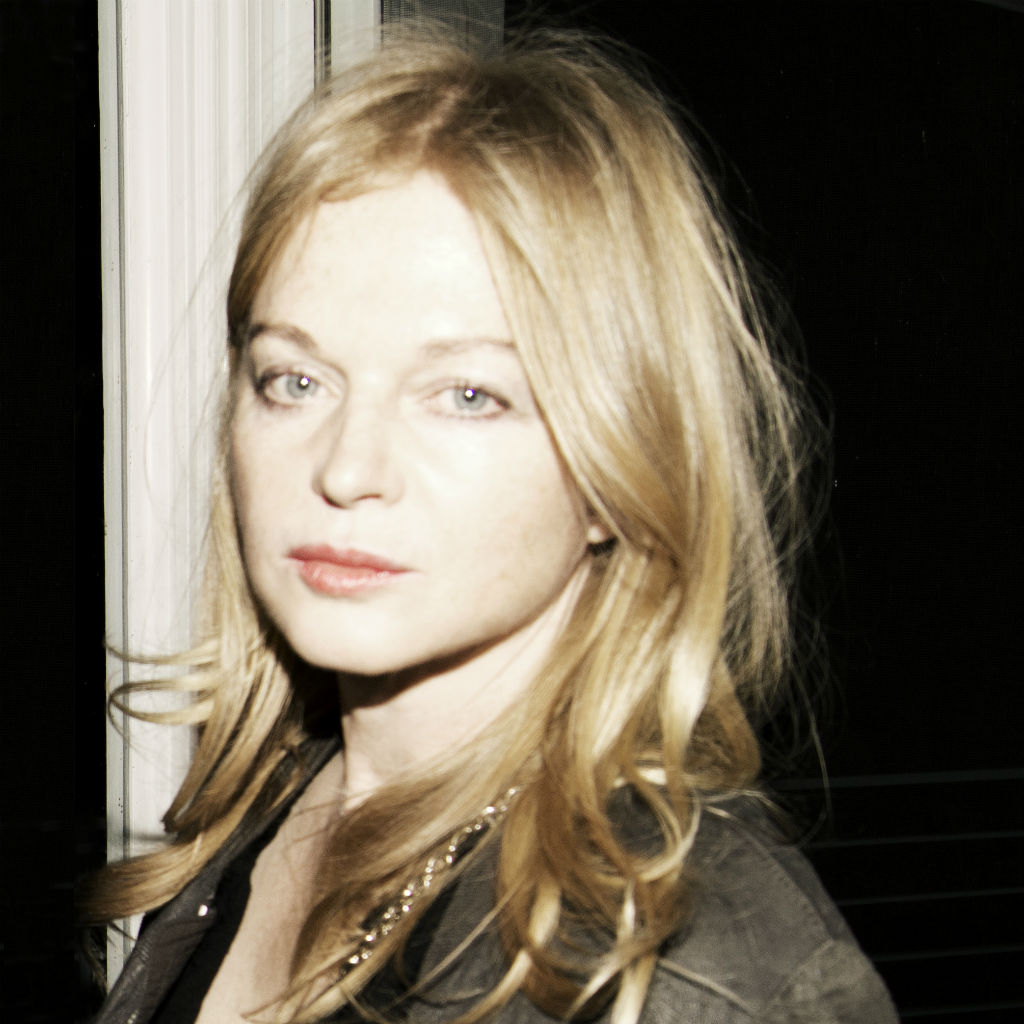
Inga Humpe; * 13. Januar

- 13. Januar: Inga Humpe, deutsche Popmusikerin
- 14. Januar: Étienne Daho, französischer Pop-Sänger
- 14. Januar: Ben Heppner, kanadischer Opernsänger
- 15. Januar: Matthias Eisenberg, deutscher Organist, Konzertcembalist und Kirchenmusiker
- 15. Januar: Jorge Fandermole, argentinischer Cantautor
- 17. Januar: Jean-Jacques, französischer Chansonsänger

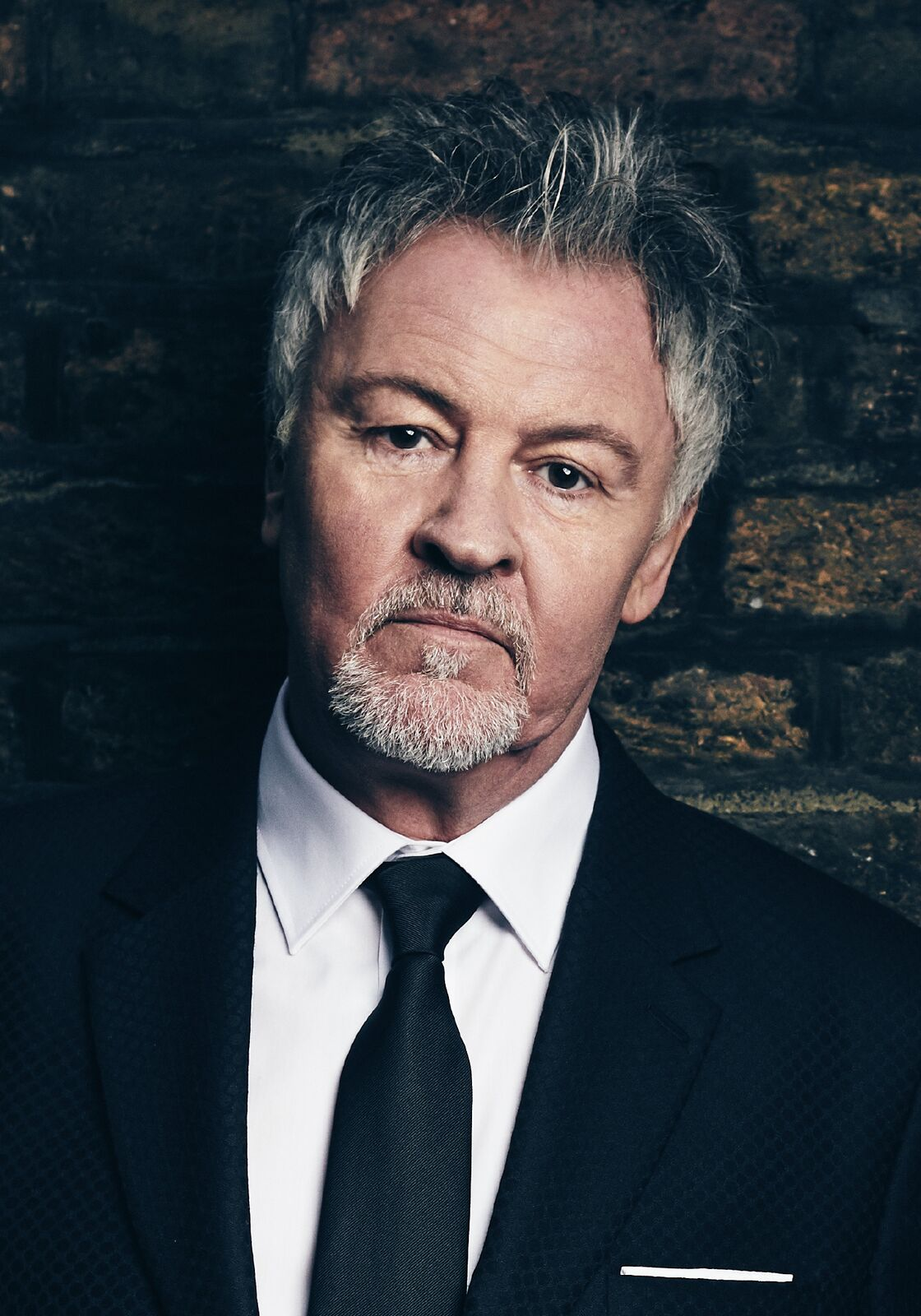
Paul Young; * 17. Januar

- 17. Januar: Paul Young, britischer Sänger und Songschreiber (Streetband)
- 18. Januar: Ralf Bursy, deutscher Sänger († 2022)
- 18. Januar: Mark Collie, US-amerikanischer Country-Musiker und Filmschauspieler
- 18. Januar: Christoph Prégardien, deutscher Tenor
- 19. Januar: Carman, US-amerikanischer Sänger christlicher Popmusik († 2021)
- 20. Januar: Kristi Stassinopoulou, griechische Sängerin
- 21. Januar: Kevin Norton, US-amerikanischer Jazzmusiker
- 22. Januar: Steve Riley, US-amerikanischer Musiker († 2023)
- 23. Januar: Ralph Carney, US-amerikanischer Saxophonist und Klarinettist († 2017)
- 23. Januar: Gerald Jatzek, österreichischer Autor und Musiker
- 23. Januar: Larysa Kuzmenko, kanadische Komponistin und Pianistin
- 23. Januar: Kazufumi Matsunaga, japanischer Gitarrist
- 24. Januar: Peter Dicke, deutscher Organist und Musikpädagoge
- 24. Januar: Mitchel Forman, US-amerikanischer Keyboarder
- 24. Januar: Hanne Krogh, norwegische Sängerin
- 24. Januar: Lounès Matoub, algerischer Sänger
- 25. Januar: Andy Cox, britischer Gitarrist (The Beat, Fine Young Cannibals)
- 26. Januar: Steve Dobrogosz, US-amerikanischer Komponist

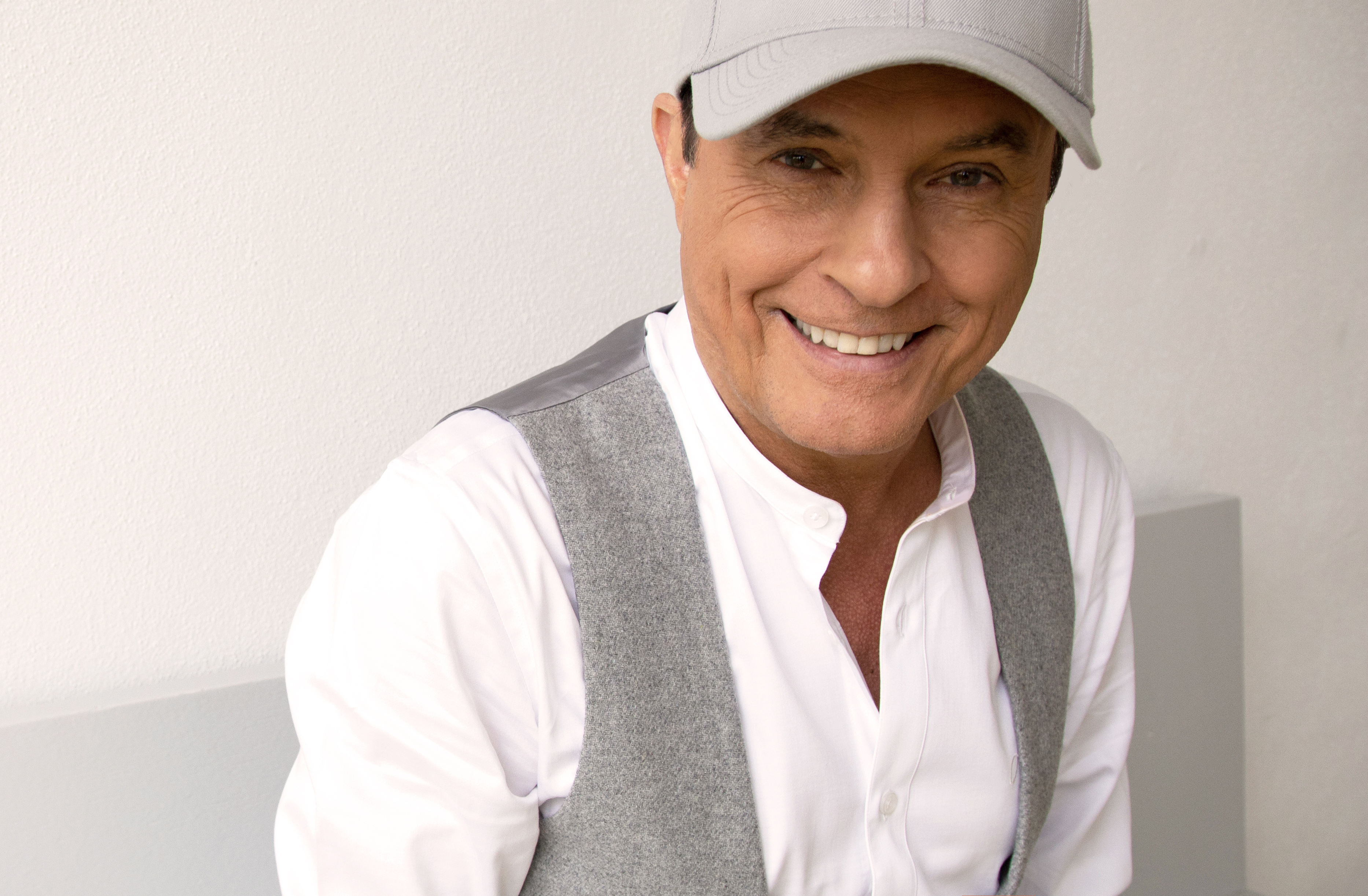
Peter Schilling; * 28. Januar

- 28. Januar: Peter Schilling, deutscher Singer-Songwriter, Buchautor und Musikproduzent
- 29. Januar: Irlene Mandrell, US-amerikanische Schauspielerin und Sängerin
- 29. Januar: Amii Stewart, US-amerikanische Pop-Sängerin, Tänzerin und Schauspielerin
- 30. Januar: Henry Doktorski, US-amerikanischer Akkordeonist

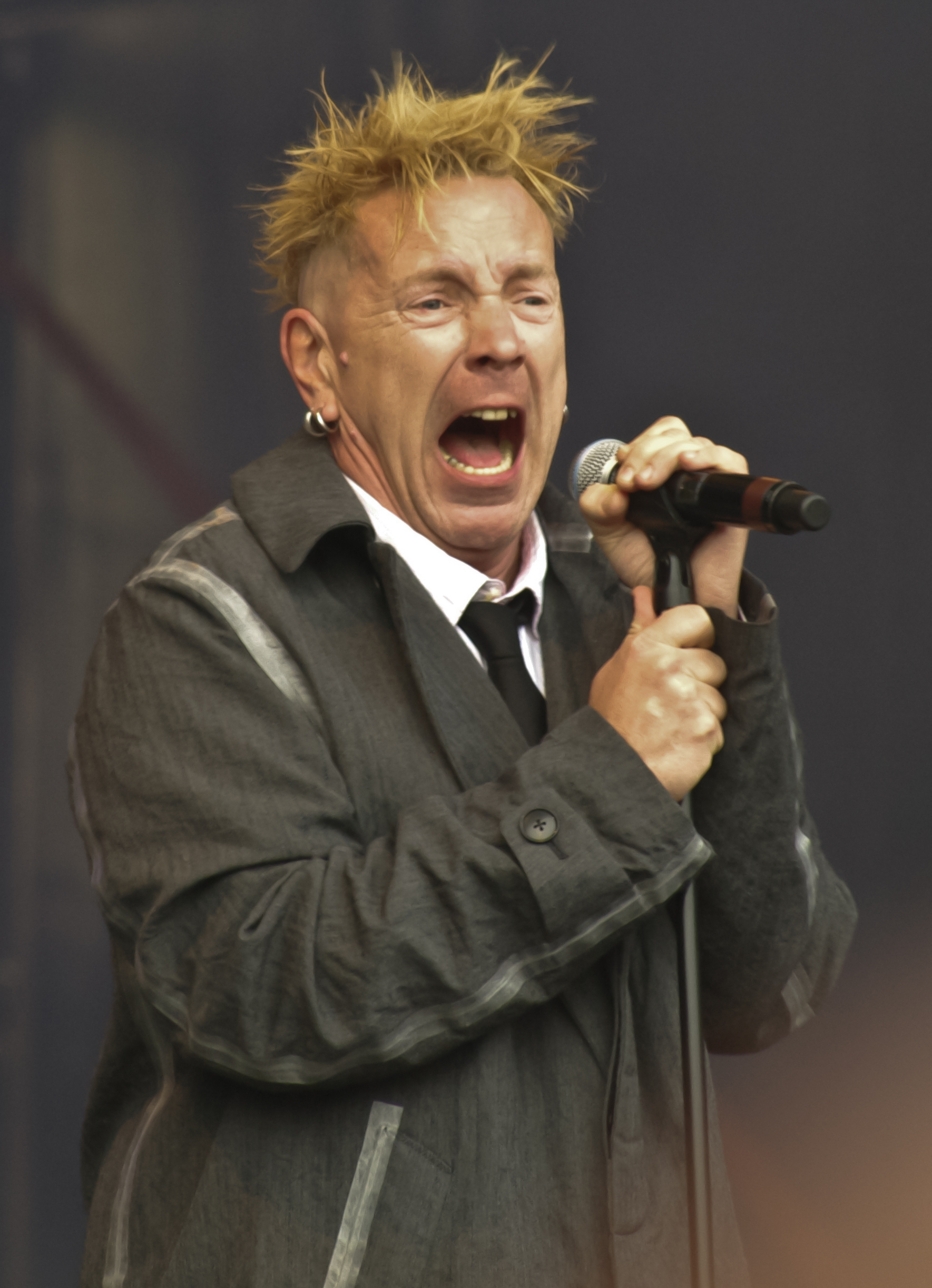
Johnny Rotten; * 31. Januar

- 31. Januar: Johnny Rotten, britischer Musiker (Sex Pistols)

### Februar
- 01. Februar: Exene Cervenka, US-amerikanische Sängerin (X, The Knitters und Auntie Christ)
- 01. Februar: Guo Wenjing, chinesischer Komponist
- 03. Februar: Nathan Lane, US-amerikanischer Musical- und Filmschauspieler
- 03. Februar: Lee Ranaldo, US-amerikanischer Gitarrist und Sänger (Sonic Youth)
- 04. Februar: Dylan Fowler, walisischer Gitarrist, Komponist und Arrangeur
- 05. Februar: Vinnie Colaiuta, US-amerikanischer Schlagzeuger
- 05. Februar: Elke Martens, deutsche Schlagersängerin, Texterin, Schauspielerin und Moderatorin
- 06. Februar: Amaury du Closel, französischer Komponist und Orchesterleiter († 2024)
- 07. Februar: Rose Marie, nordirische Sängerin († 2024)
- 07. Februar: Roman Schmeißner, österreichischer Lehrer, Organist und Orgelsachverständiger
- 07. Februar: Mark St. John, US-amerikanischer Gitarrist († 2007)
- 08. Februar: Dave Meros, US-amerikanischer Bassist (Spock’s Beard)
- 11. Februar: Didier Lockwood, französischer Jazz-Geiger und Komponist (Magma) († 2018)
- 12. Februar: Regine Dobberschütz, deutsche Sängerin und Jazz-Gastronomin
- 12. Februar: Stanislav Moša, tschechischer Regisseur, Librettist und Theaterleiter
- 12. Februar: Brian Robertson, schottischer Gitarrist (Thin Lizzy, Motörhead, Wild Horses)
- 13. Februar: Peter Hook, britischer Bassist (Joy Division, New Order)
- 14. Februar: Geoff Goodman, US-amerikanischer Jazzgitarrist
- 15. Februar: Christian Franke, deutscher Schlagersänger und Produzent

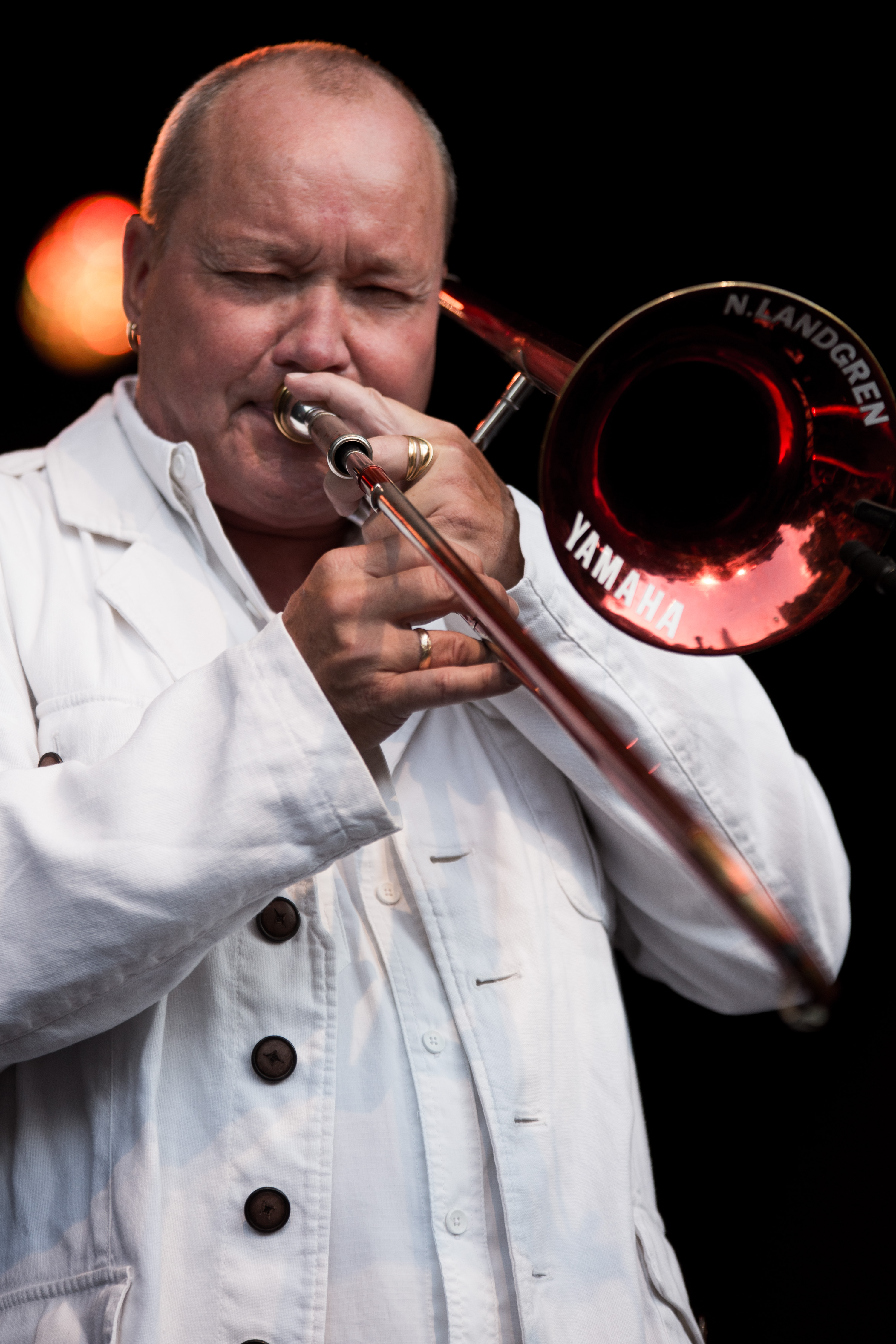
Nils Landgren; * 15. Februar

- 15. Februar: Nils Landgren, schwedischer Jazzmusiker, Posaunist
- 16. Februar: Sibylle Pomorin, deutsche Jazzmusikerin und Komponistin
- 17. Februar: Jeffrey Foskett, US-amerikanischer Musiker († 2023)
- 18. Februar: Ted Gärdestad, schwedischer Sänger, Musiker und Komponist († 1997)
- 19. Februar: Fiordaliso, italienische Sängerin
- 20. Februar: Riccardo Del Fra, italienischer Jazz-Bassist, Komponist und Arrangeur
- 20. Februar: Romana Vaccaro, tschechisch-deutsche Opernsängerin (Sopran) († 2024)
- 21. Februar: Kali, französischer Sänger und Banjo-Spieler aus Martinique

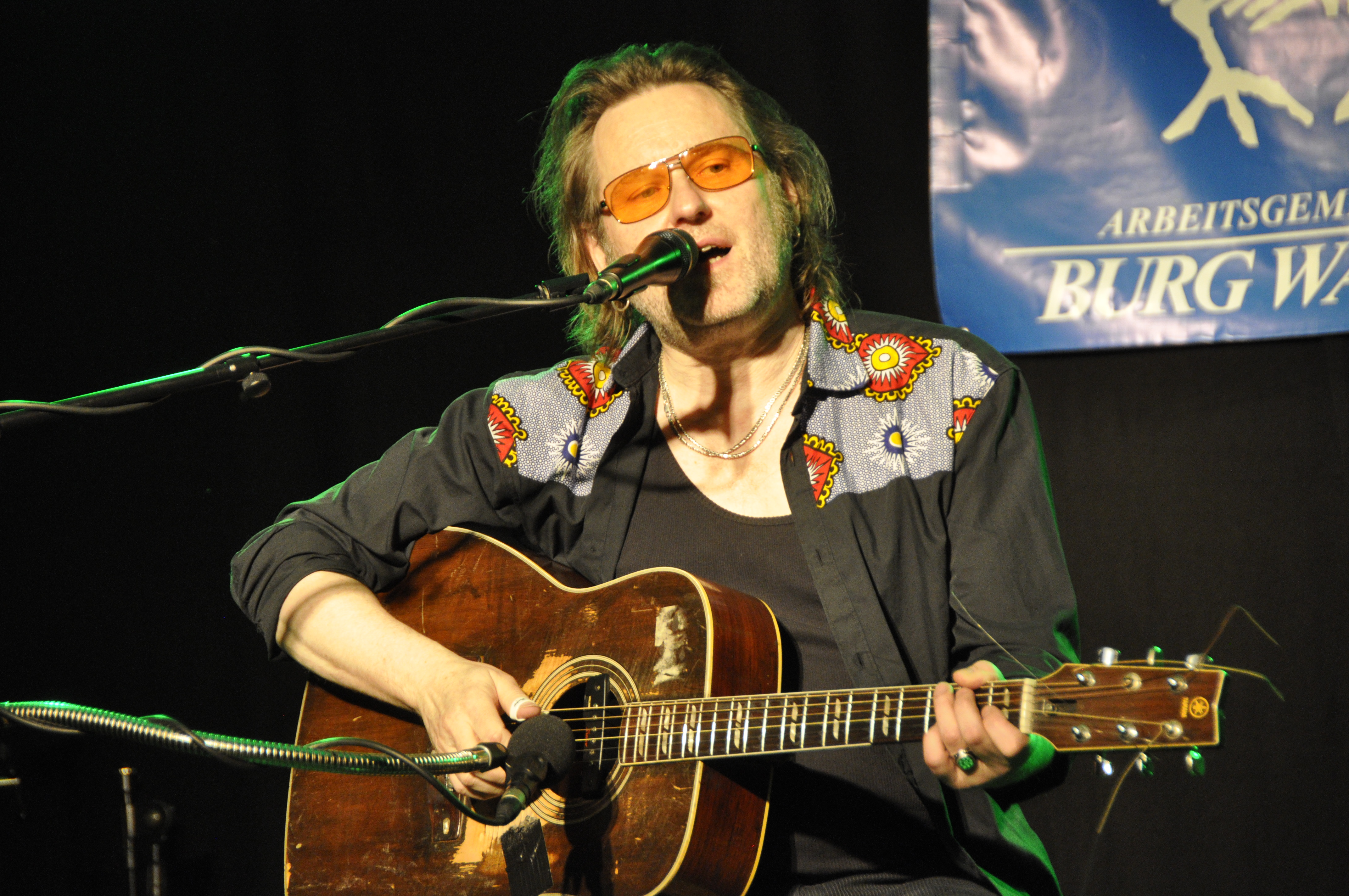
Stefan Stoppok; * 21. Februar

- 21. Februar: Stefan Stoppok, deutscher Musiker
- 23. Februar: Sam Auinger, österreichischer Komponist und Klangkünstler
- 26. Februar: Keisuke Kuwata, japanischer Musiker
- 28. Februar: Jens Wendelboe, norwegischer Posaunist, Komponist und Orchesterleiter
- 29. Februar: Rudolf Volz, deutscher Autor für Musiktheater

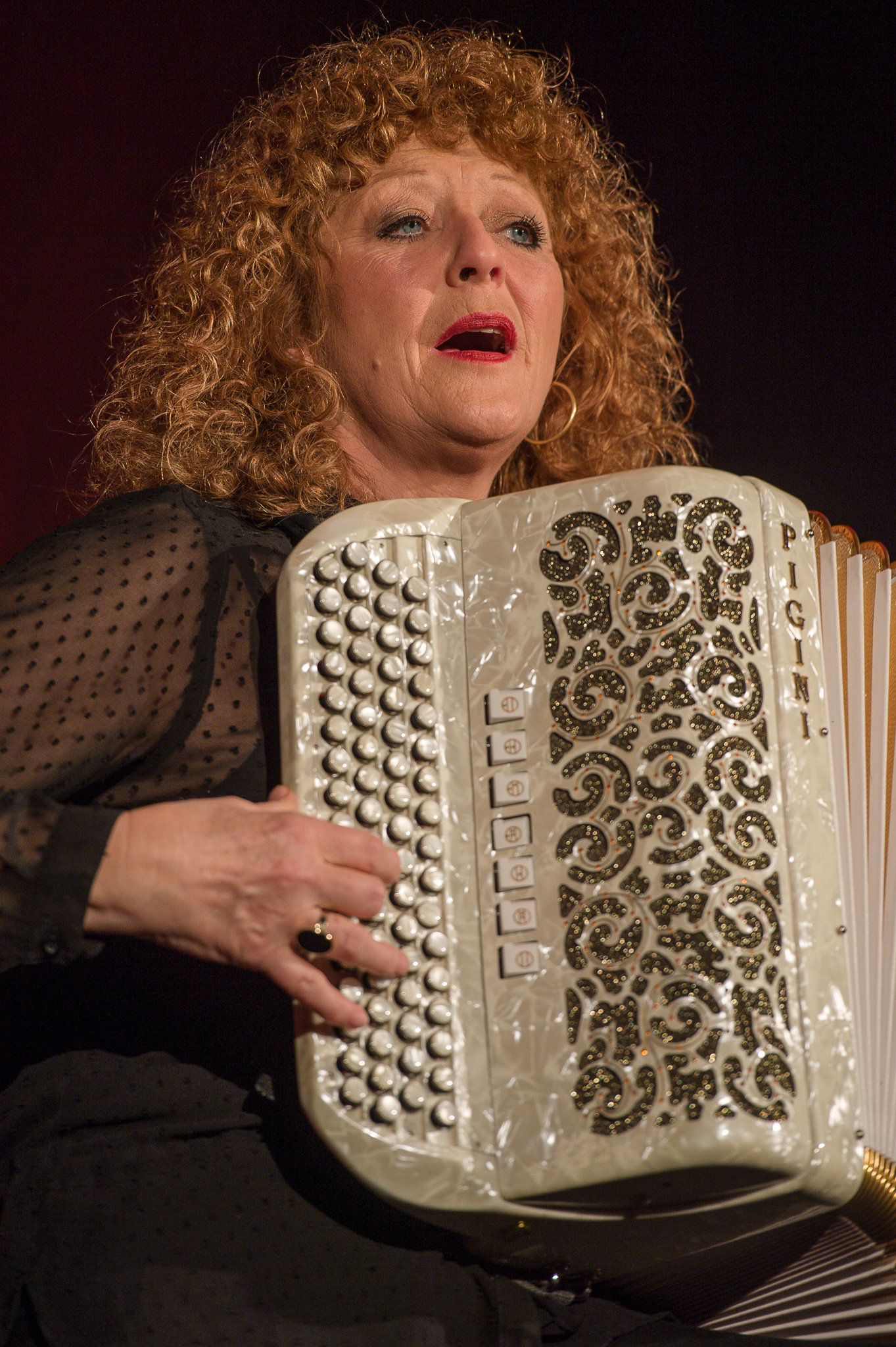
Lydie Auvray; * Februar

- 00. Februar: Lydie Auvray, französische Akkordeonistin und Sängerin

### März
- 01. März: Richard Wester, deutscher Saxophonist und Komponist
- 02. März: John Cowsill, US-amerikanische Musiker (The Cowsills)
- 02. März: Mark Evans, australischer Bassist
- 02. März: Danilo Terenzi, italienischer Jazzmusiker († 1995)
- 04. März: Kermit Driscoll, US-amerikanischer Jazzbassist
- 05. März: Steve Arrington, US-amerikanischer Sänger, Songwriter und Schlagzeuger
- 05. März: Teena Marie, US-amerikanische R&B- und Soul-Sängerin († 2010)
- 07. März: Daniel Dorff, US-amerikanischer Komponist
- 08. März: Rubby Pérez, dominikanischer Merengue-Sänger († 2025)
- 09. März: Sergej Larin, russischer Opernsänger (Tenor) († 2008)

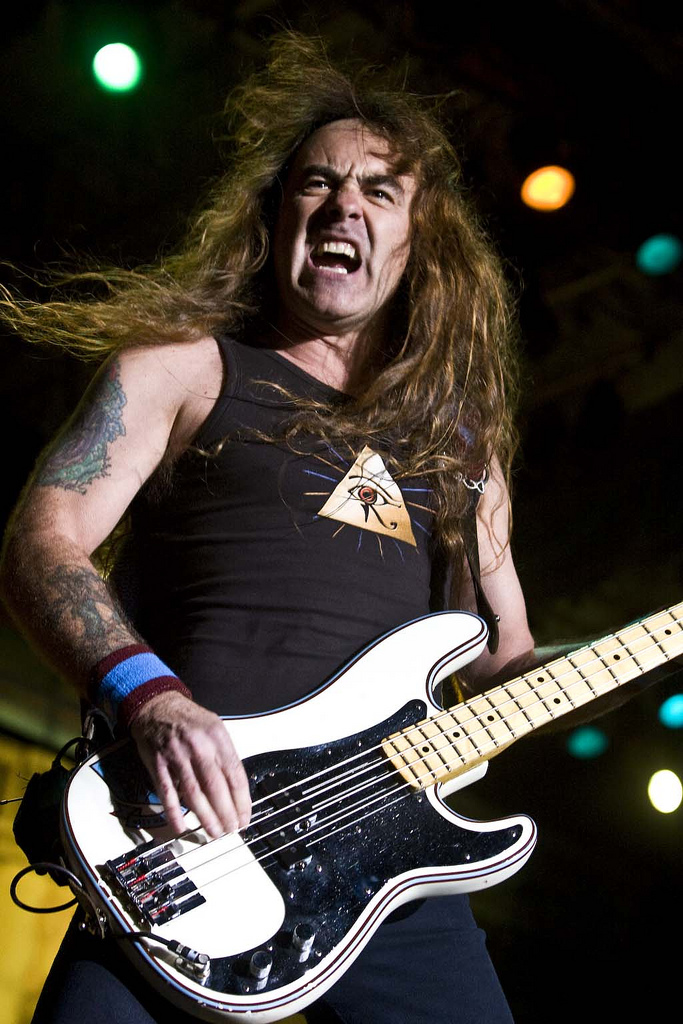
Steve Harris; * 12. März

- 12. März: Steve Harris, britischer Musiker (Iron Maiden)
- 13. März: John Frandsen, dänischer Komponist und Organist
- 16. März: Vladimír Godár, slowakischer Komponist und Musikwissenschaftler
- 18. März: Eduardo Alonso-Crespo, argentinischer Komponist und Dirigent
- 19. März: Raoul Björkenheim, finnisch-amerikanischer Jazz- und Fusion-Gitarrist
- 20. März: Timothy Mahr, US-amerikanischer Komponist und Musikpädagoge
- 26. März: Charly McClain, US-amerikanische Country-Sängerin
- 31. März: Claus Fabian, deutscher Musikproduzent, Schlagzeuger und Sänger

### April
- 02. April: Károly Binder, ungarischer Pianist und Komponist
- 03. April: Christoph Adt, deutscher Dirigent und Orchesterpädagoge
- 03. April: Tessa Souter, britische Journalistin, Jazzsängerin und Liedtexterin
- 03. April: Judie Tzuke, britische Sängerin und Songschreiberin
- 04. April: Gary Smulyan, US-amerikanischer Baritonsaxophonist
- 08. April: Justin Sullivan, britischer Musiker
- 09. April: Michael Hashim, US-amerikanischer Tenorsaxophonist

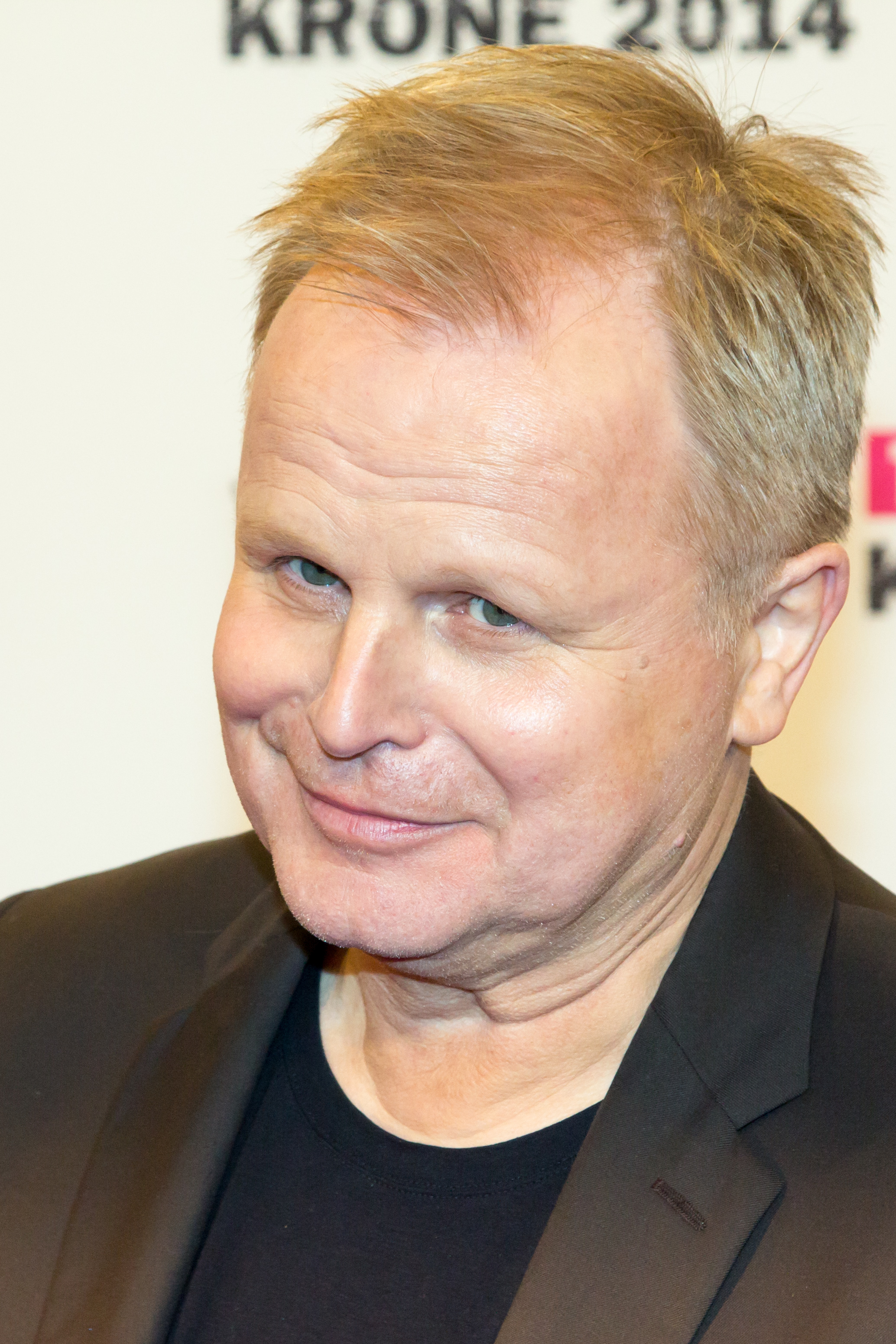
Herbert Grönemeyer; * 12. April

- 12. April: Herbert Grönemeyer, deutscher Musiker, Musikproduzent, Sänger, Komponist, Texter und Schauspieler
- 14. April: Barbara Bonney, US-amerikanische Sopranistin
- 16. April: T Lavitz, US-amerikanischer Keyboarder, Komponist und Produzent († 2010)
- 16. April: Gabriel Senanes, argentinischer Komponist
- 16. April: Andres Uibo, estnischer Komponist, Organist und Hochschullehrer
- 17. April: Patrick Gallois, französischer klassischer Flötist und Dirigent
- 19. April: Denardo Coleman, US-amerikanischer Jazzschlagzeuger und -produzent
- 19. April: Paul Day, britischer Sänger († 2025)
- 22. April: Jukka-Pekka Saraste, finnischer Dirigent
- 25. April: Helge Antoni, schwedischer Pianist
- 26. April: Wojciech Konikiewicz, polnischer Komponist, Jazz- und Improvisationsmusiker
- 27. April: Dagmar Patrasová, tschechische Film- und Fernsehschauspielerin, Sängerin und Moderatorin

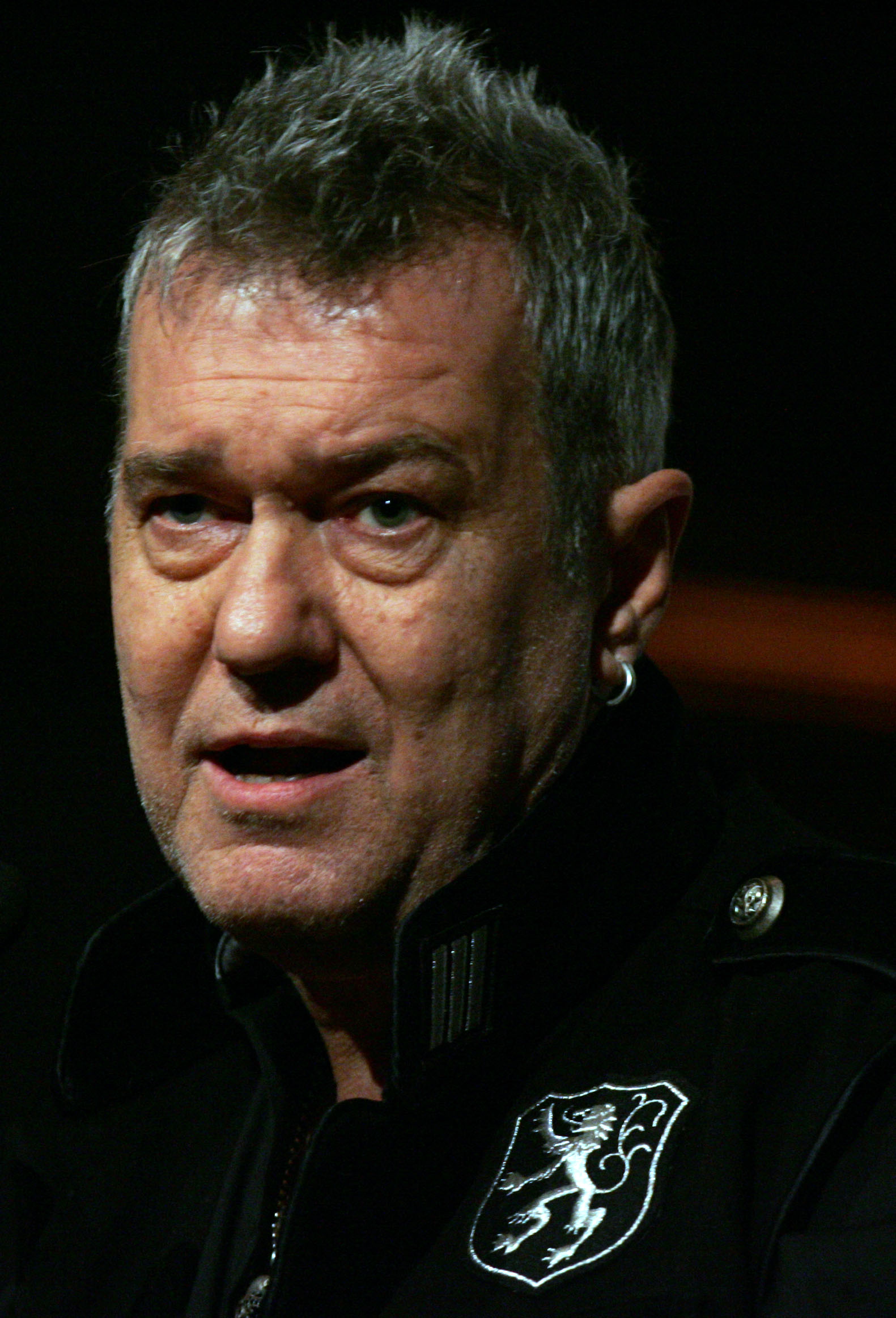
Jimmy Barnes; * 28. April

- 28. April: Jimmy Barnes, australischer Rocksänger
- 29. April: Morgan Lindstrøm, norwegischer Künstler und Komponist
- 29. April: Johnny Reinhard, US-amerikanischer Fagottist und Komponist
- 29. April: Ketil Stokkan, norwegischer Sänger

### Mai
- 02. Mai: Werner Pees, deutscher Musikdirektor und Domkapellmeister
- 04. Mai: Sharon Jones, US-amerikanische Soul- und Funk-Sängerin († 2016)
- 06. Mai: John Leavitt, US-amerikanischer Komponist, Dirigent, Pianist und Musikpädagoge
- 07. Mai: Anne Dudley, britische Komponistin und Popmusikerin
- 08. Mai: Jean-Marc Jafet, französischer Jazz- und Fusionmusiker (Bassgitarre, Kontrabass, Komposition)
- 12. Mai: Greg Phillinganes, US-amerikanischer Session-Keyboarder
- 13. Mai: Vânia Bastos, brasilianische Sängerin
- 14. Mai: Bruce Forman, US-amerikanischer Jazzmusiker
- 15. Mai: Mathias Claus, deutscher Jazzpianist und Komponist
- 17. Mai: Ralphe Armstrong, US-amerikanischer Fusion- und Jazz-Bassist
- 18. Mai: Jim Moginie, australischer Rockgitarrist (Midnight Oil)

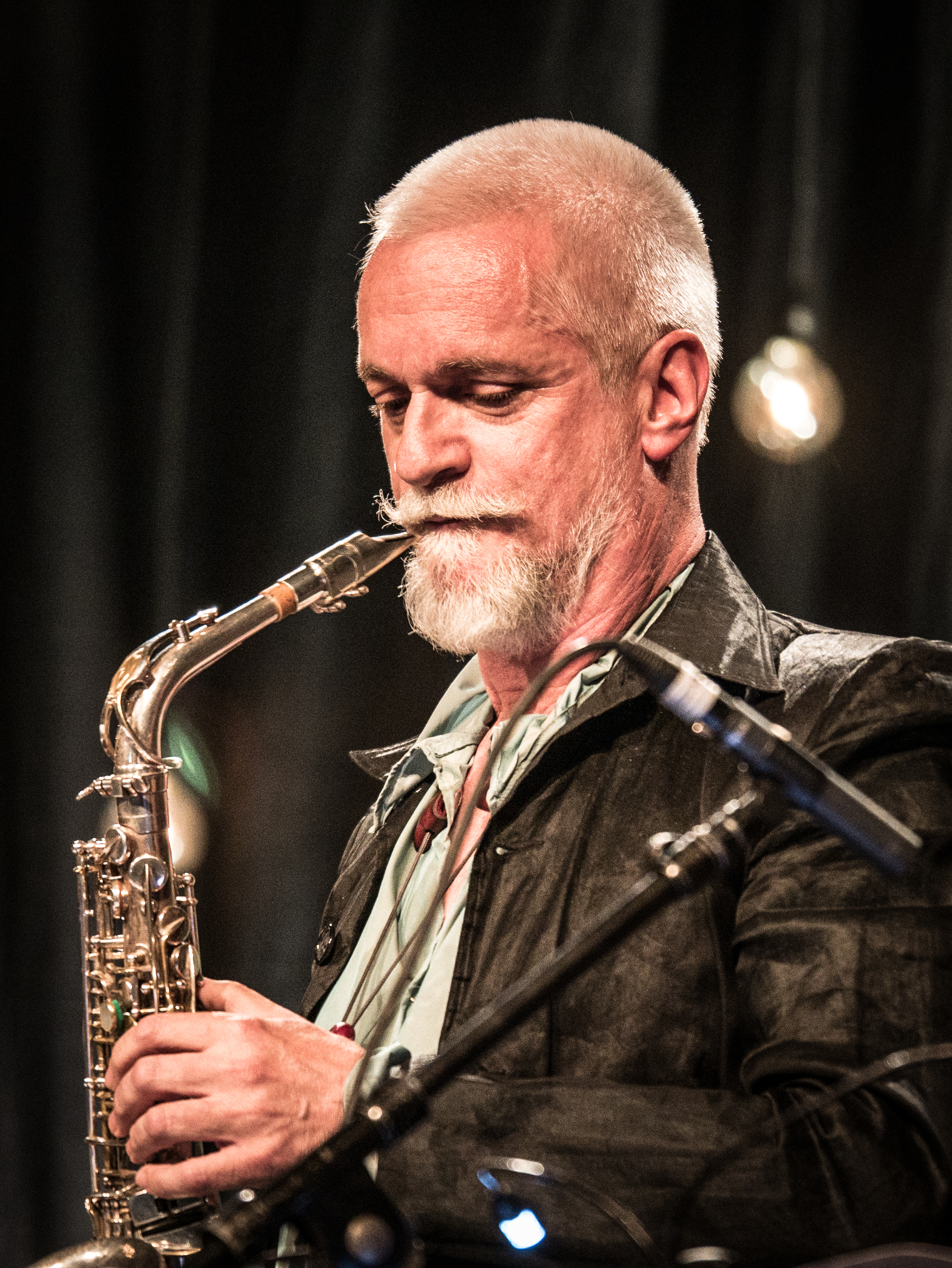
Wolfgang Puschnig; * 21. Mai

- 21. Mai: Wolfgang Puschnig, österreichischer Jazzmusiker
- 22. Mai: Dennie Christian, deutscher Schlagersänger
- 25. Mai: Peteco Carabajal, argentinischer Komponist, Songwriter und Allround-Musiker
- 25. Mai: Sugar Minott, jamaikanischer Reggae- und Dancehall-Künstler († 2010)
- 25. Mai: Helen Terry, britische Popsängerin und Fernsehproduzentin
- 26. Mai: Quanti Bomani, US-amerikanischer Multiinstrumentalist und Komponist
- 28. Mai: Jerry Douglas, US-amerikanischer Countrymusiker und Produzent

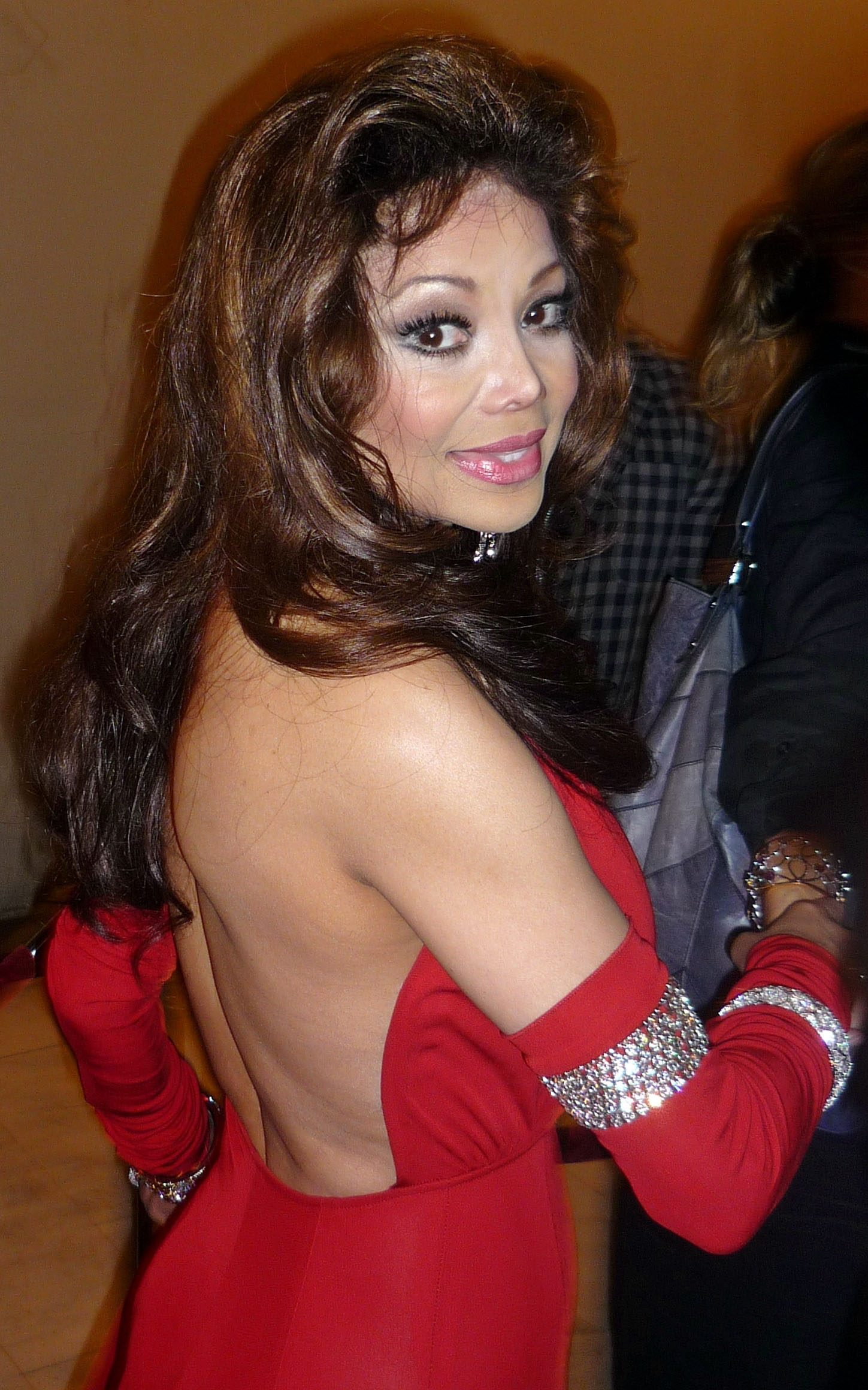
La Toya Jackson; * 29. Mai

- 29. Mai: La Toya Jackson, US-amerikanische Musikerin
- 30. Mai: Michael Lion, deutscher Opernsänger († 2025)
- 00. Mai: Tony Banda, US-amerikanischer Jazzmusiker (Bass)

### Juni
- 01. Juni: Stephan Barratt-Due, norwegischer Geiger und Musikpädagoge
- 03. Juni: Lynne Dawson, britische Sopranistin
- 03. Juni: Danny Wilde, US-amerikanischer Sänger und Gitarrist (The Quick und The Rembrandts)
- 05. Juni: Richard Butler, britischer Sänger und Songwriter

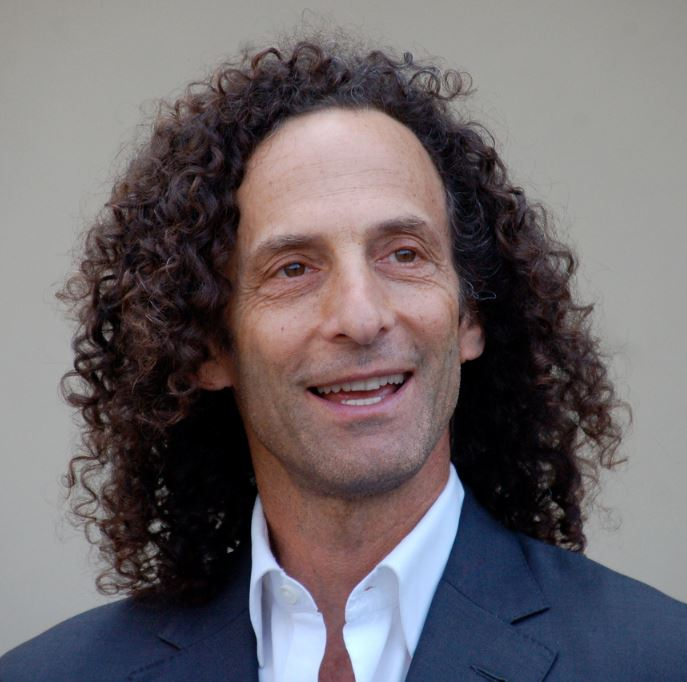
Kenny G; * 5. Juni

- 05. Juni: Kenny G, US-amerikanischer Sopransaxophonist
- 05. Juni: Keith Marshall, britischer Sänger, Gitarrist und Songwriter
- 06. Juni: Bubbi Morthens, isländischer Liedermacher
- 07. Juni: Eugenia León, mexikanische Sängerin und Schauspielerin
- 08. Juni: Uri Caine, US-amerikanischer Pianist und Keyboarder
- 11. Juni: Jamaaladeen Tacuma, US-amerikanischer Jazz- und Improvisationsmusiker
- 12. Juni: Michael Angelo Batio, US-amerikanischer Rockgitarrist
- 12. Juni: Onutė Narbutaitė, litauische Komponistin
- 14. Juni: Juan Carlos Baglietto, argentinischer Singer-Songwriter
- 18. Juni: Dina, portugiesische Pop-Rock-Sängerin († 2019)
- 18. Juni: Karl Mittermaier, italienischer Autor, Journalist und Musiker
- 18. Juni: Stefano Scodanibbio, italienischer Komponist († 2012)
- 18. Juni: John Scott, britischer Organist († 2015)
- 19. Juni: Aaron Scott, US-amerikanischer Komponist und Schlagzeuger
- 19. Juni: Doug Stone, US-amerikanischer Country-Musiker
- 21. Juni: Ragnhild Berstad, norwegische Komponistin
- 21. Juni: Rob Bowman, kanadischer Musikwissenschaftler, Autor, Produzent und Moderator
- 21. Juni: Samuel Zyman, mexikanischer Komponist und Musikpädagoge
- 22. Juni: Derek Forbes, schottischer Bassist
- 23. Juni: Randy Jackson, US-amerikanischer Bassist, Sänger und Musikproduzent
- 24. Juni: Michael Coleman, US-amerikanischer Musiker († 2014)
- 26. Juni: Bill Cunliffe, US-amerikanischer Jazzmusiker und Komponist
- 26. Juni: Chris Isaak, US-amerikanischer Sänger und Filmschauspieler
- 26. Juni: Rony Verbiest, belgischer Akkordeonist († 2024)

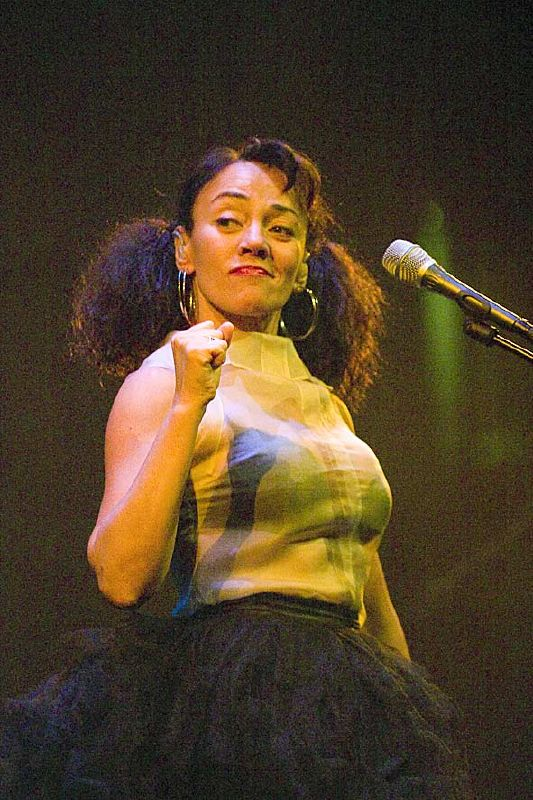
Maria João; * 27. Juni

- 27. Juni: Maria João, portugiesische Sängerin
- 28. Juni: Helmut Kickton, deutscher Kirchenmusiker
- 29. Juni: Britta Neander, deutsche Musikerin († 2004)
- 30. Juni: Ronald Winans, US-amerikanischer Gospelsänger († 2005)
- 00. Juni: Chi-chi Nwanoku, britischer Kontrabasses

### Juli
- 01. Juli: Disco King Mario, US-amerikanischer Hip-Hop-Pionier († um 1994)
- 02. Juli: Marga Bult, niederländische Sängerin
- 03. Juli: Bob McChesney, US-amerikanischer Jazz- und Studiomusiker (Posaune, Komposition)
- 03. Juli: Jorge Luis Prats, kubanischer Pianist
- 05. Juli: Terry Chimes, britischer Punk-Musiker (The Clash)
- 05. Juli: Billy Jenkins, britischer Gitarrist und Komponist
- 06. Juli: John Jorgenson, US-amerikanischer Gitarrist
- 12. Juli: Julie Miller, US-amerikanische Sängerin
- 12. Juli: Sandi Patty, US-amerikanische Gospelsängerin
- 13. Juli: Pamela Z, US-amerikanische Musikerin, Klang- und Medienkünstlerin
- 15. Juli: Ian Curtis, britischer Sänger (Joy Division) († 1980)
- 15. Juli: Gérard Lesne, französischer Countertenor

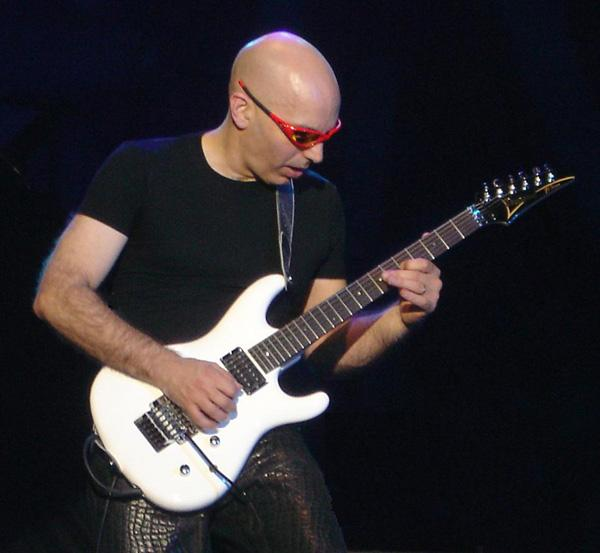
Joe Satriani; * 15. Juli

- 15. Juli: Joe Satriani, US-amerikanischer Rockgitarrist
- 17. Juli: Lucien Barbarin, US-amerikanischer Jazz-Posaunist

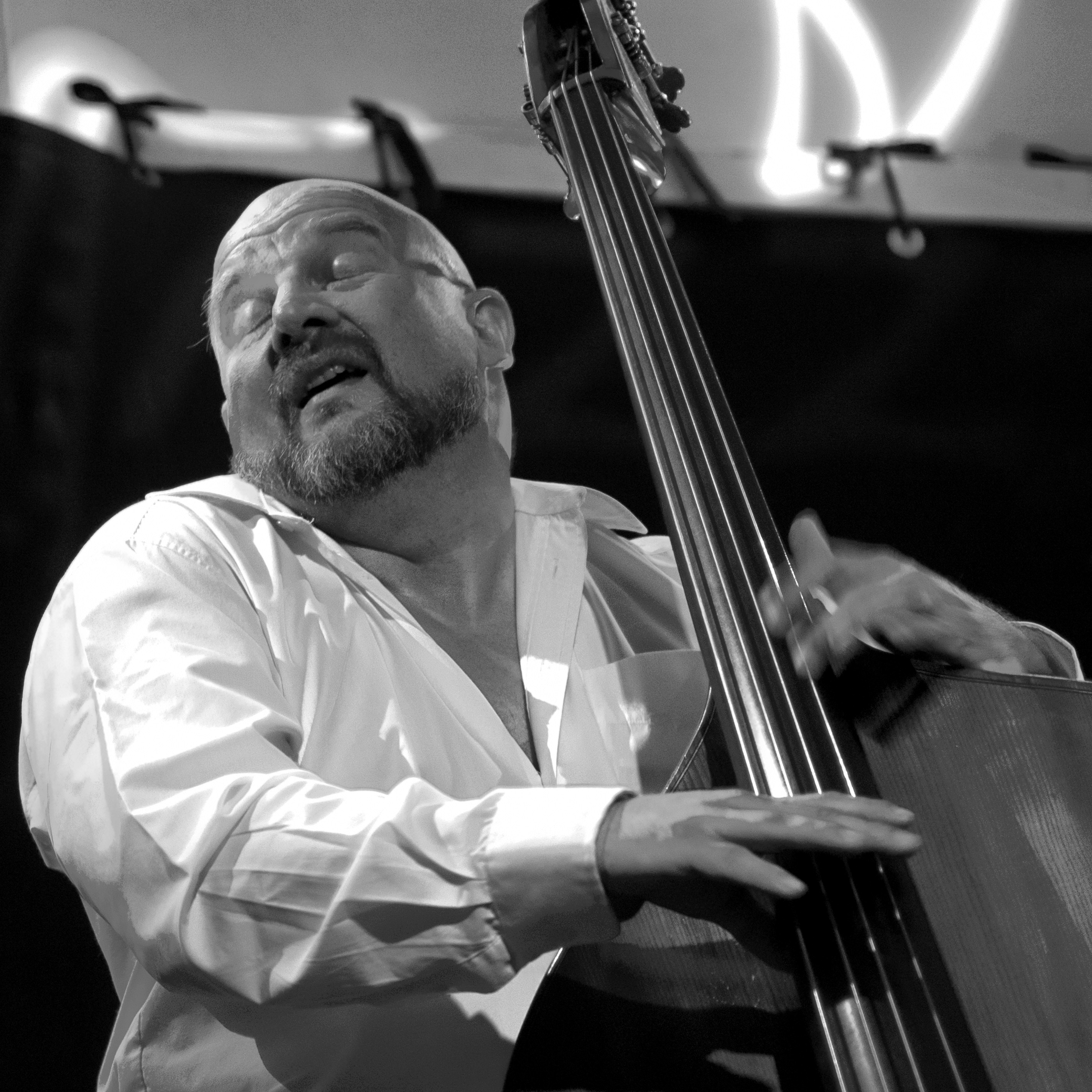
Hein van de Geyn; * 18. Juli

- 18. Juli: Hein van de Geyn, niederländischer Jazzbassist
- 19. Juli: Marit Sandvik, norwegische Jazzsängerin

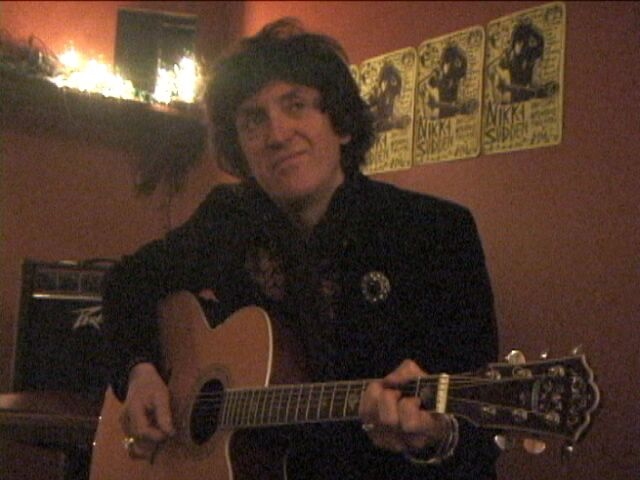
Nikki Sudden; * 19. Juli

- 19. Juli: Nikki Sudden, britischer Musiker, Sänger, Gitarrist, Produzent und Singer-Songwriter (Jacobites, Swell Maps) († 2006)
- 19. Juli: Juliane Werding, deutsche Schlagersängerin
- 20. Juli: Paul Cook, britischer Schlagzeuger (Sex Pistols, The Professionals, Chiefs of Relief, Man Raze)
- 20. Juli: Michael Gordon, US-amerikanischer Komponist
- 20. Juli: Ivo Medek, tschechischer Komponist und Musikpädagoge
- 21. Juli: Helmut Engel, deutscher Jazzmusiker, Komponist und Dozent
- 21. Juli: Franklin Kiermyer, kanadischer Jazz-Schlagzeuger, Komponist und Bandleader
- 22. Juli: Mick Pointer, britischer Schlagzeuger
- 24. Juli: Denis Colin, französischer Jazzmusiker und Komponist
- 26. Juli: Scott Hendricks, US-amerikanischer Musikproduzent
- 26. Juli: Wayne Krantz, US-amerikanischer Gitarrist
- 27. Juli: Deirdre Cartwright, britische Fusiongitarristin

### August
- 01. August: Steve Green, US-amerikanischer Sänger
- 03. August: Ian Crichton, kanadischer Gitarrist (Saga)
- 03. August: Graeme Koehne, australischer Komponist und Hochschullehrer
- 04. August: Frederic Glesser, US-amerikanischer Komponist und Flötist
- 05. August: Carmen Anhorn, Schweizer Sängerin (Sopran, Mezzosopran)
- 06. August: Walter Prati, italienischer Komponist und Improvisationsmusiker (Cello)
- 08. August: Chris Foreman, britischer Musiker (Madness)
- 08. August: David Grant, britischer Sänger und Sprachtrainer
- 08. August: Nathan Wang, US-amerikanischer Komponist
- 09. August: Virgil Moorefield, US-amerikanischer Komponist, Schlagzeuger, Multimediakünstler und Buchautor
- 10. August: Stan LePard, US-amerikanischer Komponist, Orchestrator und Sound Designer († 2021)
- 10. August: Lars Martin Myhre, norwegischer Komponist, Gitarrist, Pianist, Sänger und Produzent
- 10. August: Walter Wigand, deutscher Synchronsprecher, Hörspielsprecher, Schauspieler und Musikproduzent
- 12. August: Danny Shirley, US-amerikanischer Countrysänger (Confederate Railroad)

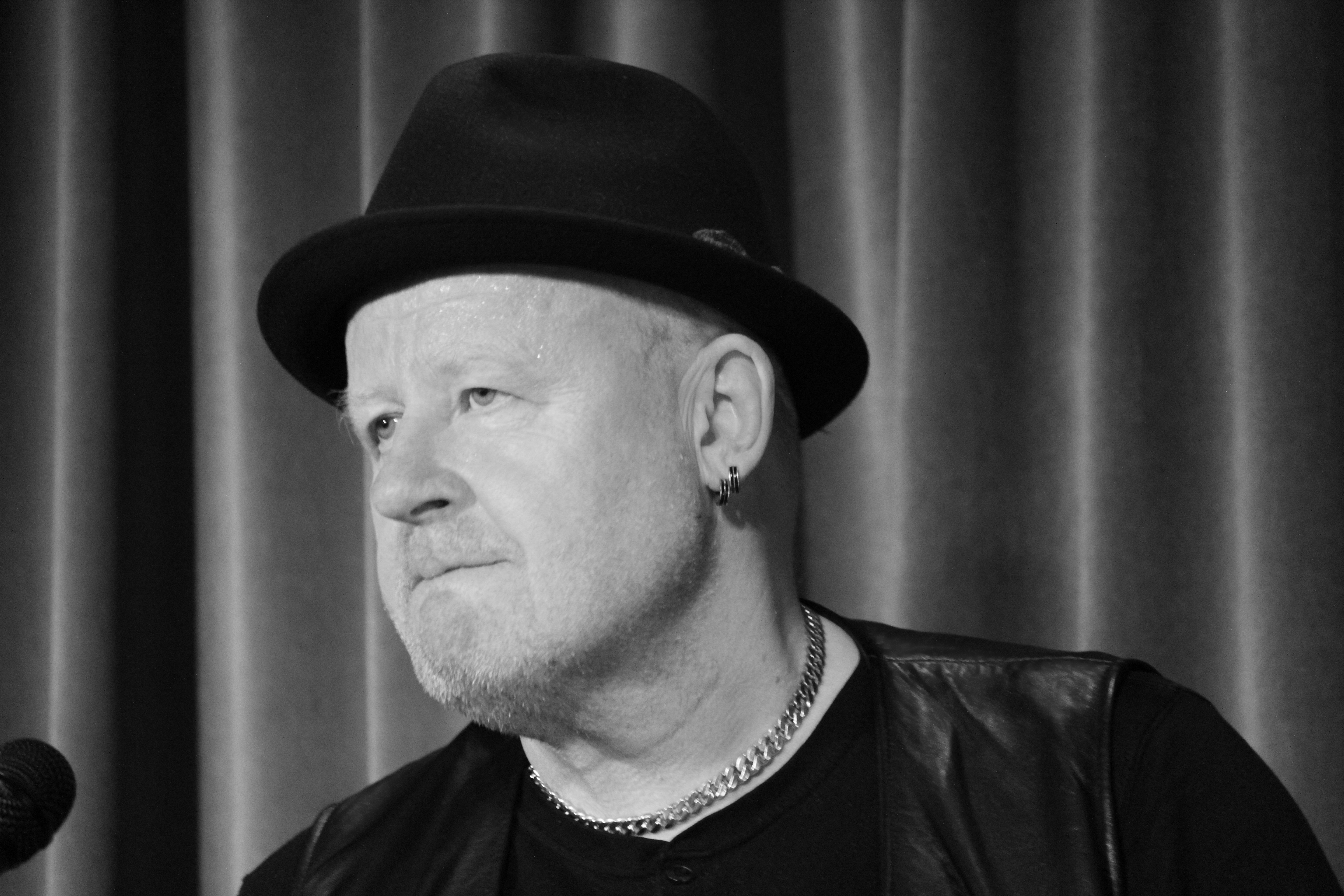
Gast Waltzing; * 13. August

- 13. August: Gast Waltzing, luxemburgischer Komponist und Musiker
- 14. August: Rainer Römer, deutscher Schlagzeuger, Musikhochschulprofessor und Hörspielautor
- 15. August: Lorraine Desmarais, kanadische Jazzpianistin und Hochschullehrerin
- 15. August: Russ Tolman, US-amerikanischer Singer-Songwriter, Sänger, Gitarrist, Komponist, Texter und Musikproduzent

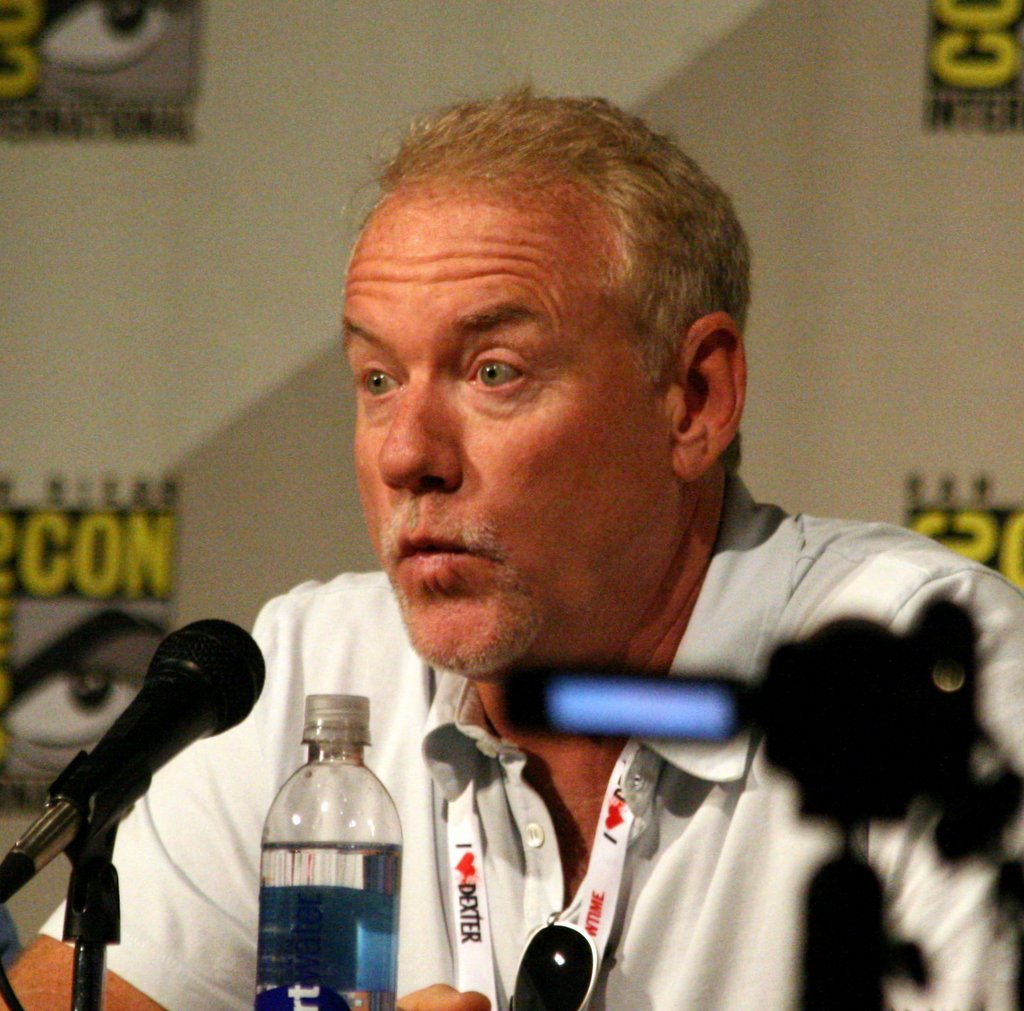
John Debney; * 18. August

- 18. August: John Debney, US-amerikanischer Filmkomponist
- 18. August: Jon "Bermuda" Schwartz, US-amerikanischer Schlagzeuger
- 18. August: Kelly Willard, US-amerikanischer Sänger

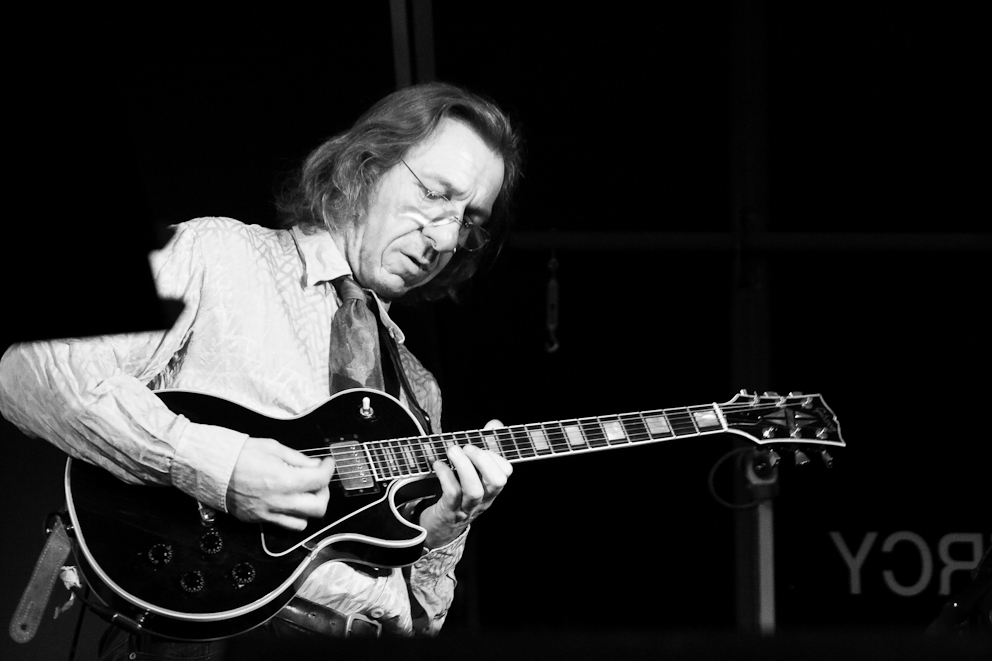
Claude Barthélémy; * 22. August

- 22. August: Claude Barthélemy, französischer Gitarrist, Komponist, Arrangeur und Bigband-Leiter
- 24. August: Mimi Fox, US-amerikanische Jazzmusikerin
- 26. August: Sally Beamish, britische Komponistin und Violinistin
- 27. August: Glen Matlock, britischer Bassist (Sex Pistols)
- 29. August: GG Allin, US-amerikanischer Rock- und Punkmusiker († 1993)
- 29. August: Doug Raney, US-amerikanischer Jazzgitarrist († 2016)
- 30. August: Ismaël Lô, senegalesischer Musiker

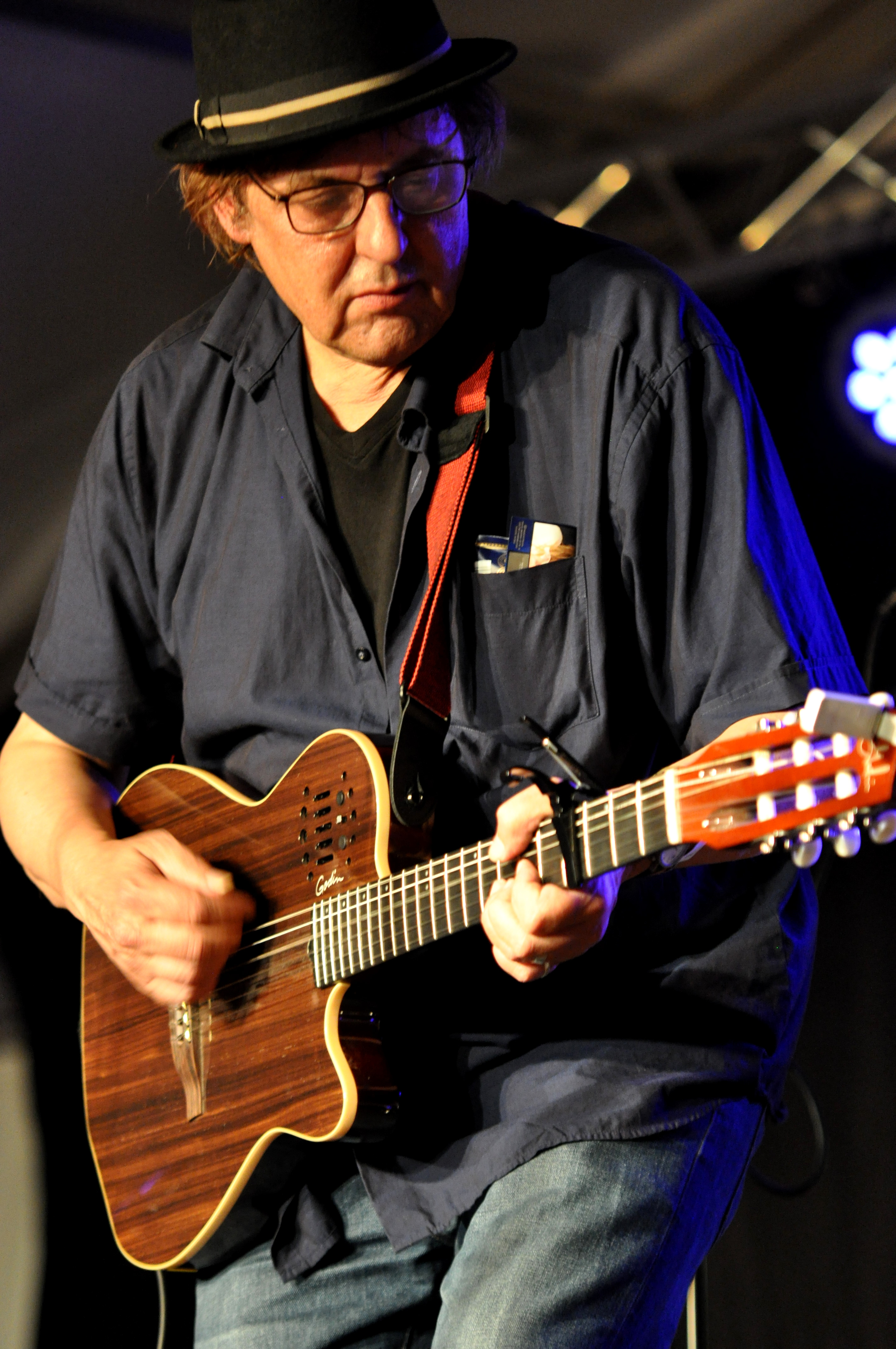
Danny Dziuk; * 31. August

- 31. August: Danny Dziuk, deutscher Musiker

### September
- 01. September: Hilde Hefte, norwegische Jazzsängerin, Pianistin und Komponistin
- 04. September: Blackie Lawless, US-amerikanischer Singer-Songwriter (W.A.S.P.)
- 07. September: Michael Feinstein, US-amerikanischer Songwriter und Pianist
- 07. September: Diane Warren, US-amerikanische Komponistin
- 08. September: Eivin One Pedersen, norwegischer Jazzmusiker († 2012)
- 08. September: Frank Tovey, britischer Musiker († 2002)
- 10. September: Johnnie Fingers, irischer Musiker (The Boomtown Rats)
- 10. September: David Tanenbaum, US-amerikanischer klassischer Gitarrist
- 12. September: Leslie Cheung, Hongkonger Schauspieler und Sänger († 2003)
- 12. September: Jeffrey Kahane, US-amerikanischer Pianist, Cembalist, Dirigent und Musikpädagoge
- 12. September: Brian Lynch, US-amerikanischer Trompeter und Flügelhornist
- 12. September: BA Robertson, schottischer Singer-Songwriter
- 15. September: Mie Miki, japanische Akkordeonistin und Professorin
- 15. September: Maggie Reilly, schottische Sängerin
- 15. September: Ned Rothenberg, US-amerikanischer Jazzmusiker
- 19. September: Eivind Aadland, norwegischer Dirigent und Violinist
- 19. September: Lenny Castro, US-amerikanischer Perkussionist
- 19. September: Wolfgang Lackerschmid, deutscher Jazzmusiker

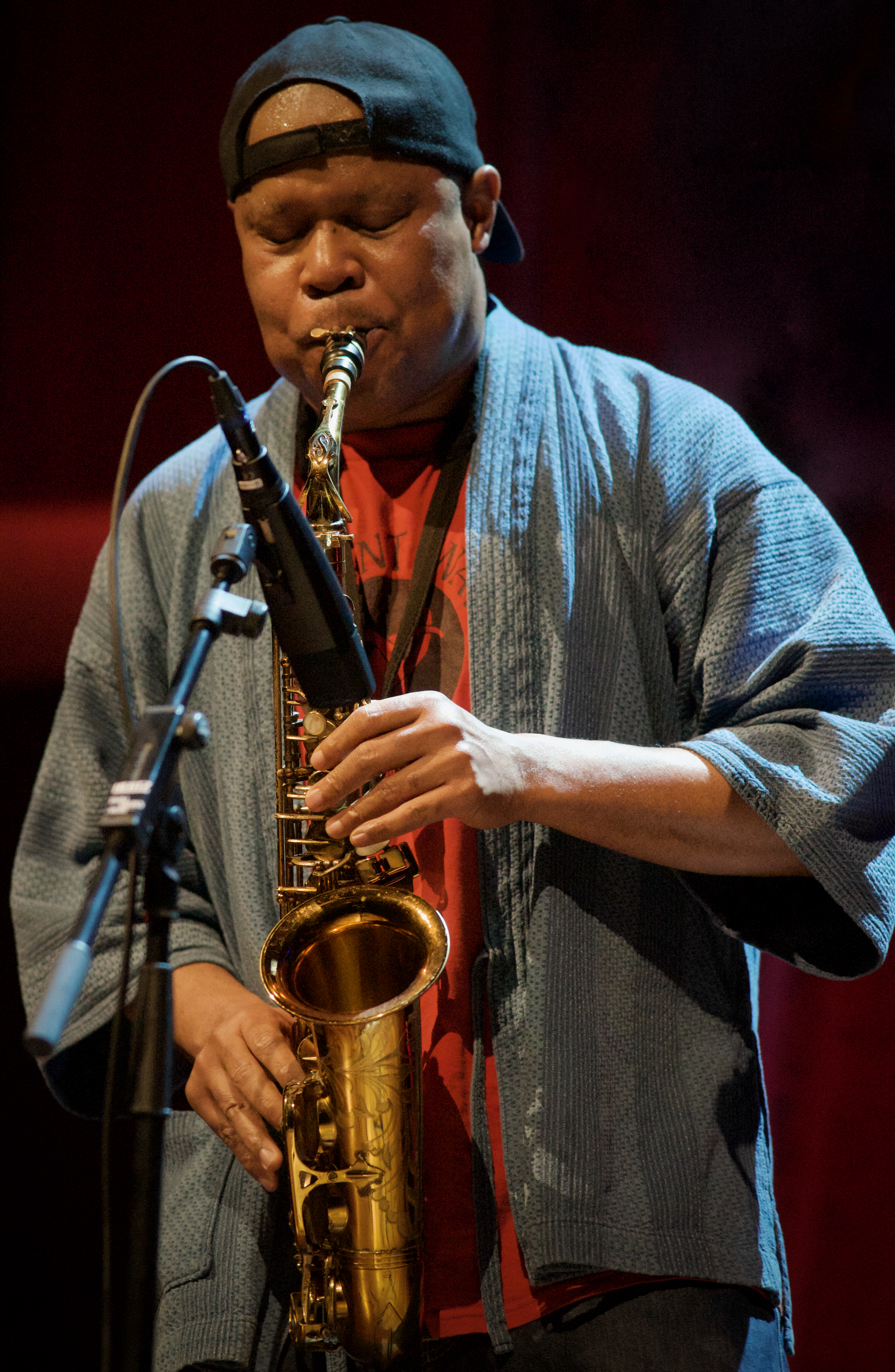
Steve Coleman; * 20. September

- 20. September: Steve Coleman, US-amerikanischer Jazz-Musiker
- 22. September: Debby Boone, US-amerikanische Sängerin

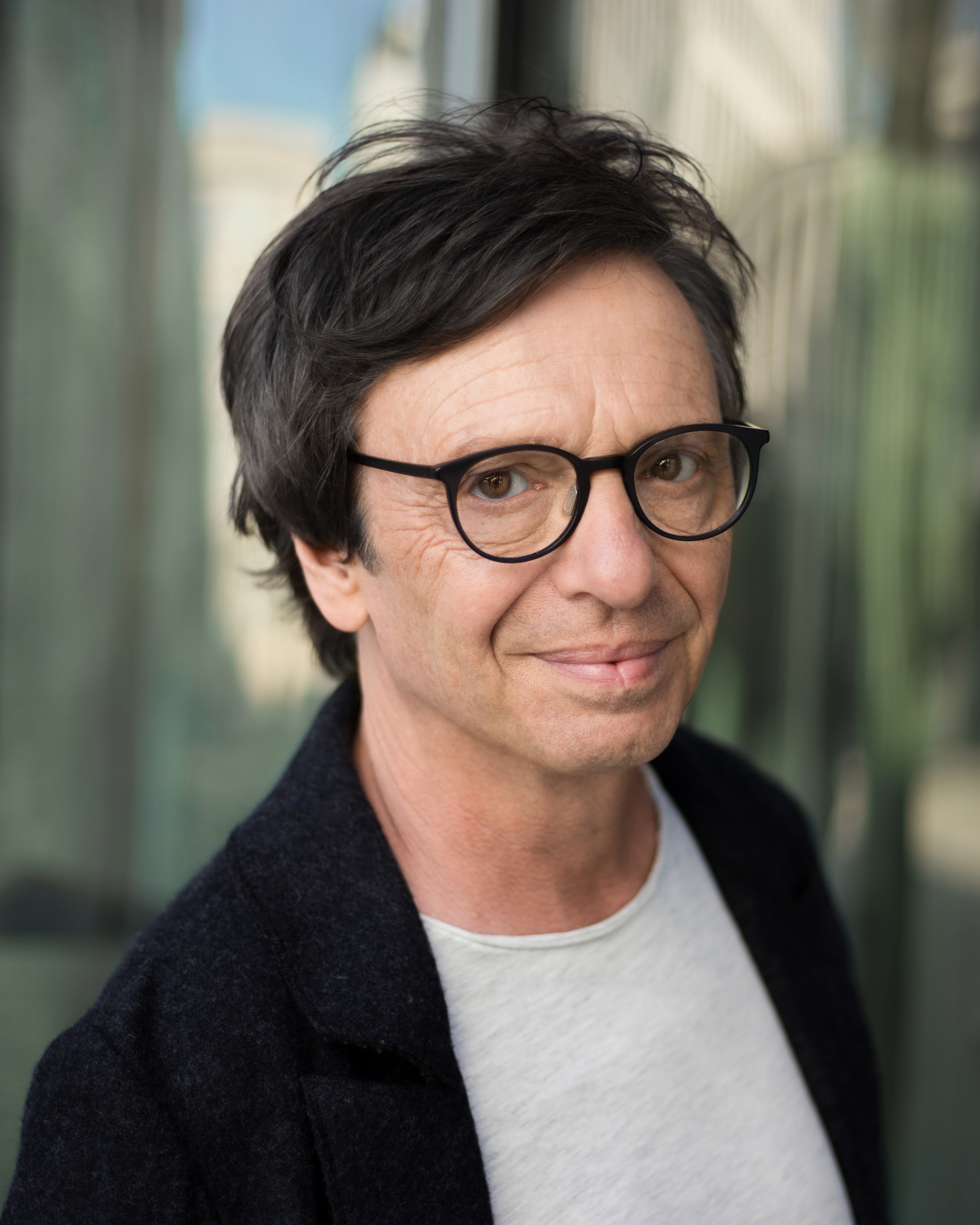
Purple Schulz; * 25. September

- 25. September: Purple Schulz, deutscher Popsänger und Songschreiber
- 27. September: Bob Corritore, US-amerikanischer Bluesmusiker, Musikproduzent, Radiomoderator, Label- und Clubbetreiber
- 27. September: David Garfield, US-amerikanischer Keyboarder, Songwriter und Produzent
- 27. September: Daniel Kovac, slowenischer Sänger und Moderator
- 30. September: Scott Fields, US-amerikanischer Jazzmusiker
- 30. September: Désirée Nick, deutsche Entertainerin, Schauspielerin und Autorin

### Oktober
- 01. Oktober: Curtis Lundy, US-amerikanischer Jazzbassist
- 02. Oktober: Freddie Jackson, US-amerikanischer Soul-Sänger
- 08. Oktober: Garth Knox, irischer Bratschist und Komponist
- 09. Oktober: Geir Langslet, norwegischer Jazzpianist und Bandleader
- 09. Oktober: Ignaz Netzer, deutscher Blues-Gitarrist, Mundharmonikaspieler, Sänger und Songschreiber
- 10. Oktober: Johnny O’Neal, US-amerikanischer Pianist und Sänger

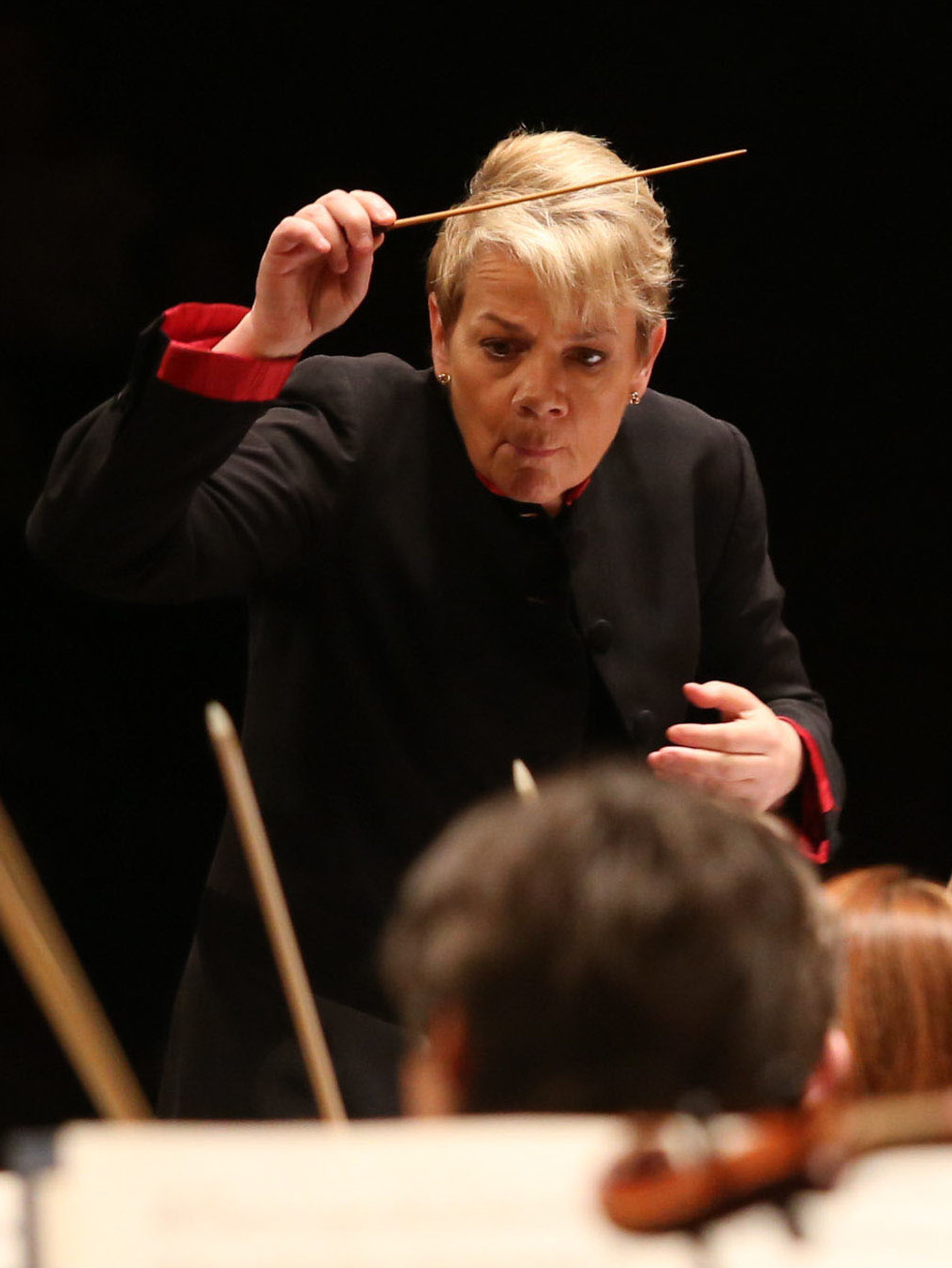
Marin Alsop; * 16. Oktober

- 16. Oktober: Marin Alsop, US-amerikanische Dirigentin
- 16. Oktober: Linard Bardill, Schweizer Theologe, Liedermacher und Schriftsteller
- 20. Oktober: Ricky Byrd, US-amerikanischer Rockgitarrist (Joan Jett & The Blackhearts)
- 20. Oktober: Martin Taylor, britischer Gitarrist
- 20. Oktober: Stephan Zacharias, deutscher Komponist

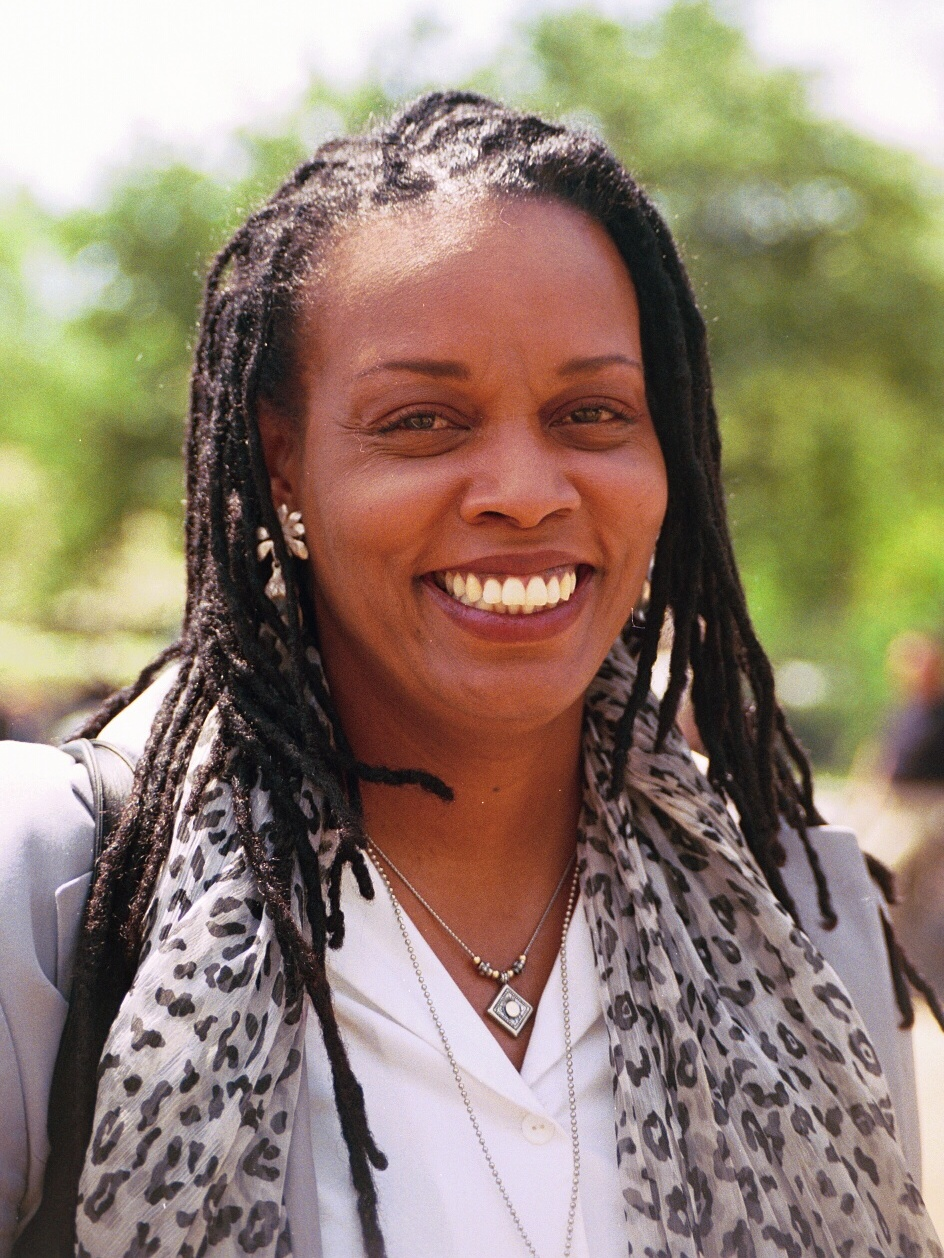
Dianne Reeves; * 23. Oktober

- 23. Oktober: Dianne Reeves, US-amerikanische Jazzsängerin und Songautorin
- 23. Oktober: Dwight Yoakam, US-amerikanischer Country-Musiker und Filmschauspieler
- 25. Oktober: Bernard Harvey, jamaikanischer Pianist, Keyboardist und Organist
- 26. Oktober: Mike LeDonne, US-amerikanischer Jazzmusiker
- 27. Oktober: Ben Besiakov, dänischer Jazzmusiker (Piano, Keyboard)
- 28. Oktober: Liz Story, US-amerikanische Pianistin und Komponistin
- 28. Oktober: Erhard Ufermann, deutscher Musiker, Komponist, Kulturarbeiter und evangelischer Theologe
- 29. Oktober: David Chesky, US-amerikanischer Jazzpianist, Arrangeur und Produzent
- 31. Oktober: Bob Belden, US-amerikanischer Jazzmusiker und Produzent († 2015)

### November

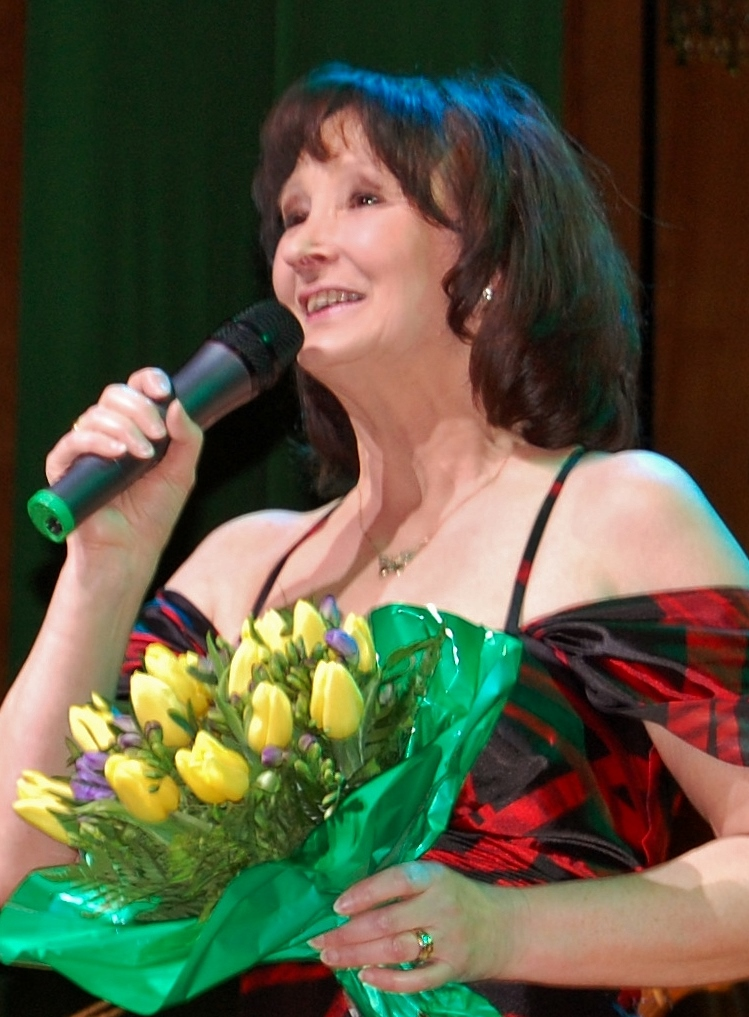
Gaby Albrecht; * 1. November

- 01. November: Gaby Albrecht, deutsche Sängerin
- 01. November: Tim Landers, US-amerikanischer Bassist
- 02. November: Frank Kimbrough, US-amerikanischer Jazzmusiker († 2020)
- 04. November: James Honeyman-Scott, britischer Gitarrist (The Pretenders) († 1982)
- 04. November: Jordan Rudess, US-amerikanischer Keyboarder
- 04. November: Igor Talkov, russischer Singer-Songwriter († 1991)
- 05. November: Denise Jannah, niederländische Jazz-Sängerin
- 05. November: Lavrentis Machairitsas, griechischer Sänger und Komponist († 2019)
- 05. November: Gig Ryan, australische Dichterin, Literaturkritikerin, Singer-Songwriterin und Gitarristin
- 07. November: Michail Alperin, russisch-ukrainischer Jazz-Pianist, Komponist und Hochschullehrer († 2018)
- 07. November: Iro Haarla, finnischer Pianist und Komponist

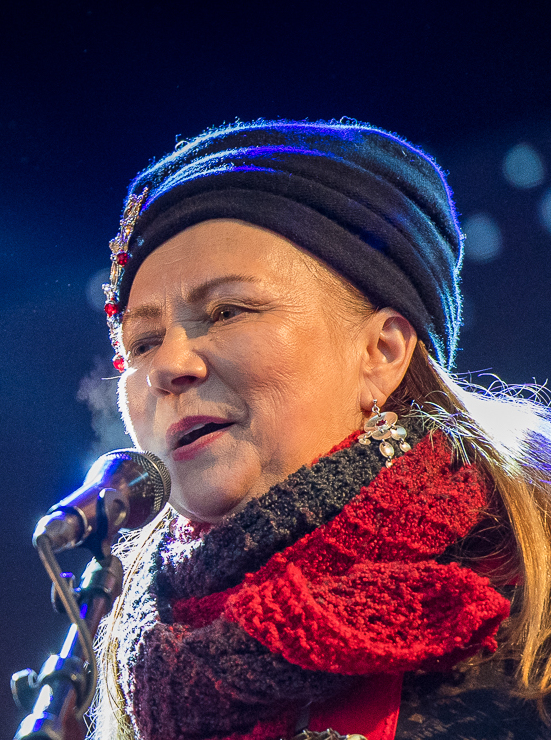
Mari Boine; * 8. November

- 08. November: Mari Boine, samisch-norwegische Musikerin
- 08. November: Alan Frew, kanadischer Sänger (Glass Tiger)
- 08. November: Steven Miller, US-amerikanischer Musikproduzent
- 10. November: Louis Mhlanga, simbabwischer Musiker
- 11. November: DJ Pippi, italienischer DJ und Musikproduzent
- 11. November: Vedran Smailović, bosnischer Cellist
- 12. November: Satoshi Inoue, japanischer Gitarrist
- 12. November: Uwe Strübing, deutscher Komponist
- 13. November: Aldo Nova, kanadischer Gitarrist, Keyboarder, Sänger und Produzent
- 15. November: Maj Britt Andersen, norwegische Sängerin und Künstlerin
- 15. November: Hisaki Hashi, japanische Philosophin sowie Musikerin mit Hauptwirkungsstätte in Wien
- 17. November: Philip Grange, britischer Komponist
- 18. November: Tiziano Tononi, italienischer Perkussionist und Komponist
- 20. November: Olli Dittrich, deutscher Schauspieler, Komiker, Komponist und Musiker
- 21. November: Cynthia Rhodes, US-amerikanische Tänzerin und Schauspielerin
- 22. November: Lawrence Gowan, kanadischer Sänger und Keyboarder (Styx, Rhinegold)
- 23. November: Cathal J. Dodd, irisch-kanadischer Synchronsprecher und Sänger
- 24. November: Jouni Kaipainen, finnischer Komponist
- 25. November: Kalle Randalu, estnischer Pianist
- 27. November: Kool DJ Red Alert, US-amerikanischer Disc Jockey und Hip-Hop-Produzent
- 28. November: Charlie Kohlhase, US-amerikanischer Jazzsaxophonist
- 28. November: Bernd Scholl, deutscher Komponist und Musiker
- 29. November: Bambus-Klaus, deutscher Gastwirt und Schlagersänger († 2012)
- 29. November: Hinton Battle, US-amerikanischer Schauspieler und Tänzer († 2024)
- 29. November: Marie-Josée Simard, kanadische Perkussionistin und Musikpädagogin

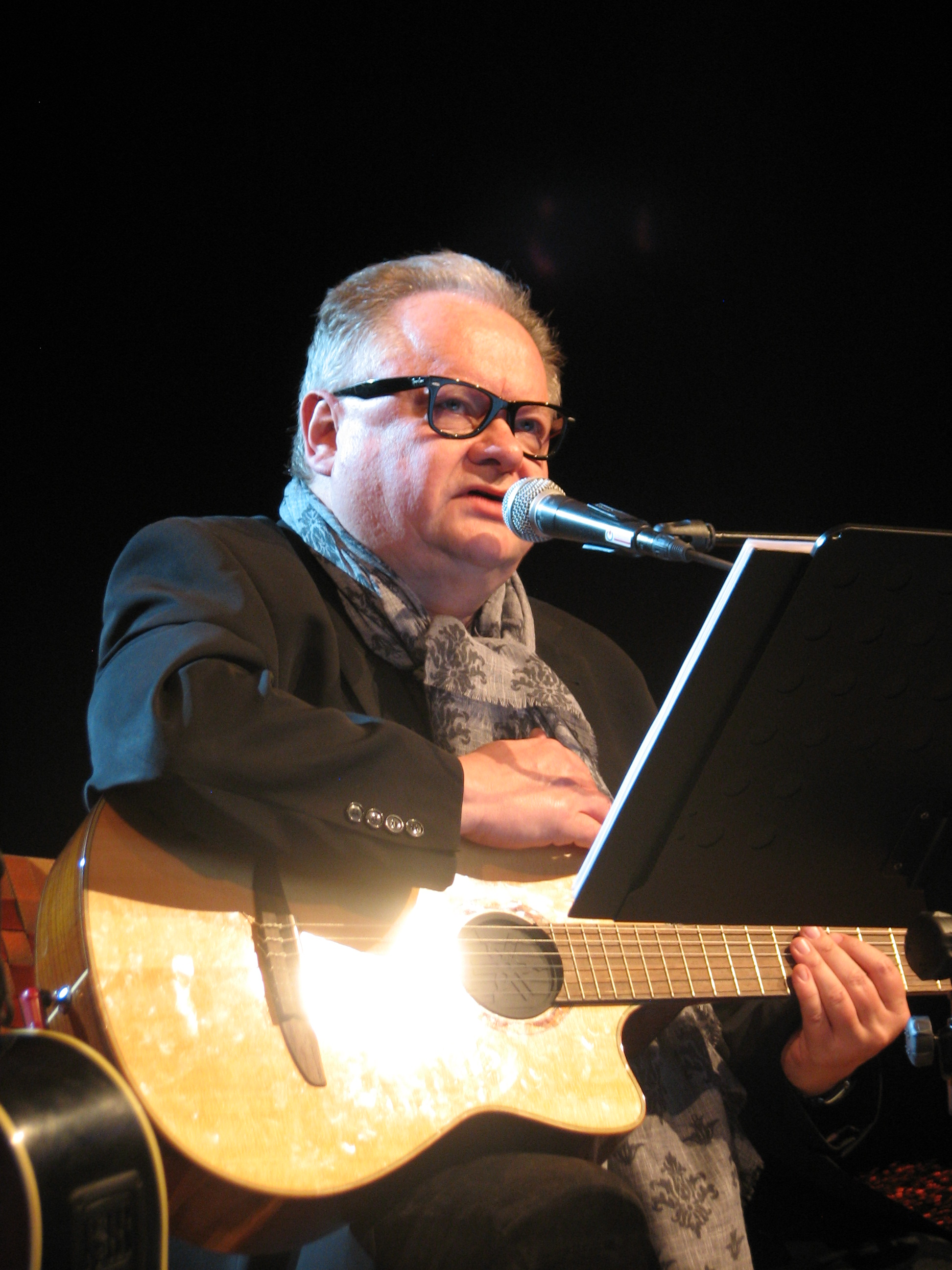
Heinz Rudolf Kunze; * 30. November

- 30. November: Heinz Rudolf Kunze, deutscher Rocksänger

### Dezember
- 01. Dezember: Julee Cruise, US-amerikanische Sängerin († 2022)
- 01. Dezember: Jorge Pardo, spanischer Saxophonist und Flötist
- 03. Dezember: Rob Waring, norwegischer Komponist und Musiker

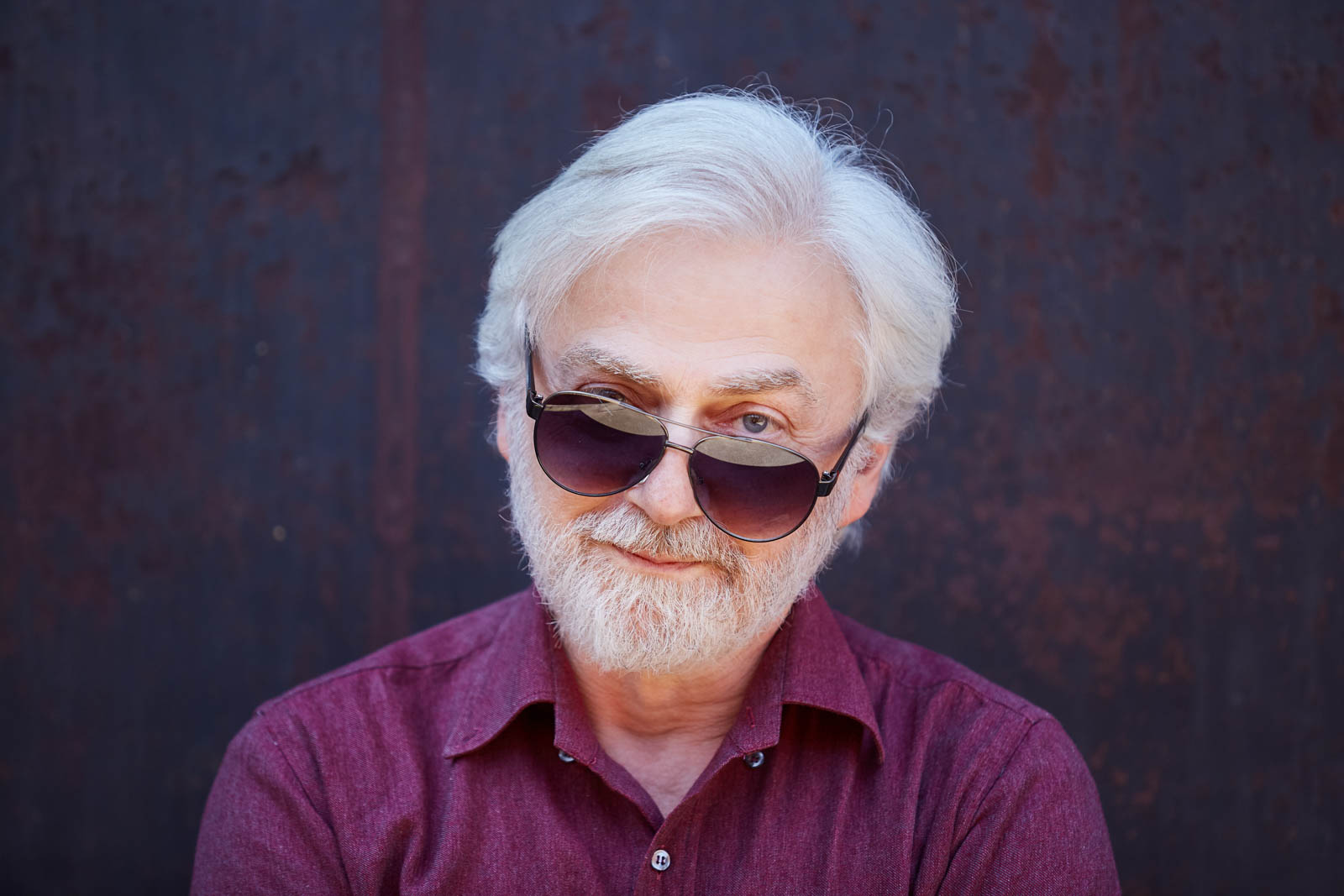
Krystian Zimerman; * 5. Dezember

- 05. Dezember: Krystian Zimerman, polnischer Pianist und Orchesterleiter

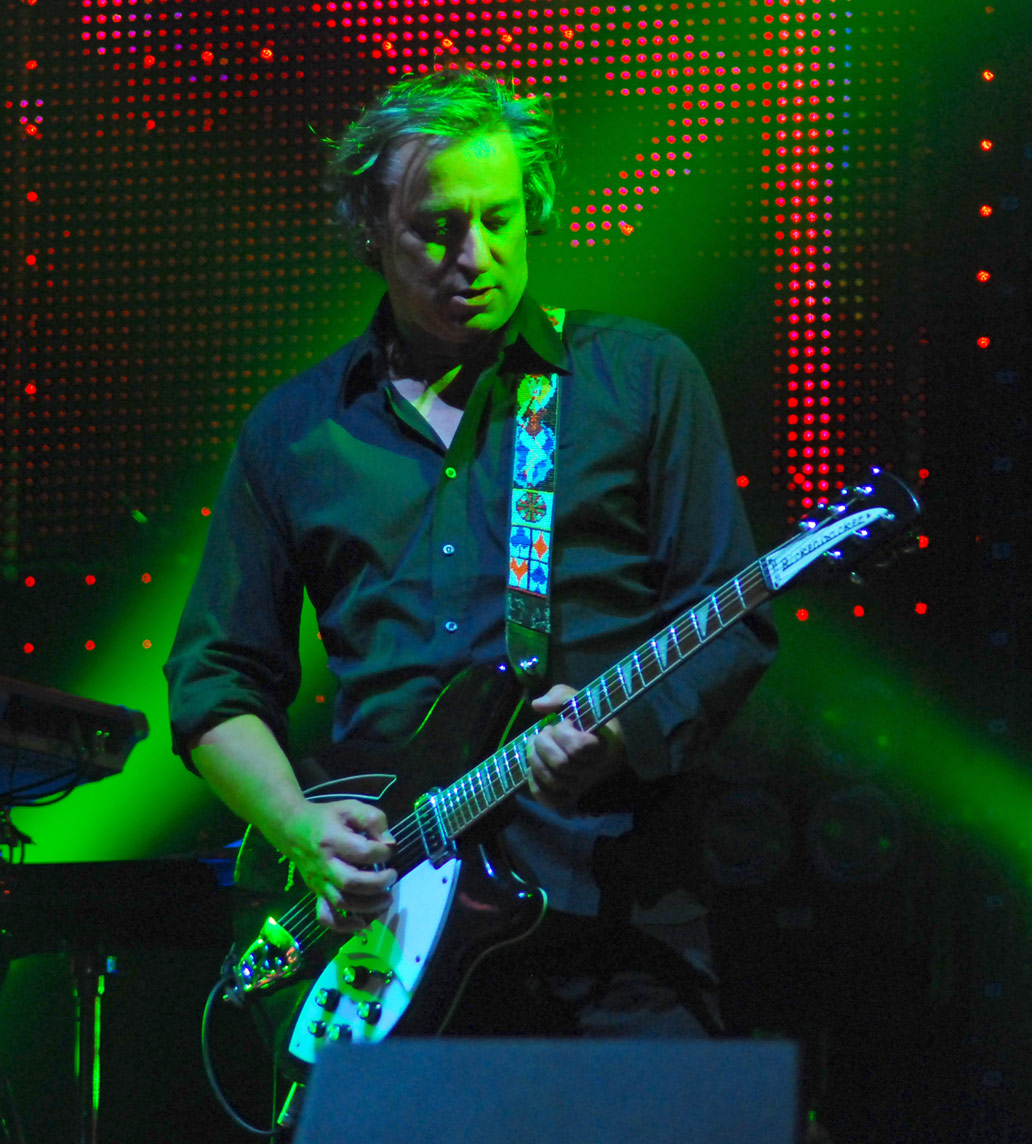
Peter Buck; * 6. Dezember

- 06. Dezember: Peter Buck, US-amerikanischer Musiker (R.E.M.)
- 06. Dezember: Randy Rhoads, US-amerikanischer Rockgitarrist († 1982)
- 08. Dezember: Warren Cuccurullo, US-amerikanischer Musiker (Missing Persons, Duran Duran)
- 08. Dezember: Pierre Pincemaille, französischer Komponist, Organist und Musikpädagoge († 2018)
- 09. Dezember: Kari Bremnes, norwegische Sängerin und Liedermacherin
- 09. Dezember: Sylvia, US-amerikanische Country-Musikerin
- 11. Dezember: Stevie Young, schottischer Gitarrist (AC/DC, Starfighters)
- 12. Dezember: Joachim Gaiser, deutscher Musiker, Moderator, Radioredakteur und Entertainer († 2004)
- 12. Dezember: Geir Holmsen, norwegischer Jazzbassist und Komponist
- 13. Dezember: Majida El Roumi, libanesische Sängerin und Schauspielerin
- 15. Dezember: Mark Hummel, US-amerikanischer Mundharmonikaspieler
- 15. Dezember: William Orbit, britischer Musiker und Musikproduzent
- 18. Dezember: Elke Best, deutsche Schlagersängerin
- 18. Dezember: Chris Murrell, US-amerikanischer Sänger († 2017)
- 19. Dezember: Masami Akita, japanischer Japanoise-Musiker und Autor
- 19. Dezember: Jimmy Cauty, britischer Musiker
- 21. Dezember: Lee Roy Parnell, US-amerikanischer Country-Sänger und Songwriter

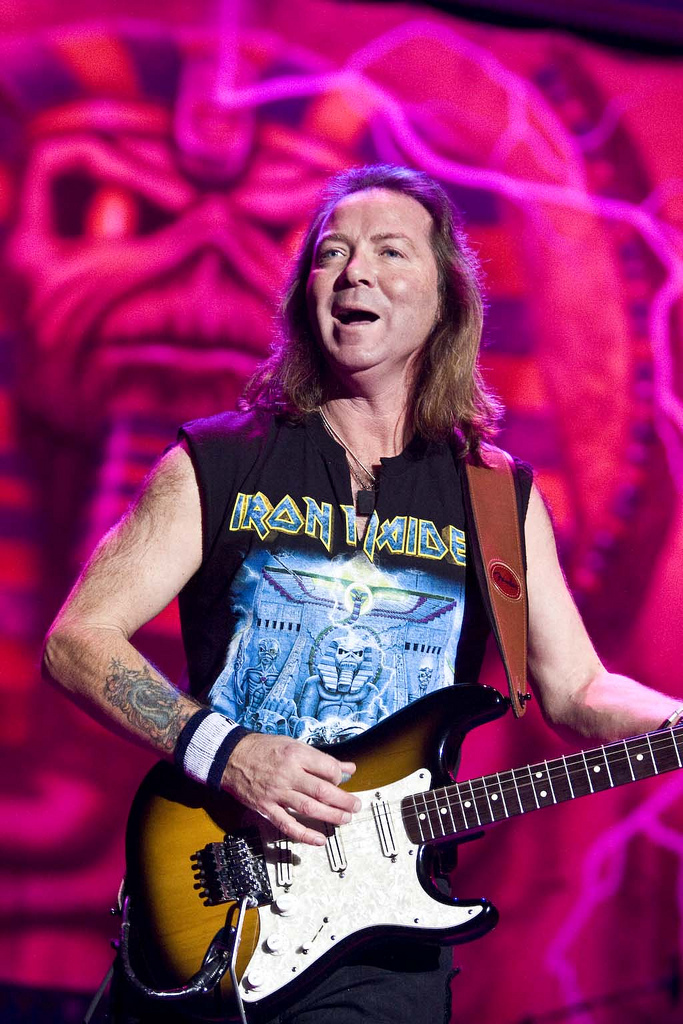
Dave Murray; * 23. Dezember

- 23. Dezember: Dave „Moonface“ Murray, britischer Musiker (Iron Maiden)
- 24. Dezember: Ralph Moore, US-amerikanischer Jazzmusiker (Tenor- und Sopransaxophonist)
- 27. Dezember: Rachel Bissex, US-amerikanische Folksängerin und Singer-Songwriterin († 2005)
- 27. Dezember: Karl Denson, US-amerikanischer Jazzmusiker
- 28. Dezember: Nigel Kennedy, britischer Violinist und Fusion-Musiker

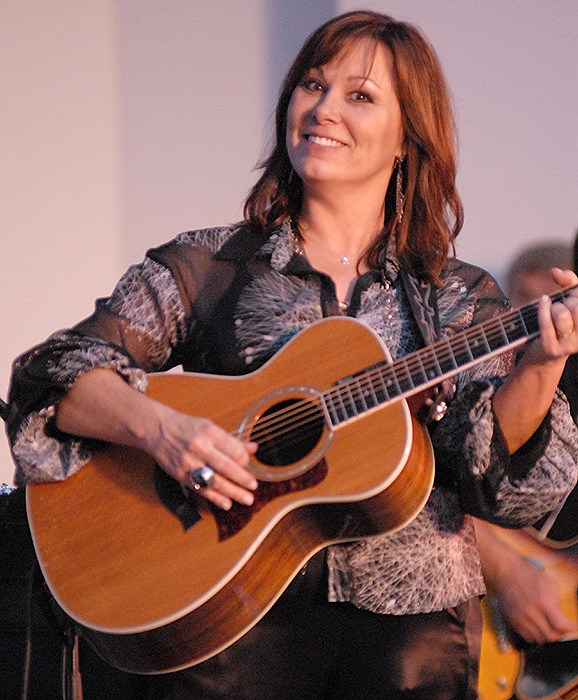
Suzy Bogguss; * 30. Dezember

- 30. Dezember: Suzy Bogguss, US-amerikanische Country-Sängerin

### Genaues Geburtsdatum unbekannt
- Oskar Aichinger, österreichischer Jazzmusiker und Komponist
- Marion van den Akker, niederländische Sängerin (Mezzosopran) und Gesangspädagogin
- Nizamettin Ariç, kurdischer Sänger und Filmregisseur
- Stephan Aschböck, österreichischer Keyboarder und Komponist
- René Aubry, französischer Komponist
- Kate Augestad, norwegischer Sänger
- Martin Bärenz, deutscher Cellist, Kontrabassist, Komponist und Arrangeur
- Máire Breatnach, irische Geigerin/Fiddlerin, Violinistin und Bratschistin
- Patrick Cassidy, irischer Komponist
- Barbara Chamberlin, kanadische Sängerin
- Ben Clatworthy, US-amerikanischer Jazzmusiker
- Kiev Connolly, irischer Pop-Rock-Sänger

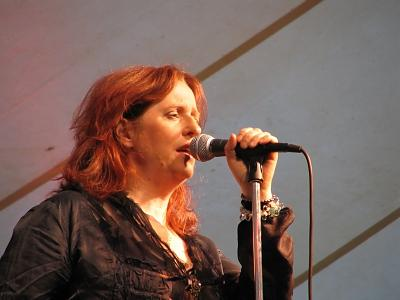
Mary Coughlan; * 1956

- Mary Coughlan, irische Sängerin und Schauspielerin
- Peppino D’Agostino, italienischer Gitarrist, Musikpädagoge und Komponist
- Susanne Doll, deutsche Organistin
- Deborah Drattell, US-amerikanische Komponistin
- Dror Elimelech, israelischer Komponist und Lyriker
- Rajmil Fischman, peruanischer Komponist und Musikpädagoge
- Joel Forbes, US-amerikanischer Jazzmusiker (Bass)
- Christopher B. Frye, US-amerikanischer Komponist und Musikpädagoge
- Sheila F. Gagen, US-amerikanische Komponistin und Musikpädagogin
- François Gorin, französischer Journalist, Musikkritiker und Autor
- Elisabeth Graf, deutsche Altistin, Sängerin sowie Gesangsdozentin und Gesangspädagogin
- Petra Grube, deutsche Autorin, Liedtexterin und Theaterpädagogin
- David Hahn, US-amerikanischer Komponist, Gitarrist, Lautenist und Mandolinist
- Keith Hamel, kanadischer Komponist und Musikpädagoge
- Dave Heath, britischer Flötist und Komponist
- A. Eric Heukeshoven, US-amerikanischer Komponist und Musikpädagoge
- Jörg Hindemith, deutscher Sänger, Komponist und Musikproduzent
- Randy Johnston, US-amerikanischer Jazz-Gitarrist
- Matthias Keller, deutscher Pianist, Organist, Komponist und Musikjournalist
- Patrik Landolt, Schweizer Musikjournalist und Musikproduzent
- Eberhard Lauer, deutscher Organist und Kirchenmusiker
- Sandra Lutz Hochreutener, Schweizer Musik- und Psychotherapeutin
- Reiner Michalke, deutscher Jazzfunktionär und Musikmanager
- Cathy Milliken, australische Komponistin, Oboistin und Musikpädagogin
- Lelo Nazário, brasilianischer Pianist, Arrangeur und Komponist
- Zeena Parkins, US-amerikanische Harfenistin
- Lu Pei, chinesisch-amerikanischer Komponist und Musikpädagoge
- Bart van Poppel, niederländischer Musiker und Produzent
- Rikki, britischer Popsänger
- Andreas Scheinhütte, deutscher Gitarrist und Autor
- Markus Schwering, deutscher Kulturjournalist und Musikkritiker
- Wolfgang Seifen, deutscher Organist
- Marie-Hélène da Silva, kanadische Geigerin, Schauspielerin und Musikerzieherin
- Andrei Smirnow, russischer Multimediakünstler und Performer, Komponist, Instrumentenbauer und Musikpädagoge
- Nicola Stilo, italienischer Jazzmusiker
- Christian Stock, deutscher Jazzmusiker (Bass)
- Raymond Strid, schwedischer Schlagzeuger
- Tom Thiel, deutscher Musiker und Musikproduzent
- Beate Zelinsky, deutsche Klarinettistin und Musikpädagogin
- Samuel Zygmuntowicz, US-amerikanischer Geigenbauer

## Gestorben

### Januar
- 02. Januar: Eugen Papst, deutscher Komponist und Hochschullehrer (* 1886)
- 03. Januar: Alexander Gretschaninow, russischer Komponist (* 1864)
- 05. Januar: Mistinguett, französische Schauspielerin und Sängerin (* 1875)
- 09. Januar: Josef Fenneker, deutscher Künstler und Bühnenbildner (* 1895)
- 09. Januar: Paul de Maleingreau, französischer Komponist und Organist (* 1887)
- 13. Januar: Dagmar Möller, schwedische Sängerin und Gesangspädagogin norwegischer Herkunft (* 1866)
- 14. Januar: Siegfried Ferdinand Nadel, britischer Musikwissenschaftler, Psychologe und Sozialanthropologe (* 1903)
- 15. Januar: Bartolomé Pérez Casas, spanischer Komponist, Dirigent und Musikpädagoge (* 1873)
- 17. Januar: Blind Alfred Reed, US-amerikanischer Country-Musiker (* 1880)
- 20. Januar: Lucy Isabelle Marsh, US-amerikanische Sopranistin (* 1878)
- 27. Januar: Harald Heide, norwegischer Violinist, Dirigent und Komponist (* 1876)

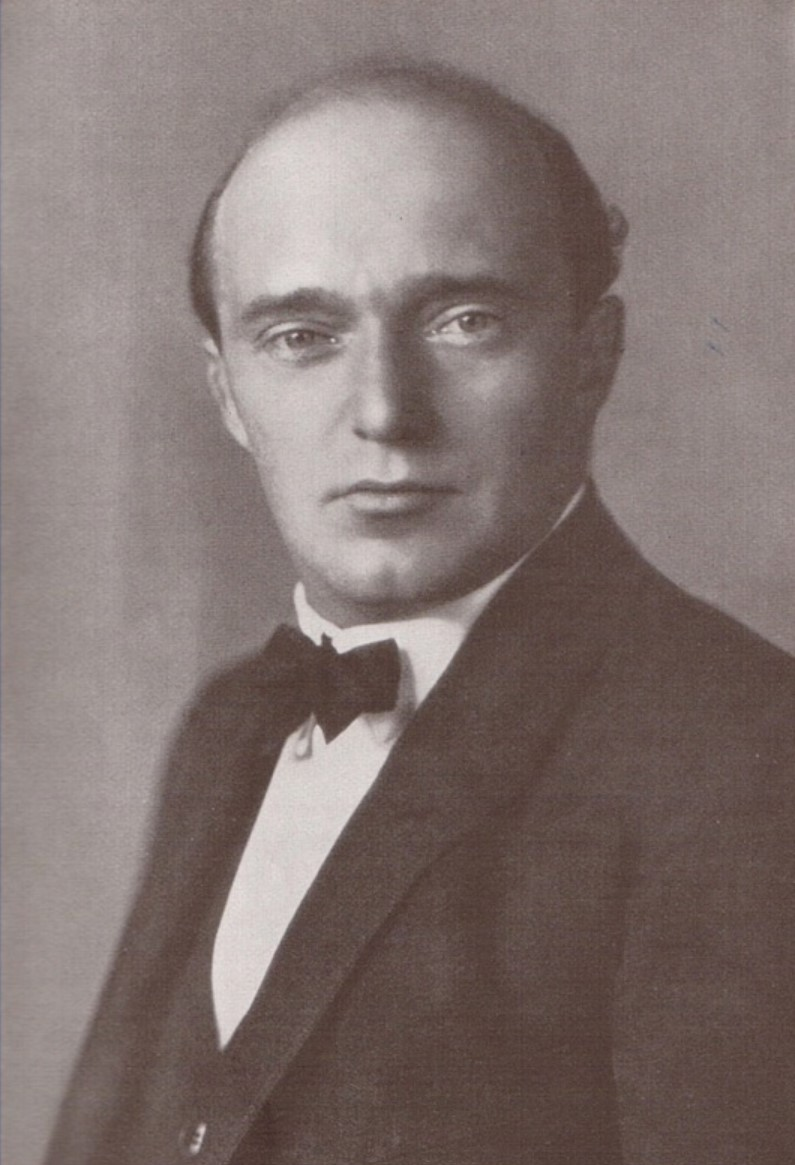
Erich Kleiber; † 27. Januar

- 27. Januar: Erich Kleiber, österreichischer Dirigent (* 1890)
- 28. Januar: René Louis Becker, französisch-amerikanischer Komponist, Organist und Pianist (* 1882)
- 29. Januar: William Beery, US-amerikanischer Komponist (* 1852)

### Februar
- 02. Februar: Ottone Schanzer, österreichischer Literat und Librettist mit italienischer Staatsbürgerschaft (* 1877)
- 03. Februar: Johnny Claes, belgischer Automobilrennfahrer und Jazzmusiker (* 1916)
- 04. Februar: Janko Binenbaum, türkischer Komponist (* 1880)
- 04. Februar: Peder Gram, dänischer Komponist (* 1881)
- 07. Februar: Marcelle Aaron, französische Komponistin und Pianistin (* 1894)
- 07. Februar: Isabelle Vengerova, russisch-US-amerikanische Pianistin (* 1877)
- 17. Februar: Arschak Adamjan, sowjetisch-armenischer Dirigent, Komponist, Musikwissenschaftler und Musikkritiker (* 1884)
- 17. Februar: John N. Klohr, US-amerikanischer Komponist (* 1869)

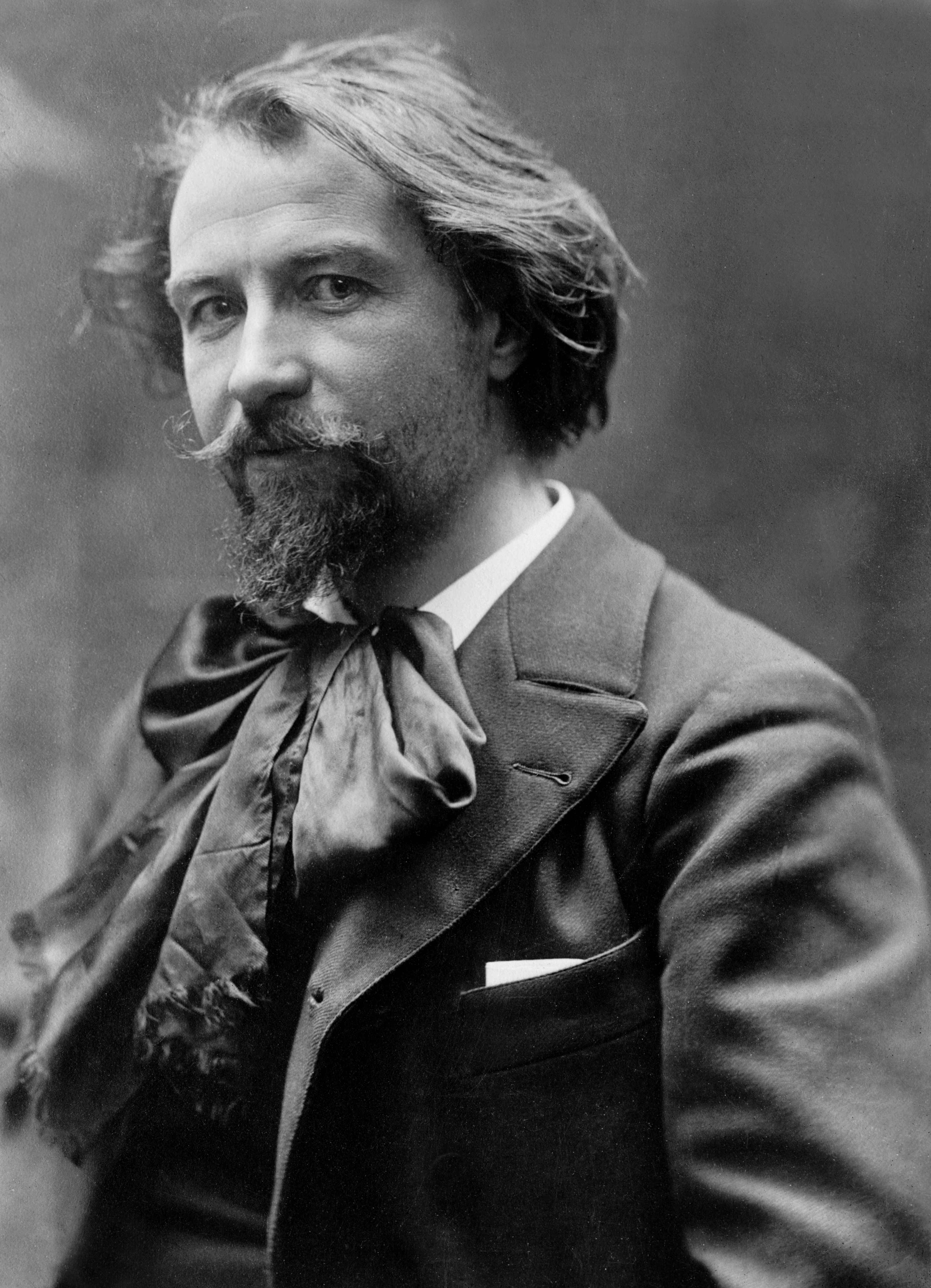
Gustave Charpentier; † 18. Februar

- 18. Februar: Gustave Charpentier, französischer Komponist (* 1860)
- 18. Februar: Peter Rohr, rumäniendeutscher Komponist und Dirigent (* 1881)
- 21. Februar: Edwin Franko Goldman, US-amerikanischer Komponist und Dirigent (* 1878)
- 25. Februar: Marij Kogoj, jugoslawischer Komponist (* 1892)

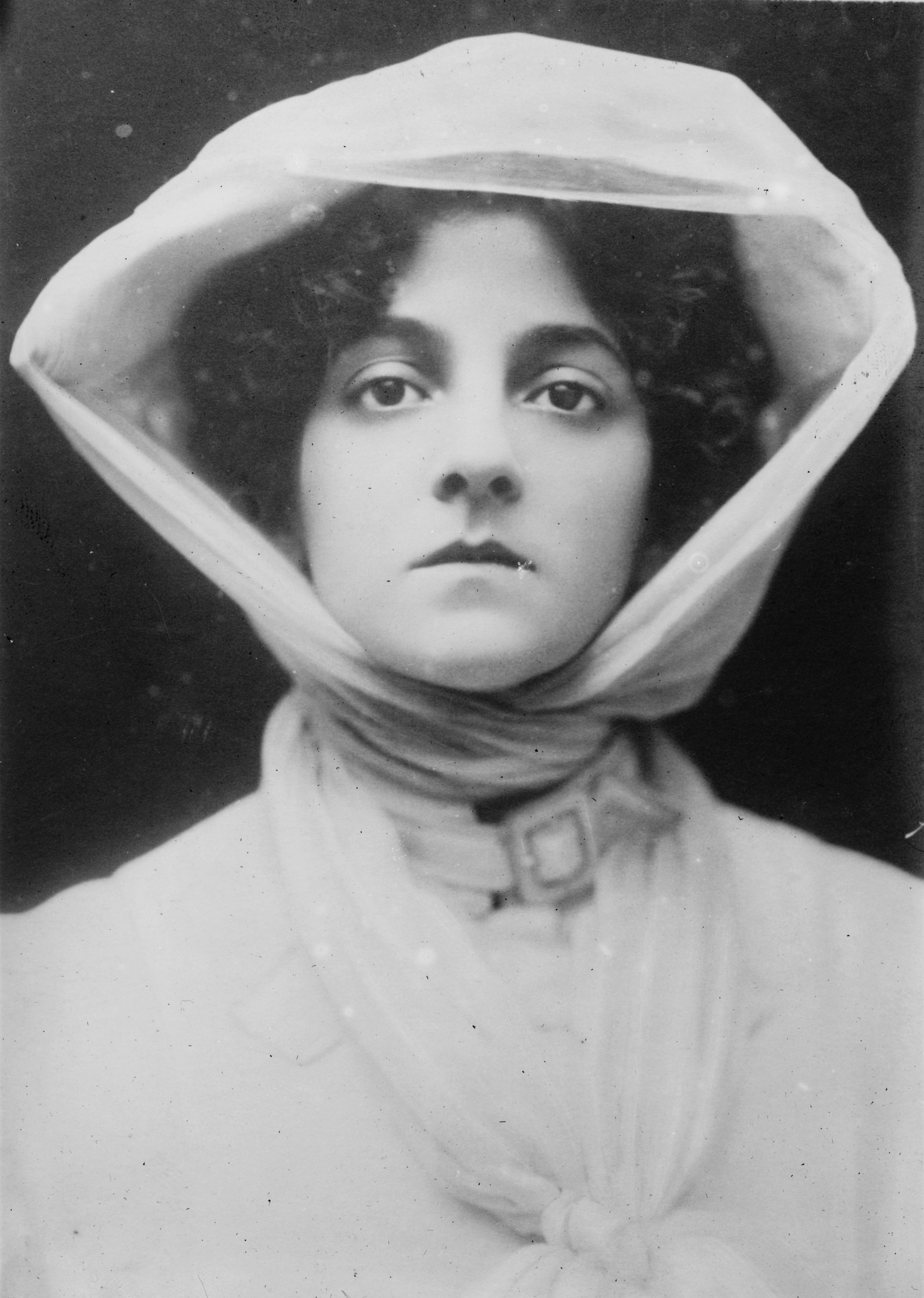
Elsie Janis; † 26. Februar

- 26. Februar: Elsie Janis, US-amerikanische Schauspielerin, Sängerin, Komponistin (* 1889)
- 26. Februar: Gustav Specht, deutsch-baltischer Schriftsteller, Dichter, Librettist und Übersetzer (* 1885)

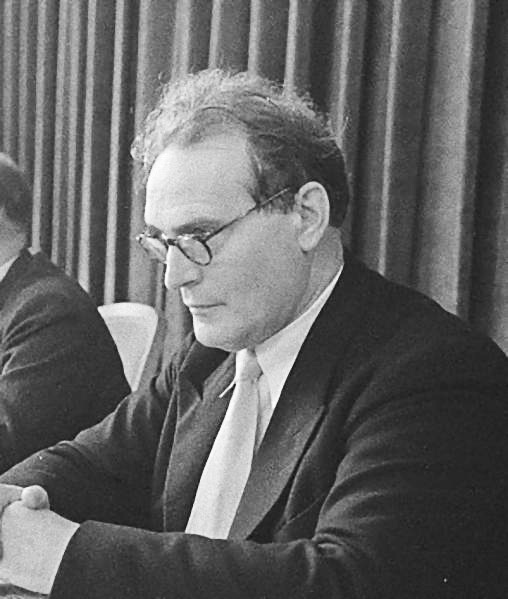
Günther Ramin; † 27. Februar

- 27. Februar: Günther Ramin, deutscher Organist, Chorleiter und Komponist (* 1898)

### März
- 01. März: Henriette Renié, französische Harfenistin und Komponistin (* 1875)
- 05. März: Erich Itor Kahn, deutscher Musiker (* 1905)
- 09. März: Amanda Aldridge, britische Opernsängerin, Musikpädagogin und Komponistin (* 1866)
- 11. März: Sergei Wassilenko, russischer Komponist und Dirigent (* 1872)
- 14. März: Yoshida Takako, japanische Komponistin, Autorin und Aktivistin (* 1910)
- 16. März: Sergei Jewsejew, russischer Komponist (* 1894)
- 16. März: Joseph John Richards, US-amerikanischer Dirigent, Komponist und Musikpädagoge (* 1878)
- 23. März: Mort Dixon, US-amerikanischer Musiker, Liedermacher und Textdichter (* 1892)
- 25. März: George Foote, US-amerikanischer Komponist (* 1886)
- 28. März: Thomas de Hartmann, russischer Komponist (* 1885)
- 30. März: Fritz Lehmann, deutscher Dirigent und Hochschullehrer (* 1904)

### April
- 01. April: Viola Gillette, US-amerikanische Sängerin (* 1871)
- 01. April: Moriz Violin, österreichisch-US-amerikanischer Pianist, Komponist und Klavierlehrer (* 1879)
- 04. April: Reinhold Zimmermann, deutscher Schulleiter, Chordirigent und Musikschriftsteller (* 1889)
- 09. April: Jack Little, britischer Komponist, Schauspieler, Sänger und Songwriter (* 1899)
- 10. April: Hermann Meinhard Poppen, deutscher Kirchenmusiker und Dirigent (* 1885)
- 10. April: Božidar Širola, kroatischer Komponist (* 1889)
- 11. April: Zilphia Horton, US-amerikanische Aktivistin und Musikerin (* 1910)

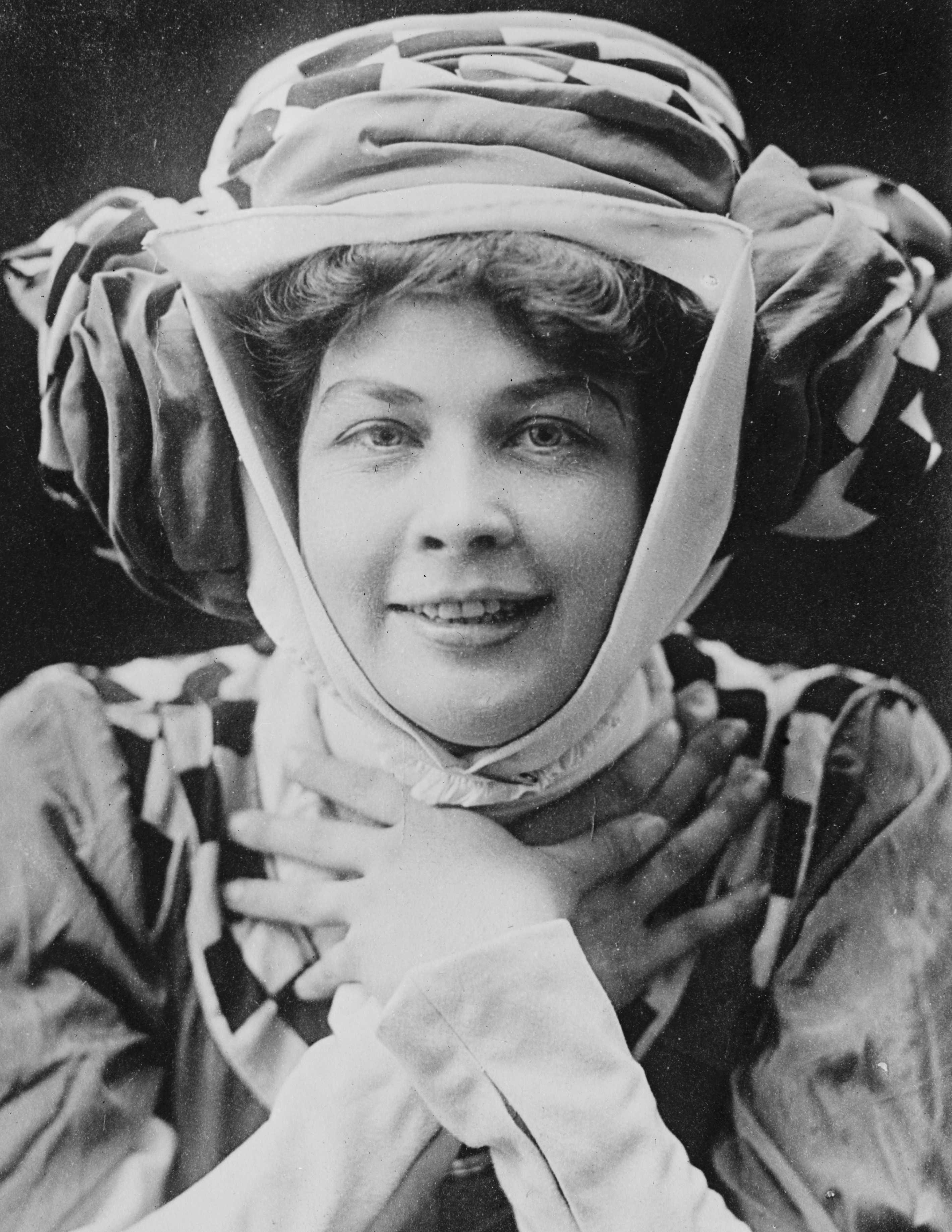
Kathleen Howard; † 15. April

- 15. April: Kathleen Howard, kanadisch-amerikanische Schauspielerin, Opernsängerin (Alt) und Journalistin (* 1884)
- 16. April: Cassian Reiser, deutscher Kirchenmusiker und Domkapellmeister in Augsburg (* 1881)
- 20. April: Lorenzo Camilieri, griechisch-amerikanischer Komponist und Chorleiter (* 1874/1878)
- 21. April: Stan Golestan, rumänischer Komponist und Musikkritiker (* 1875)
- 22. April: Gustav Haug, schweizerischer Komponist sowie Dirigent (* 1871)
- 25. April: Nemesio Otaño, spanischer Musikwissenschaftler, Komponist und Jesuit (* 1880)
- 30. April: Fritz Deinhard, deutscher Cellist und Konzertmeister (* 1881)

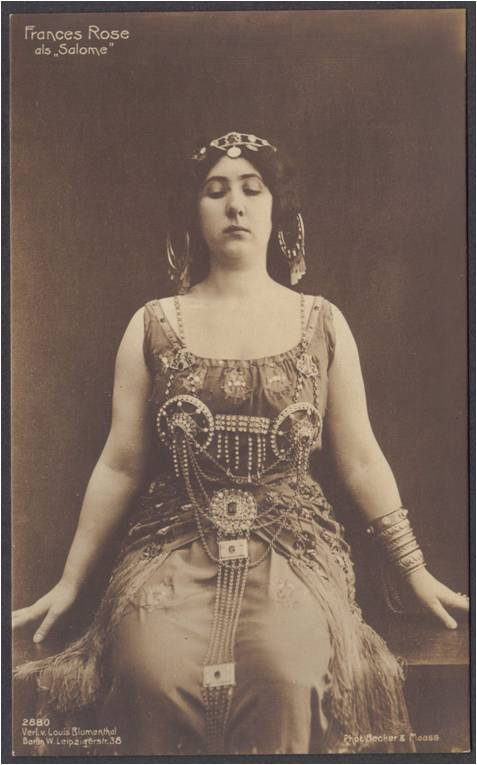
Frances Rose; † 30. April

- 30. April: Frances Rose, US-amerikanische Opernsängerin (* 1875)

### Mai
- 01. Mai: Jakob Schönberg, deutscher Komponist und Musikwissenschaftler (* 1900)
- 02. Mai: Ludwig Mayrhofer, österreichischer Orgelbauer (* 1862)
- 02. Mai: Richard Sallaba, österreichischer Opernsänger (* 1905)
- 07. Mai: Leopold Wlach, österreichischer Klarinettist und Klarinettenpädagoge (* 1902)
- 10. Mai: Albert Talhoff, Schweizer Schriftsteller und Choreograph (* 1888)
- 12. Mai: Vladimír Ambros, tschechischer Komponist (* 1890)
- 12. Mai: Bohuslav Leopold, tschechischer Komponist, Violinvirtuose und Musikverleger (* 1888)
- 12. Mai: Arthur Letondal, kanadischer Organist, Musikpädagoge und Komponist (* 1869)
- 13. Mai: Don Kirkpatrick, US-amerikanischer Jazzpianist und Arrangeur (* 1905)
- 15. Mai: Jovan Bandur, kroatischer Komponist (* 1899)
- 15. Mai: Hermann Ludwig Blankenburg, deutscher Komponist (* 1876)
- 15. Mai: Adrian Rollini, US-amerikanischer Jazzmusiker (* 1903)
- 16. Mai: Orlando Morgan, britischer Musikpädagoge, Komponist und Musikwissenschaftler (* 1865)
- 20. Mai: Harry Stewart, US-amerikanischer Comedian, Sänger und Songwriter (* 1908)
- 26. Mai: George King Raudenbush, US-amerikanischer Violinist und Dirigent (* 1899)
- 28. Mai: Kineya Jōkan II., japanischer Nagauta-Sänger und Komponist (* 1874)

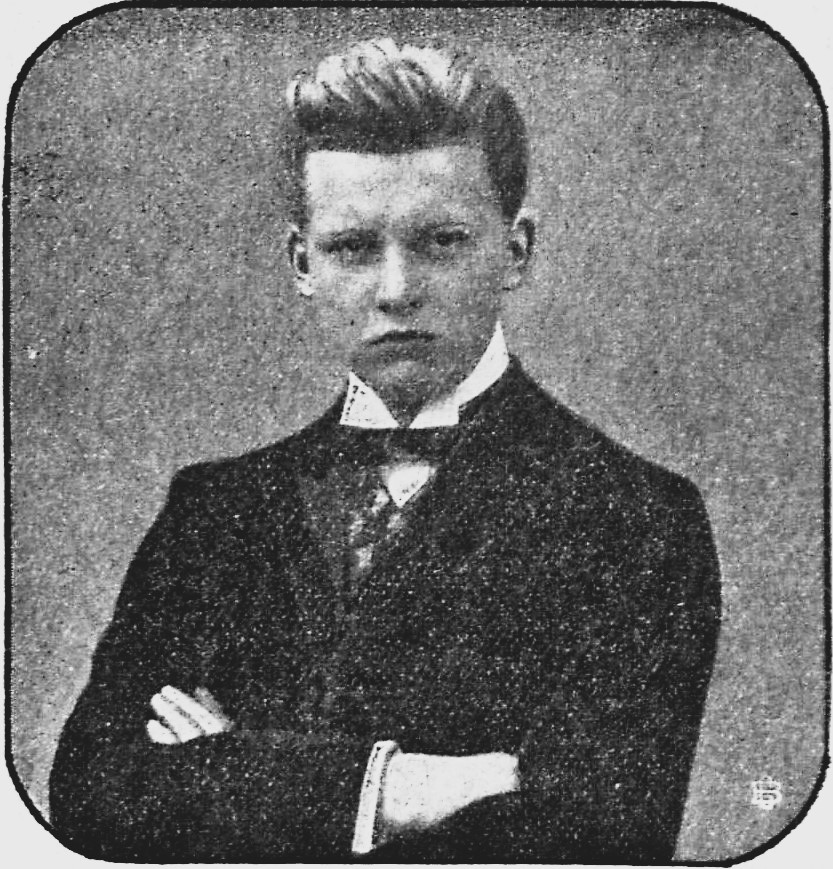
Hermann Abendroth; † 29. Mai

- 29. Mai: Hermann Abendroth, deutscher Dirigent und Politiker (* 1883)
- 30. Mai: Valaida Snow, US-amerikanische Jazztrompeterin und Sängerin (* 1904)
- 30. Mai: Tadeusz Wilczak, polnischer Dirigent (* 1908)
- 00. Mai: Fred Ohms, US-amerikanischer Jazzmusiker (Posaune) (* 1918)

### Juni
- 03. Juni: Victor Gonzalez, französischer Orgelbauer (* 1877)
- 04. Juni: Max Kowalski, deutscher Komponist (* 1882)
- 05. Juni: Wassili Wassiljewitsch Netschajew, sowjetrussischer Pianist, Komponist und Musikpädagoge (* 1895)
- 11. Juni: Frankie Trumbauer, US-amerikanischer Jazz-Musiker (* 1901)
- 13. Juni: Reginald Goss-Custard, britischer Organist und Komponist (* 1877)
- 19. Juni: Lester Lee, US-amerikanischer Filmkomponist (* 1903)
- 20. Juni: Minnie Nast, deutsche Opernsängerin im Stimmfach Koloratursopran (* 1874)
- 23. Juni: Reinhold Glière, russischer Komponist (* 1875)
- 25. Juni: Miyagi Michio, japanischer Komponist und Kotospieler (* 1894)

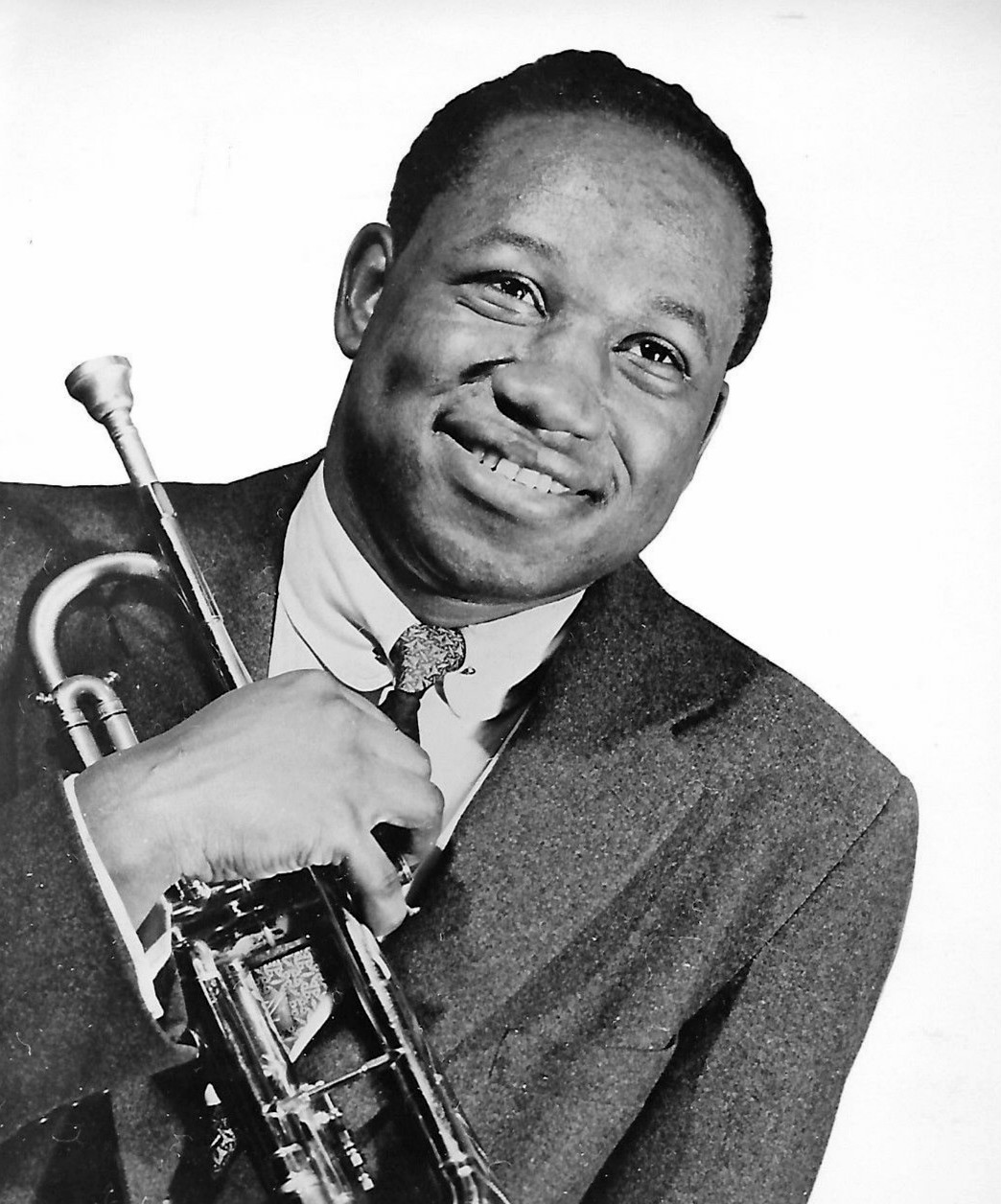
Clifford Brown; † 26. Juni

- 26. Juni: Clifford Brown, US-amerikanischer Jazztrompeter (* 1930)
- 26. Juni: Richard Eichenauer, deutscher Musikschriftsteller (* 1893)
- 26. Juni: Richie Powell, US-amerikanischer Jazzmusiker (* 1931)
- 00. Juni: Walter Brown, US-amerikanischer Jazz- und Bluessänger (* 1917)

### Juli
- 04. Juli: Walther Pfitzner, deutsch-amerikanischer Pianist, Dirigent, Komponist und Musikpädagoge (* 1882)
- 07. Juli: Alex Hyde, deutschstämmiger US-amerikanischer Musiker, Violinist, Bandleader (* 1898)
- 11. Juli: Ernst Höllerhagen, deutscher Jazzmusiker (Klarinette, Saxophon) (* 1912)
- 18. Juli: Violet Loraine, britische Schauspielerin und Sängerin (* 1886)
- 19. Juli: Freddie Spruell, US-amerikanischer Bluesmusiker (* 1893)
- 26. Juli: Miguel Bernal Jiménez, mexikanischer Komponist, Organist, Pädagoge und Musikwissenschaftler (* 1910)
- 29. Juli: Antonio Scatasso, argentinischer Bandoneonist, Bandleader und Tangokomponist (* 1886)

### August
- 04. August: Pekka Akimov, finnischer Komponist, Dirigent und Musikpädagoge (* 1885)
- 07. August: John Latouche, US-amerikanischer Schriftsteller und Librettist (* 1914)
- 08. August: Just Scheu, deutscher Komponist, Librettist, Schauspieler und Drehbuchautor (* 1903)
- 10. August: Lucie Bernardo, deutsche Soubrette und Lachkünstlerin (* 1885)
- 11. August: Ezio Camussi, italienischer Komponist (* 1883)
- 14. August: May Brahe, australischer Komponist (* 1884)

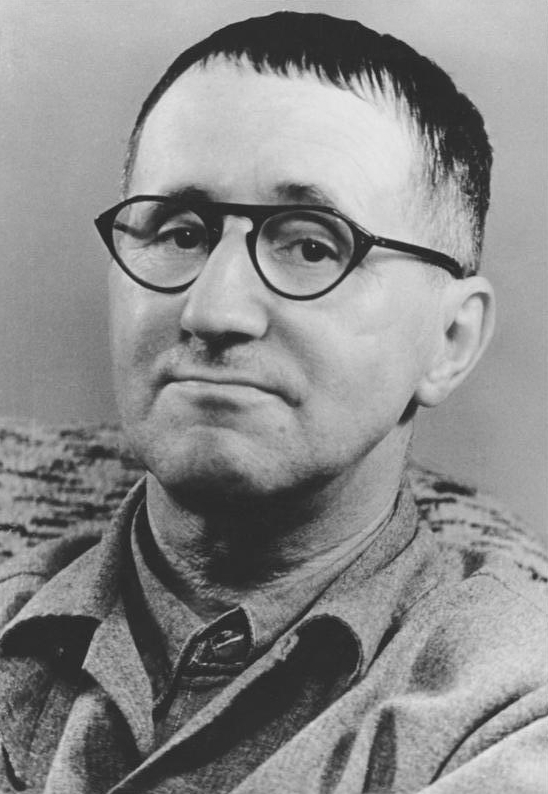
Bertolt Brecht; † 14. August

- 14. August: Bertolt Brecht, deutscher Dramatiker, Theaterregisseur, Liedtexter und Lyriker (* 1898)
- 14. August: Jaroslav Řídký, tschechischer Komponist, Dirigent, Musiker und Musiklehrer (* 1897)
- 17. August: Abram Jampolski, russischer Geiger und Musikpädagoge (* 1890)
- 17. August: Katharina Rosing, deutsche Konzert- und Opernsängerin (* 1870)
- 19. August: Hans Kulla, deutscher Komponist, Musikpädagoge und Kirchenmusiker (* 1910)
- 22. August: Erich Kaufmann, österreichischer Sänger (* 1908)
- 31. August: Yves Nat, französischer Pianist und Komponist (* 1890)

### September

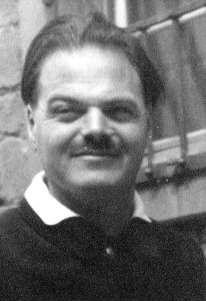
Walter Hensel; † 5. September

- 05. September: Walther Hensel, deutscher Volksliedforscher und Volksliedsammler (* 1887)
- 06. September: Felix Borowski, anglo-amerikanischer Komponist, Musikkritiker und Musikpädagoge polnischer Herkunft (* 1872)
- 07. September: Mykola Wilinskyj, russisch-ukrainischer Komponist und Hochschullehrer (* 1888)
- 08. September: Freddie Rich, US-amerikanischer Jazz-Komponist und Bigband-Leader (* 1898)
- 09. September: Rupert Hughes, US-amerikanischer Romanautor, Filmregisseur, Drehbuchautor, Militäroffizier und Komponist (* 1872)[71]
- 21. September: Robert Mills Delaney, US-amerikanischer Komponist und Musikpädagoge (* 1903)
- 26. September: Georg Götsch, deutscher Musikpädagoge (* 1895)

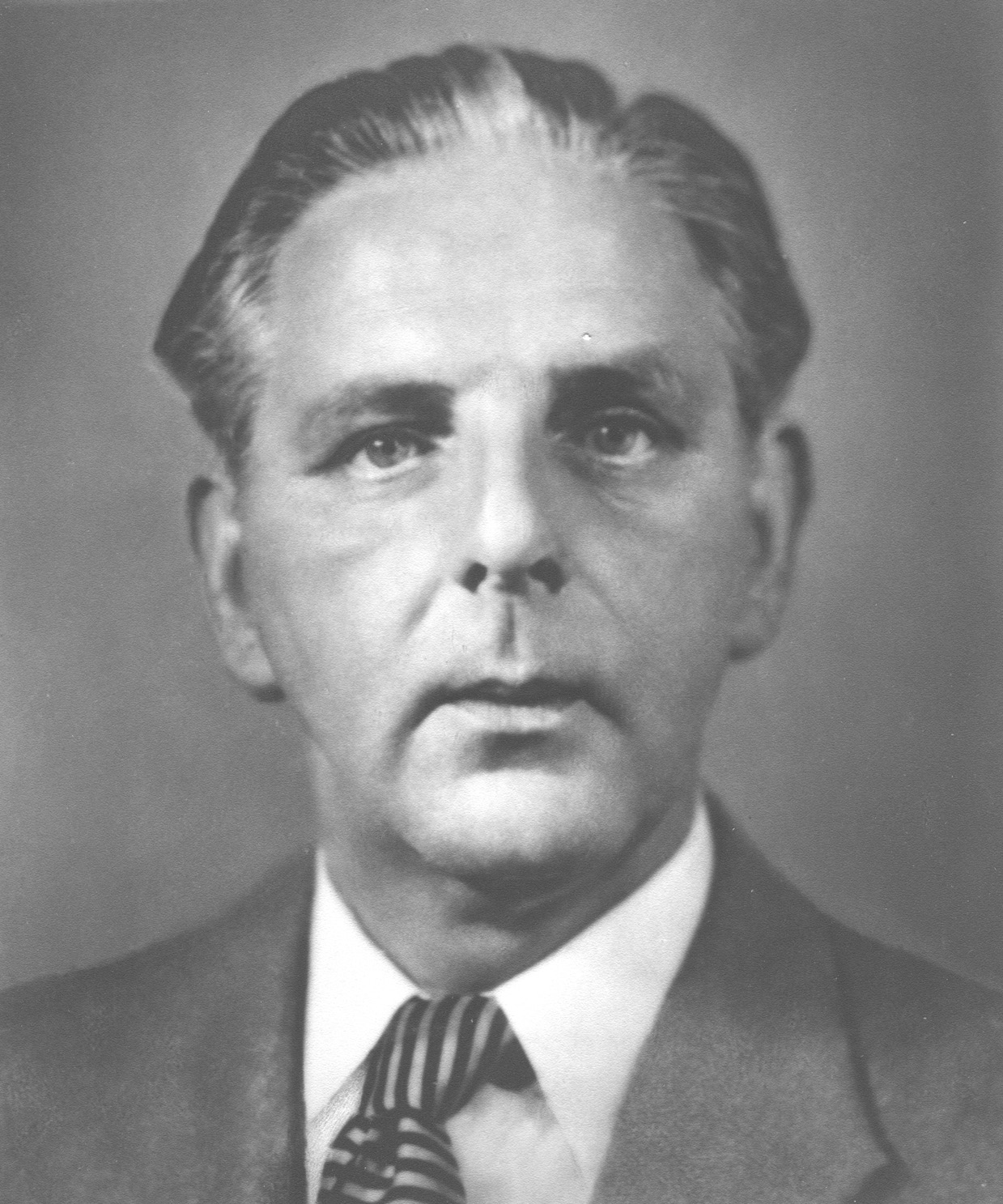
Henri Brunner; † 27. September

- 27. September: Henri Brunner, Schweizer Komponist, Organist und Dirigent (* 1897)
- 27. September: Gerald Finzi, britischer Komponist (* 1901)

### Oktober
- 01. Oktober: Albert Von Tilzer, US-amerikanischer Musikproduzent (* 1878)
- 04. Oktober: Rudolf Hägni, Schweizer Lehrer, Liedtexter und Schriftsteller (* 1888)

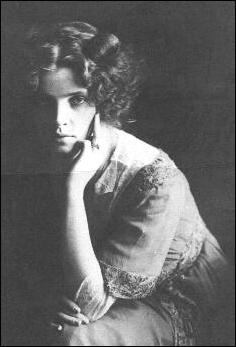
Maud Allan; † 7. Oktober

- 07. Oktober: Maud Allan, kanadisch-amerikanische Tänzerin (* 1873)
- 09. Oktober: Schahan R. Berberian, armenischer Philosoph, Komponist und Schriftsteller (* 1891)
- 12. Oktober: Lorenzo Perosi, italienischer Kirchenmusikkomponist (* 1872)
- 16. Oktober: Roland Bocquet, britischer, in Dresden ansässiger Komponist und Pianist (* 1878)
- 17. Oktober: René Ronsil, französischer Sänger, Ornithologe und Bibliothekar (* 1908)
- 18. Oktober: Harry Parry, britischer Jazzmusiker (* 1912)
- 19. Oktober: Karl Ettl, österreichischer Opernsänger (* 1899)
- 19. Oktober: Emanuel Jonasson, schwedischer Komponist und Musiker (* 1886)
- 19. Oktober: Isham Jones, US-amerikanischer Bigband-Leader (* 1894)
- 22. Oktober: Valda Valkyrien, dänische Tänzerin und Schauspielerin (* 1895)
- 26. Oktober: Lucien Gagnier, kanadischer Flötist (* 1900)

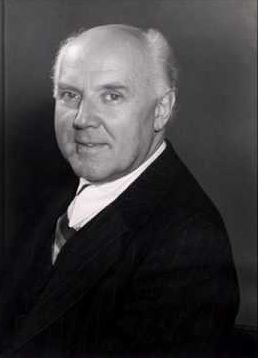
Walter Gieseking; † 26. Oktober

- 26. Oktober: Walter Gieseking, deutscher Pianist und Komponist (* 1895)

### November
- 01. November: Tommy Johnson, US-amerikanischer Blues-Gitarrist (* 1896)
- 03. November: Johanna Geisler, deutsche Sängerin und Schauspielerin (* 1888)
- 03. November: Reuven Yaron, israelischer Komponist und Soldat (* 1932)
- 05. November: Hans Stilp, österreichischer Komponist (* 1882)

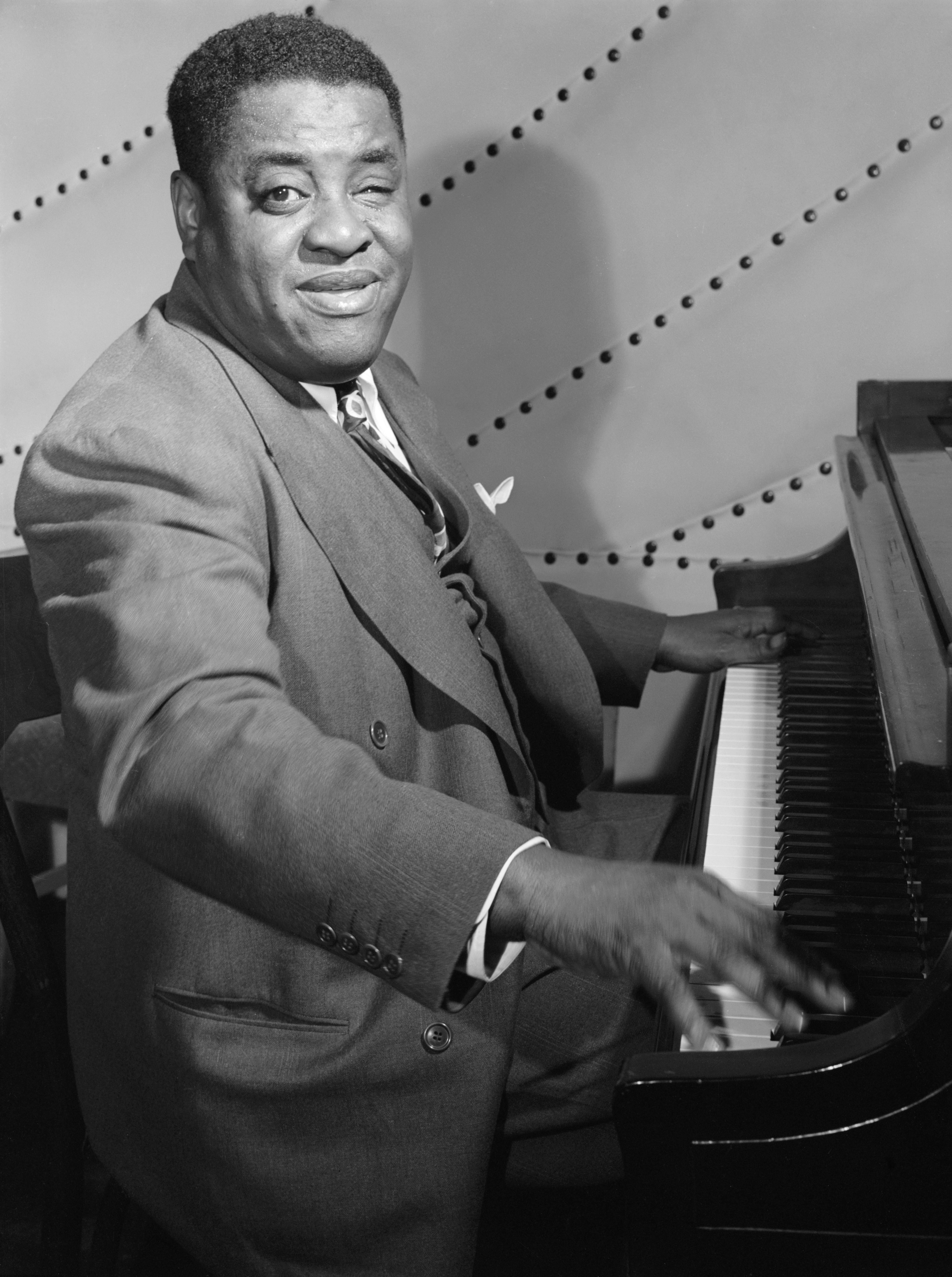
Art Tatum; † 5. November

- 05. November: Art Tatum, US-amerikanischer Klaviervirtuose des Jazz (* 1909)
- 07. November: Una Mae Carlisle, US-amerikanische Sängerin und Pianistin (* 1915)
- 07. November: Josep Munné i Mitjans, katalanischer klassischer Violinist und Musikpädagoge (* 1881)
- 10. November: Gerhard Ebeler, Kölner Autor, Liedermacher und Karnevalsschlager-Komponist (* 1877)
- 10. November: Victor Young, US-amerikanischer Komponist, Violinist und Dirigent (* 1900)
- 11. November: Marie Hall, britische Violinistin (* 1884)
- 20. November: Achille Baquet, US-amerikanischer Jazzmusiker (* 1885)
- 22. November: Johan Wichers, niederländischer Komponist (* 1887)
- 23. November: Armin Berg, österreichischer Kabarettist, Komponist, Pianist, Schriftsteller und Schauspieler (* 1883)
- 24. November: Guido Cantelli, italienischer Dirigent (* 1920)

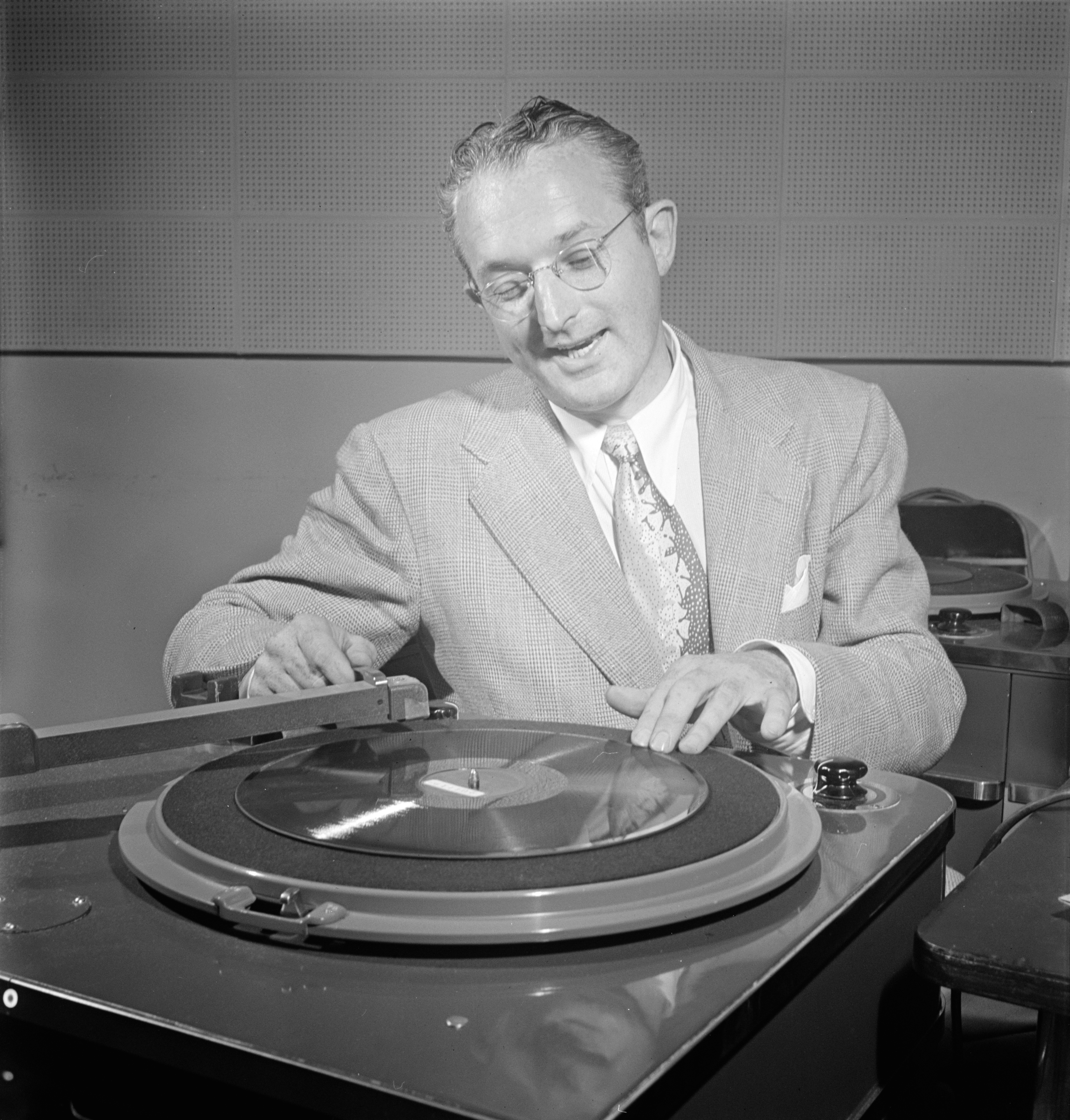
Tommy Dorsey; † 26. November

- 26. November: Tommy Dorsey, US-amerikanischer Jazz-Musiker (* 1905)
- 27. November: Richard Krentzlin, deutscher Klavierpädagoge und Komponist (* 1864)
- 28. November: Walerian Bierdiajew, polnischer Komponist, Dirigent und Musikpädagoge (* 1885)
- 30. November: Ludvík Kuba, tschechischer Landschaftsmaler, Musiker und Schriftsteller (* 1863)
- 30. November: Jean Schwartz, US-amerikanischer Songwriter (* 1878)

### Dezember
- 04. Dezember: Friedrich Sebastian Zubrod, deutscher Komponist, Dichter, Musiker und Organist (* 1913)
- 07. Dezember: Henry Fillmore, US-amerikanischer Komponist, Posaunist und Kapellmeister (* 1881)
- 07. Dezember: Arthur Lange, US-amerikanischer Filmkomponist, Bandleader, Arrangeur und Liedtexter (* 1889)
- 07. Dezember: Robert Sondheimer, deutscher Musikwissenschaftler (* 1881)
- 08. Dezember: Edgar Bainton, britischer Komponist (* 1880)
- 09. Dezember: Lou Handman, US-amerikanischer Songwriter und Filmmusik-Komponist (* 1894)
- 09. Dezember: Ethel Scarborough, britische Pianistin und Komponistin (* 1880)

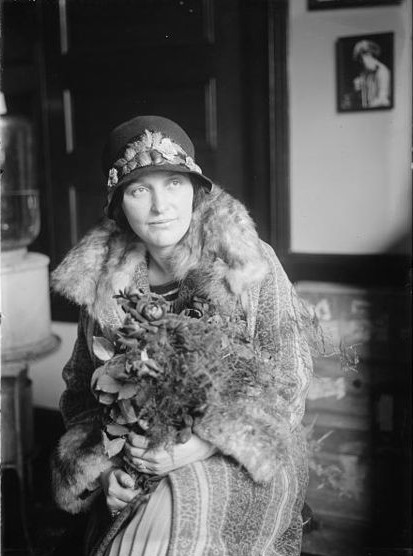
Stefi Geyer; † 11. Dezember

- 11. Dezember: Stefi Geyer, ungarische Violinistin (* 1888)
- 14. Dezember: Kaarle Artturi Aarnio, finnischer Kantor, Dirigent, Organist, Komponist und Musikpädagoge (* 1879)
- 17. Dezember: Max Rosen, US-amerikanischer Musiklehrer und Violinist (* 1900)
- 20. Dezember: Hildur Andersen, norwegische Pianistin (* 1864)
- 20. Dezember: Friedrich Trautwein, deutscher Pionier der elektronischen Musik (* 1888)
- 28. Dezember: Otto Neumann, österreichischer Sänger (* 1891)

### Genaues Todesdatum unbekannt
- Felipe Bojalil Gil, mexikanischer Sänger und Komponist (* 1912)
- Mathias Heinicke, böhmischer Geigenbauer (* 1873)
- Max Herre, deutscher Musikschriftsteller (* 1888)
- Konrad Huschke, deutscher Musikschriftsteller (* 1875)
- Ferdinand Kögl, österreichischer Musiker und Schriftsteller (* 1890)
- Magdalena la Malena, spanische Flamenco-Tänzerin (* 1877)
- Hans Rehmstedt, deutscher Musiker und Orchesterleiter (* 1909)
- Dan Russo, US-amerikanischer Jazz-Violinist und Bigband-Leader (* 1885)
- Eddie Tower, belgischer Jazzmusiker, Bandleader und Komponist (* 1899)
- Wilhelm Zehle, deutscher Komponist und Dirigent (* 1876)